# Llista d'episodis d'El detectiu Conan (temporades 1-10)
El detectiu Conan és una sèrie d'animació basada en el manga homònim creada per Gosho Aoyama. L'anime està produït per TMS Entertainment. Actualment la sèrie s'emet en català pel canal SX3 de Televisió de Catalunya.
La numeració catalana correspon a la posada per la Televisió de Catalunya, Televisió Valenciana i IB3 Televisió.
Els capítols especials tenen el títol emmarcat dins d'un requadre verd. Són capítols de major durada que s'emeten sencers al Japó, però que la resta del món obté fragmentats perquè durin el mateix que un episodi normal.
Els títols dels episodis són els del doblatge català central (TVC), però també s'esmenten els títols en valencià (RTVV) i balear (IB3).
Els colors dels episodis fan referència a:
- Blanc: episodis basats en capítols del manga però que no segueixen l'argument principal de la sèrie.
- Groc: episodis basats en capítols del manga que segueixen la trama i que poden ajudar a entendre l'argument principal de la sèrie.
- Blau clar: episodis que són originals de l'anime, és a dir, que no estan basats en el manga.

En aquest article es troben les primeres deu temporades de la sèrie, entre 1996 i 2005. La resta es poden trobar a la llista d'episodis d'El detectiu Conan.

## Resum
|                    | Temporada    | Episodis           | Episodis              | Any d'emissió          | Any d'emissió                | Any d'emissió | Any d'emissió |
| Numeració japonesa | Temporada    | Numeració catalana | En japonès (original) | Televisió de Catalunya | Televisió Valenciana/ À Punt | IB3           |               |
| ------------------ | ------------ | ------------------ | --------------------- | ---------------------- | ---------------------------- | ------------- | ------------- |
|                    | Temporada 1  | 1-42 (42)          | 1-43 (43)             | 1996                   | 2001                         | 2010          | 2007          |
|                    | Temporada 2  | 43-85 (43)         | 44-88 (45)            | 1997                   | 2001 i 2003                  | 2010          | 2007 i 2008   |
|                    | Temporada 3  | 86-128 (43)        | 89-135 (47)           | 1998                   | 2003                         | 2010          |               |
|                    | Temporada 4  | 129-173 (45)       | 136-184 (49)          | 1999                   | 2003                         | 2010 i 2011   |               |
|                    | Temporada 5  | 174-218 (45)       | 185-234 (50)          | 2000                   | 2003, 2005 i 2006            | 2011          |               |
|                    | Temporada 6  | 219-262 (44)       | 235-281 (47)          | 2001                   | 2006                         | 2011          |               |
|                    | Temporada 7  | 263-303 (41)       | 282-325 (44)          | 2002                   | 2006 i 2007                  | 2011          |               |
|                    | Temporada 8  | 304-344 (41)       | 326-370 (45)          | 2003                   | 2007                         | 2011 i 2012   |               |
|                    | Temporada 9  | 345-383 (39)       | 371-417 (47)          | 2004                   | 2007                         | 2012          |               |
|                    | Temporada 10 | 384-424 (41)       | 418-458 (41)          | 2005                   | 2007 i 2009                  | 2012          |               |

## Temporada 1 (1996)
| EP# | EP#  | EP#   | Títol en català | Adaptat de | Estrena en japonès      | Estrena en català central Estrena en valencià Estrena en balear  |
| Cat. | Jap. | Temp. | Títol en català | Adaptat de | Estrena en japonès      | Estrena en català central Estrena en valencià Estrena en balear  |
| --- | ---- | ----- | --- | ---------- | ----------------------- | ---------------------------------------------------------------- |
| 1 | 1    | 1     | El detectiu més famós d'aquest segle "Jet coaster satsujin jiken" (ジェットコースター殺人事件) Valencià: "El detectiu més famós del segle" | 1          | 8 de gener del 1996     | 17 de maig del 2001 4 de maig del 2010                           |
| Shinichi Kudo, és un detectiu que ajuda desinteressadament a la policia en els casos més difícils. Però un dia la seva amiga de la infantesa, Ran Mouri, l'"obliga" una tarda a portar-la al parc d'atraccions Tropical Land. A la muntanya russa presencien la brutal decapitació d'un home, de la qual en Shinichi en descobreix de seguida el culpable. Després, mentre tornen a casa, ell observa en secret un tracte sospitós entre uns homes de negre. Un altre home de negre el descobreix, el colpeja i li dona un verí experimental amb la intenció de matar-lo sense deixar rastre a la autòpsia i llavors fuig corrent.                                                                                                 |      |       | |            |                         |                                                                  |
| 2 | 2    | 2     | El famós detectiu que es va encongir "Shachou reijou yuukai jiken" (社長令嬢誘拐事件) Valencià: "El famós detectiu que va encongir" | 2-5        | 15 de gener del 1996    | 18 de maig del 2001 5 de maig del 2010                           |
| La droga no ha matat en Shinichi: el seu cos ha encongit fins obtenir l'aparença d'un nen en edat escolar, sense afectar el seu sistema nerviós i el coneixement acumulat fins aquell moment. En Shinichi s'allunya del lloc i fuig a casa del doctor Agasa. Aquest li aconsella no revelar la seva veritable identitat, ja que, si els homes de negre descobreixen que la droga no el va matar, sens dubte tornarien a cercar-lo. La Ran, preocupada pel seu amic, va a casa de Shinichi, que, per ocultar la seva veritable identitat, es posa un parell d'ulleres i li diu que el seu nom de Conan Edogawa. Seguint el consell del doctor Agasa, en Conan va a viure amb la Ran i el seu pare, el detectiu privat Kogoro Mouri. |      |       | |            |                         |                                                                  |
| 3 | 3    | 3     | Compte amb els ídols "Idol misshitsu satsujin jiken" (アイドル密室殺人事件) Valencià: "Compte amb els ídols" | 6-9        | 22 de gener del 1996    | 21 de maig del 2001 6 de maig del 2010                           |
| En Kogoro es reuneix amb la cantant Yoko Okino, qui el convida a casa seva, juntament amb en Conan i la Ran. Un cop al lloc, troben un cos i la sospita sembla recaure en la famosa cantant. Sembla que la Yoko Okino ha matat l'home, però en Conan no està convençut. De fet, una vegada que descobreix la veritat i té totes les proves reunides, anestesia a en Kogoro i, amb la seva veu, explica a tots els presents que la víctima es va suïcidar. |      |       | |            |                         |                                                                  |
| 4 | 4    | 4     | El peix brillant "Dai tokai ankou map jiken" (大都会暗号マップ事件) Valencià: "Codi: El peix brillant" | 36-39      | 29 de gener del 1996    | 22 de maig del 2001 7 de maig del 2010                           |
| El jove detectiu visita amb els seus amics d'escola un museu. Per casualitat, la bossa de l'Ayumi es canvia per la d'uns criminals, dins de la qual Genta troba un estrany mapa amb uns codis. Convençuts que és un mapa del tresor, els detectius júnior inicien la recerca, sota l'atenta mirada dels delinqüents, que els vigilen sense que es noti. Els nens després d'una llarga recerca, troben el tresor, però els delinqüents surten a la llum amb la intenció d'emportarse el tresor i matar els nens... |      |       | |            |                         |                                                                  |
| 5 | 5    | 5     | L'explosió del tren d'alta velocitat "Shinkansen Dai Bakuha Jiken" (新幹線大爆破事件) Valencià: "La gran explosió del tren d'alta velocitat" | 33-35      | 5 de febrer del 1996    | 23 de maig del 2001 10 de maig del 2010                          |
| Mentre viatja en un tren d'alta velocitat amb la Ran, en Kogoro i els Detectius Júnior, en Conan veu dos homes que s'assemblen molt als homes de negre que van provocar el seu encongiment. Gràcies a un error, el nen descobreix que fins i tot aquestes dues persones són criminals. La intenció d'aquests dos homes és matar algú fent esclatar tot el tren. En Conan identifica la persona a qui pretenen matar i en tren inicia una compte enrere... |      |       | |            |                         |                                                                  |
| 6 | 6    | 6     | El cas de l'assassinat del dia de Sant Valentí "Barentain Satsujin Jiken" (バレンタイン殺人事件) Valencià: "Assassinat en el dia dels enamorats" | Original   | 12 de febrer del 1996   | 24 de maig del 2001 11 de maig del 2010                          |
| 7 | 7    | 7     | L'amenaça del regal mensual "Tsuki'ichi Purezento Kyōhaku Jiken" (月いちプレゼント脅迫事件) Valencià: "El misteri dels regals mensuals" | 26-29      | 19 de febrer del 1996   | 25 de maig del 2001 12 de maig del 2010                          |
| 8 | 8    | 8     | El cas de l'assassinat del museu d'art "Bijutsukan Ōnā Satsujin Jiken" (美術館オーナー殺人事件) Valencià: "Assassinat en el museu d'art" | 30-32      | 26 de febrer del 1996   | 28 de maig del 2001 13 de maig del 2010                          |
| 9 | 9    | 9     | El cas de l'assassinat de la festa de primavera "Tenkaichi Yomatsuri Satsujin Jiken" (天下一夜祭殺人事件) Valencià: "Assassinat en el festival de primavera" | 59-61      | 4 de març del 1996      | 29 de maig del 2001 14 de maig del 2010                          |
| 10 | 10   | 10    | El cas del xantatge a un futbolista "Puro Sakkā Senshu Kyōhaku Jiken" (プロサッカー選手脅迫事件) Valencià: "Xantatge en el futbol" | 68-71      | 11 de març del 1996     | 30 de maig del 2001 17 de maig del 2010                          |
| 11 | 11   | 11    | El cas de l'assassinat de la sonata "Clar de lluna" (I) "Piano Sonata "Gekkō" Satsujin Jiken" (ピアノソナタ「月光」殺人事件) Valencià: "Els assassinats de la sonata 'Clar de Lluna' (1a part)" | 62-67      | 1 d'abril del 1996      | 31 de maig del 2001 18 de maig del 2010                          |
| 12 | 11   | 12    | El cas de l'assassinat de la sonata "Clar de lluna" (II) "Piano Sonata "Gekkō" Satsujin Jiken" (ピアノソナタ「月光」殺人事件) Valencià: "Els assassinats de la sonata 'Clar de Lluna' (2a part)" | 62-67      | 1 d'abril del 1996      | 1 de juny del 2001 19 de maig del 2010                           |
| 13 | 12   | 13    | El segrest de l'Ayumi "Ayumi-chan Yūkai Jiken" (歩美ちゃん誘拐事件) Valencià: "El segrest d'Ayumi" | 81-83      | 8 d'abril del 1996      | 4 de juny del 2001 20 de maig del 2010                           |
| 14 | 13   | 14    | El cas de la desaparició misteriosa "Kimyō na Hito Sagashi Satsujin Jiken" (奇妙な人捜し殺人事件) Valencià: "L'estrany cas de la recerca doble" | 13-16      | 15 d'abril del 1996     | 5 de juny del 2001 21 de maig del 2010                           |
| 15 | 14   | 15    | Un missatge molt misteriós "Nazo no Messēji Sogeki Jiken" (謎のメッセージ狙撃事件) Valencià: "El misteriós missatge de la calculadora" | Original   | 22 d'abril del 1996     | 6 de juny del 2001 24 de maig del 2010                           |
| 16 | 15   | 16    | El cadàver desaparegut "Kieta Shitai Satsujin Jiken" (消えた死体殺人事件) Valencià: "El cadàver desaparegut" | 56-58      | 29 d'abril del 1996     | 7 de juny del 2001 25 de maig del 2010                           |
| 17 | 16   | 17    | El cas de l'assassinat del col·leccionista "Kottōhin Korekutā Satsujin Jiken" (骨董品コレクター殺人事件) Valencià: "L'assassinat del col·leccionista d'antiguitats" | 52-55      | 6 de maig del 1996      | 8 de juny del 2001 26 de maig del 2010                           |
| 18 | 17   | 18    | El cas del robatori dels grans magatzems "Depāto Jatsuku Jiken" (デパートジャツク事件) Valencià: "Segrest en els grans magatzems" | Original   | 13 de maig del 1996     | 11 de juny del 2001 27 de maig del 2010                          |
| 19 | 18   | 19    | L'assassinat de la núvia "Rokugatsu no Hanayome Satsujin Jiken" (6月の花嫁殺人事件) Valencià: "L'assassinat de la nòvia" | 78-80      | 20 de maig del 1996     | 12 de juny del 2001 28 de maig del 2010                          |
| 20 | 19   | 20    | L'assassinat de l'ascensor "Erebētā Satsujin Jiken" (エレベーター殺人事件) Valencià: "L'assassinat de l'ascensor" | Original   | 27 de maig del 1996     | 13 de juny del 2001 31 de maig del 2010                          |
| 21 | 20   | 21    | L'assassinat de la casa encantada "Yūreiyashiki Satsujin Jiken" (幽霊屋敷殺人事件) Valencià: "L'assassinat de la casa encantada" | 17-19      | 3 de juny del 1996      | 14 de juny del 2001 1 de juny del 2010                           |
| 22 | 21   | 22    | Un assassinat de pel·lícula "TV Dorama Roke Satsujin Jiken" (TVドラマロケ殺人事件) Valencià: "Assassinat al rodatge d'una pel·lícula" Balear: "Un assassinat de pel·lícula" | Original   | 10 de juny del 1996     | 15 de juny del 2001 2 de juny del 2010 29 de setembre del 2007   |
| 23 | 22   | 23    | Els assassinats en sèrie del creuer de luxe (I) "Gōka Kyakusen Renzoku Satsujin Jiken (Zenpen)" (豪華客船連続殺人事件(前編)) Valencià: "Assassinats en sèrie al transatlàntic de luxe (1a part)" Balear: "Es assassinats en sèrie des creuer de luxe (1a part)"                                                              | 20-22      | 17 de juny del 1996     | 18 de juny del 2001 3 de juny del 2010 30 de setembre del 2007   |
| 24 | 23   | 24    | Els assassinats en sèrie del creuer de luxe (II) "Gōka Kyakusen Renzoku Satsujin Jiken (Kōhen)" (豪華客船連続殺人事件(後編)) Valencià: "Assassinats en sèrie al transatlàntic de luxe (2a part)" Balear: "Es assassinats en sèrie des creuer de luxe (2a part)"                                                              | 23-25      | 24 de juny del 1996     | 19 de juny del 2001 4 de juny del 2010 6 d'octubre del 2007      |
| 25 | 24   | 25    | El misteri de la bonica amnèsica "Nazo no Bijo Kioku Sōshitsu Jiken" (謎の美女記憶喪失事件) Valencià: "El misteri de la dona amb amnèsia" Balear: "Es misteri de la dona amnèsica" | Original   | 1 de juliol del 1996    | 20 de juny del 2001 7 de juny del 2010 7 d'octubre del 2007      |
| 26 | 25   | 26    | Diners falsos en un cas de segrest "Itsuwari no Mino Shiro Kin Yūkai Jiken" (偽りの身代金誘拐事件) Valencià: "Els diners falsos del rescat" Balear: "Doblers falsos en un cas de segrest" | Original   | 8 de juliol del 1996    | 21 de juny del 2001 8 de juny del 2010 13 d'octubre del 2007     |
| 27 | 26   | 27    | En John i el cas de l'assassinat "Aiken Jon Satsujin Jiken" (愛犬ジョン殺人事件) Valencià: "John i l'assassinat" Balear: "En John i s'assassinat" | Original   | 15 de juliol del 1996   | 22 de juny del 2001 9 de juny del 2010 14 d'octubre del 2007     |
| 28 | 27   | 28    | El cas de l'assassinat de la trobada d'antics alumnes (I) "Kogoro no Dōsōkai Satsujin Jiken (Zenpen)" (小五郎の同窓会殺人事件(前編)) Valencià: "La reunió de companys de Kogoro (1a part)" Balear: "S'assassinat a sa trobada d'antics alumnes (1a part)"                                                                    | 84-85      | 29 de juliol del 1996   | 25 de juny del 2001 10 de juny del 2010 20 d'octubre del 2007    |
| 29 | 28   | 29    | El cas de l'assassinat de la trobada d'antics alumnes (II) "Kogoro no Dōsōkai Satsujin Jiken (Kōhen)" (小五郎の同窓会殺人事件(後編)) Valencià: "La reunió de companys de Kogoro (2a part)" Balear: "S'assassinat a sa trobada d'antics alumnes (2a part)"                                                                    | 85-86      | 5 d'agost del 1996      | 26 de juny del 2001 11 de juny del 2010 21 d'octubre del 2007    |
| 30 | 29   | 30    | El cas de l'assassinat informàtic "Konpyūtā Satsujin Jiken" (コンピューター殺人事件) Valencià: "Assassinat per ordinador" Balear: "S'assassinat per ordinador" | Original   | 12 d'agost del 1996     | 27 de juny del 2001 14 de juny del 2010 27 d'octubre del 2007    |
| 31 | 30   | 31    | El cas de la falsa coartada "Aribai Shōgen Satsujin Jiken" (アリバイ証言殺人事件) Valencià: "Testimonis d'una coartada" Balear: "Es cas de sa coartada falsa" | Original   | 19 d'agost del 1996     | 28 de juny del 2001 15 de juny del 2010 28 d'octubre del 2007    |
| 32 | 31   | 32    | Assassinat als estudis de televisió "Terebi-kyoku Satsujin Jiken" (テレビ局殺人事件) Valencià: "Assassinat a l'estudi de televisió" Balear: "S'assassinat a s'estudi de televisió" | 102-104    | 16 de setembre del 1996 | 29 de juny del 2001 16 de juny del 2010 3 de novembre del 2007   |
| 33 | 32   | 33    | L'assassinat de la cafeteria "Kōhī Shoppu Satsujin Jiken" (コーヒーショップ殺人事件) Valencià: "Assassinat a la cafeteria" Balear: "S'assassinat a sa cafeteria" | 105-107    | 23 de setembre del 1996 | 30 de juny del 2001 17 de juny del 2010 4 de novembre del 2007   |
| 34 | 33   | 34    | Un tresor molt amagat "Tantei-dan Sabaibaru Jiken" (探偵団サバイバル事件) Valencià: "Supervivència de la Lliga dels Xiquets Detectius" Balear: "Un tresor molt amagat" | Original   | 30 de setembre del 1996 | 1 de juliol del 2001 18 de juny del 2010 10 de novembre del 2007 |
| 35 | 34   | 35    | L'home misteriós del cas de l'assassinat de la casa de la muntanya (I) "Sansō Hōtai Otoko Satsujin Jiken (Zenpen)" (山荘包帯男殺人事件(前編)) Valencià: "L'home misteriós del cas de l'assassinat de la casa de la muntanya (1a part)" Balear: "S'home misteriós des cas de s'assassinat a sa casa de sa muntanya (1a part)" | 40-42      | 7 d'octubre del 1996    | 2 de juliol del 2001 21 de juny del 2010 11 de novembre del 2007 |
| 36 | 35   | 36    | L'home misteriós del cas de l'assassinat de la casa de la muntanya (II) "Sansō Hōtai Otoko Satsujin Jiken (Kōhen)" (山荘包帯男殺人事件(後編)) Valencià: "L'home misteriós del cas de l'assassinat de la casa de la muntanya (2a part)" Balear: "S'home misteriós des cas de s'assassinat a sa casa de sa muntanya (2a part)" | 42-44      | 14 d'octubre del 1996   | 3 de juliol del 2001 22 de juny del 2010 17 de novembre del 2007 |
| 37 | 36   | 37    | El cas de l'assassinat de dilluns a dos quarts de vuit del vespre "Getsuyō Yoru Shichiji Sanjūpun Satsujin Jiken" (月曜夜7時30分殺人事件) Valencià: "El cas de l'assassinat del dilluns a les set i mitja" Balear: "S'assassinat de dilluns a les set i mitja"                                                               | Original   | 28 d'octubre del 1996   | 4 de juliol del 2001 23 de juny del 2010 18 de novembre del 2007 |
| 38 | 37   | 38    | El cas de l'assassinat del cactus "Saboten no Hana Satsujin Jiken" (サボテンの花殺人事件) Valencià: "El cas de l'assassinat del cactus" Balear: "S'assassinat des cactus" | Original   | 4 de novembre del 1996  | 5 de juliol del 2001 24 de juny del 2010 24 de novembre del 2007 |
| 39 | 38   | 39    | El cas de l'assassinat de la festa del foc "Akaoni Mura Himatsuri Sastujin Jiken" (赤鬼村火祭殺人事件) Valencià: "El cas de l'assassinat de la festa del foc" Balear: "S'assassinat de sa festa des foc" | 10-12      | 11 de novembre del 1996 | 6 de juliol del 2001 25 de juny del 2010 25 de novembre del 2007 |
| 40 | 39   | 40    | El cas de l'hereva assassinada (I) "Shisanka Reijō Satsujin Jiken (Zenpen)" (資産家令嬢殺人事件(前編)) Valencià: "El cas de l'hereva assassinada (1a part)" Balear: "Es cas de s'hereva assassinada (1a part)" | 87-89      | 25 de novembre del 1996 | 7 de juliol del 2001 28 de juny del 2010 1 de desembre del 2007  |
| 41 | 40   | 41    | El cas de l'hereva assassinada (II) "Shisanka Reijō Satsujin Jiken (Kōhen)" (資産家令嬢殺人事件(後編)) Valencià: "El cas de l'hereva assassinada (2a part)" Balear: "Es cas de s'hereva assassinada (2a part)" | 89-91      | 2 de desembre del 1996  | 8 de juliol del 2001 29 de juny del 2010 2 de desembre del 2007  |
| 42 | 41   | 42    | L'incident de la bandera estripada "Yūshōki Kirisaki Jiken" (優勝旗切り裂き事件) Valencià: "El cas de la bandera esgarrada" | Original   | 9 de desembre del 1996  | 9 de juliol del 2001 30 de juny del 2010                         |
| 43 | 42   | 43    | L'assassinat del karaoke "Karaoke Bokkusu Satsujin Jiken" (カラオケボックス殺人事件) Valencià: "L'assassinat del karaoke" | 45-48      | 16 de desembre del 1996 | 10 de juliol del 2001 1 de juliol del 2010                       |

## Temporada 2 (1997)
| EP#  | EP#  | EP#   | Títol en català | Adaptat de | Estrena en japonès      | Estrena en català central Estrena en valencià |
| Cat. | Jap. | Temp. | Títol en català | Adaptat de | Estrena en japonès      | Estrena en català central Estrena en valencià |
| ---- | ---- | ----- | --- | ---------- | ----------------------- | --------------------------------------------- |
| 44   | 43   | 1     | El segrest d'en Conan Edogawa "Edogawa Konan Yūkai Jiken" (江戸川コナン誘拐事件) Valencià: "El segrest de Conan"                                                                                          | 49-51      | 13 de gener del 1997    | 11 de juliol del 2001 2 de juliol del 2010    |
| 45   | 44   | 2     | L'assassinat del cap de la família Hotta "Hotta Sankyōdai Satsujin Jiken" (堀田三兄弟殺人事件) Valencià: "El crim de la família Hotta"                                                                    | Original   | 20 de gener del 1997    | 12 de juliol del 2001 5 de juliol del 2010    |
| 46   | 45   | 3     | El cas de l'assassinat de la màscara facial "Kaopakku Satsujin Jiken" (顔パック殺人事件) Valencià: "L'assassinat de la màscara facial"                                                                    | Original   | 27 de gener del 1997    | 13 de juliol del 2001 6 de juliol del 2010    |
| 47   | 46   | 4     | L'assassinat a la muntanya nevada "Yukiyama Sansō Satsujin Jiken" (雪山山荘殺人事件) Valencià: "Assassinat en la muntanya nevada"                                                                         | 99-101     | 3 de febrer del 1997    | 14 de juliol del 2001 7 de juliol del 2010    |
| 48   | 47   | 5     | El cas de l'assassinat del club esportiu "Supōtsu Kurabu Satsujin Jiken" (スポーツクラブ殺人事件) Valencià: "Assassinat en el club esportiu"                                                              | Original   | 10 de febrer del 1997   | 15 de juliol del 2001 8 de juliol del 2010    |
| 49   | 48   | 6     | L'assassinat d'un diplomàtic (I) "Gaikōkan Satsujin Jiken (Zenpen)" (外交官殺人事件(前編)) Valencià: "L'assassinat d'un diplomàtic (1a part)"                                                             | 92-94      | 17 de febrer del 1997   | 16 de juliol del 2001 9 de juliol del 2010    |
| 50   | 49   | 7     | L'assassinat d'un diplomàtic (II) "Gaikōkan Satsujin Jiken (Kōhen)" (外交官殺人事件(後編)) Valencià: "L'assassinat d'un diplomàtic (2a part)"                                                             | 94-96      | 24 de febrer del 1997   | 17 de juliol del 2001 12 de juliol del 2010   |
| 51   | 50   | 8     | El cas de l'assassinat de la biblioteca "Toshokan Satsujin Jiken" (図書館殺人事件) Valencià: "Assassinat en la biblioteca"                                                                                | 96-98      | 3 de març del 1997      | 18 de juliol del 2001 13 de juliol del 2010   |
| 52   | 51   | 9     | L'assassinat del camp de golf "Gorufu Renshuujō Satsujin Jiken" (ゴルフ練習場殺人事件) Valencià: "Assassinat al centre de golf"                                                                           | Original   | 10 de març del 1997     | 19 de juliol del 2001 14 de juliol del 2010   |
| 53   | 52   | 10    | El cas de l'assassinat del follet de la boira (I) "Kiri-tengu Densetsu Satsujin Jiken" (霧天狗伝説殺人事件) Valencià: "L'assassinat del monstre de la boira (1a part)"                                    | 108-110    | 31 de març del 1997     | 20 de juliol del 2001 15 de juliol del 2010   |
| 54   | 52   | 11    | El cas de l'assassinat del follet de la boira (II) "Kiri-tengu Densetsu Satsujin Jiken" (霧天狗伝説殺人事件) Valencià: "L'assassinat del monstre de la boira (2a part)"                                   | 108-110    | 31 de març del 1997     | 21 de juliol del 2001 16 de juliol del 2010   |
| 55   | 53   | 12    | Una arma molt misteriosa "Nazo no Kyouki Satsujin Jiken" (謎の凶器殺人事件) Valencià: "El crim de l'arma misteriosa"                                                                                      | Original   | 7 d'abril del 1997      | 22 de juliol del 2001 19 de juliol del 2010   |
| 56   | 54   | 13    | El cas de l'assassinat de l'empresa de jocs "Gēmu Satsujin Jiken" (ゲーム会社殺人事件) Valencià: "L'assassinat de la companyia de jocs"                                                                   | 114-116    | 14 d'abril del 1997     | 23 de juliol del 2001 20 de juliol del 2010   |
| 57   | 55   | 14    | El cas de l'assassinat del tren "Ressha Torikku Satsujin Jiken" (列車トリック殺人事件) Valencià: "El cas de l'assassinat del tren"                                                                        | Original   | 21 d'abril del 1997     | 24 de juliol del 2001 21 de juliol del 2010   |
| 58   | 56   | 15    | El cas de l'assassinat de l'empresa de neteja "Ojamanbō Satsujin Jiken" (おじゃマンボウ殺人事件) Valencià: "El cas de l'assassinat de l'empresa de neteja"                                                | Original   | 28 d'abril del 1997     | 25 de juliol del 2001 22 de juliol del 2010   |
| 59   | 57   | 16    | El cas de l'assassinat de la trobada de fans de Holmes (I) "Hōmuzu Furīku Satsujin Jiken (Zenpen)" (ホームズフリーク殺人事件(前編)) Valencià: "El cas de l'assassinat dels fans de Holmes (1a part)"      | 117-119    | 5 de maig del 1997      | 26 de juliol del 2001 23 de juliol del 2010   |
| 60   | 58   | 17    | El cas de l'assassinat de la trobada de fans de Holmes (II) "Hōmuzu Furīku Satsuji Jiken (Kōhen)" (ホームズフリーク殺人事件(後編)) Valencià: "El cas de l'assassinat dels fans de Holmes (2a part)"       | 119-121    | 12 de maig del 1997     | 27 de juliol del 2001 26 de juliol del 2010   |
| 61   | 59   | 18    | El cas de l'assassinat de la primera compra "Hajimete no Otsukai Satsujin Jiken" (初めてのお使い殺人事件) Valencià: "El cas de l'assassinat de la primera compra"                                         | Original   | 19 de maig del 1997     | 28 de juliol del 2001 27 de juliol del 2010   |
| 62   | 60   | 19    | El cas de l'assassinat de la il·lustradora "Irasutorētā Satsujin Jiken" (イラストレーター殺人事件) Valencià: "El cas de l'assassinat de la il·lustradora"                                                 | 125-127    | 26 de maig del 1997     | 29 de juliol del 2001 28 de juliol del 2010   |
| 63   | 61   | 20    | El cas de l'assassinat del vaixell fantasma (I) "Yūreisen Satsujin Jiken (Zenpen)" (幽霊船殺人事件(前編)) Valencià: "El cas de l'assassinat del vaixell fantasma (1a part)"                               | Original   | 2 de juny del 1997      | 30 de juliol del 2001 29 de juliol del 2010   |
| 64   | 62   | 21    | El cas de l'assassinat del vaixell fantasma (II) "Yūreisen Satsujin Jiken (Kōhen)" (幽霊船殺人事件(後編)) Valencià: "El cas de l'assassinat del vaixell fantasma (2a part)"                               | Original   | 9 de juny del 1997      | 31 de juliol del 2001 30 de juliol del 2010   |
| 65   | 63   | 22    | El cas de l'assassinat del monstre Gomera "Ōkaijū Gomera Satsujin Jiken" (大怪獣ゴメラ殺人事件) Valencià: "L'assassinat del monstre Gomera"                                                               | 128-130    | 16 de juny del 1997     | 1 d'agost del 2001 2 d'agost del 2010         |
| 66   | 64   | 23    | El cas de l'assassinat de les tres empremtes "Daisan no Shimon Satsujin Jiken" (第3の指紋殺人事件) Valencià: "El cas de les tres empremtes digitals"                                                      | Original   | 23 de juny del 1997     | 2 d'agost del 2001 3 d'agost del 2010         |
| 67   | 65   | 24    | El segrest dels crancs i la balena "Kani to Kujira Yūkai Jiken" (カニとクジラ誘拐事件) Valencià: "El segrest dels crancs i la balena"                                                                     | Original   | 30 de juny del 1997     | 3 d'agost del 2001 4 d'agost del 2010         |
| 68   | 66   | 25    | El cas de l'assassinat del carrer fosc "Kurayami no Michi Satsujin Jiken" (暗闇の道殺人事件) Valencià: "Assassinat en la foscor"                                                                          | Original   | 7 de juliol del 1997    | 4 d'agost del 2001 5 d'agost del 2010         |
| 69   | 67   | 26    | El cas de l'actriu assassinada "Butai Joyū Satsujin Jiken" (舞台女優殺人事件) Valencià: "L'assassinat de l'actriu"                                                                                        | Original   | 14 de juliol del 1997   | 5 d'agost del 2001 6 d'agost del 2010         |
| 70   | 68   | 27    | El misteri de l'assassinat del baró de la nit (I) "Yami no Danshaku Satsujin Jiken (Jikenhen)" (闇の男爵殺人事件(事件篇)) Valencià: "El misteriós assassinat del Baró de la Nit (1a part)"                | 72-73      | 21 de juliol del 1997   | 6 d'agost del 2001 9 d'agost del 2010         |
| 71   | 69   | 28    | El misteri de l'assassinat del baró de la nit (II) "Yami no Danshaku Satsujin Jiken (Giwakuhen)" (闇の男爵殺人事件(疑惑篇)) Valencià: "El misteriós assassinat del Baró de la Nit (2a part)"              | 74-75      | 28 de juliol del 1997   | 7 d'agost del 2001 10 d'agost del 2010        |
| 72   | 70   | 29    | El cas de l'assassinat del baró de la nit. El desenllaç (III) "Yami no Danshaku Satsujin Jiken (Kaiketsuhen)" (闇の男爵殺人事件(解決篇)) Valencià: "El misteriós assassinat del Baró de la Nit (3a part)" | 76-77      | 4 d'agost del 1997      | 8 d'agost del 2001 11 d'agost del 2010        |
| 73   | 71   | 30    | El cas de l'assassinat de l'assetjador "Sutōkā Satsujin Jiken" (ストーカー殺人事件) Valencià: "El cas de l'assassinat de l'assetjador"                                                                    | Original   | 11 d'agost del 1997     | 9 d'agost del 2001 12 d'agost del 2010        |
| 74   | 72   | 31    | El cas de l'assassinat de la casa dels trigèmins "Mitsugo Bessō Satsujin Jiken" (三つ子別荘殺人事件) Valencià: "El cas de l'assassinat de la casa dels trigèmins"                                         | 122-124    | 18 d'agost del 1997     | 10 d'agost del 2001 13 d'agost del 2010       |
| 75   | 73   | 32    | El cas de l'assassinat del naufragi "Shōnentantei-dan Sōnan Jiken" (少年探偵団遭難事件) Valencià: "El cas de l'assassinat del naufragi"                                                                   | Original   | 25 d'agost del 1997     | 11 d'agost del 2001 16 d'agost del 2010       |
| 76   | 74   | 33    | El misteri d'en Jinnai, el déu de la mort "Shinigami Jinnai Satsujin Jiken" (死神陣内殺人事件) Valencià: "El misteri de Jinnai, el déu de la mort"                                                        | Original   | 1 de setembre del 1997  | 12 d'agost del 2001 17 d'agost del 2010       |
| 77   | 75   | 34    | El cas de l'assassinat del president de la financera "Kinyū Kaisha Shachō Satsujin Jiken" (金融会社社長殺人事件) Valencià: "El cas de l'assassinat del president de l'empresa financera"                  | 147-149    | 8 de setembre del 1997  | 13 d'agost del 2001 18 d'agost del 2010       |
| 78   | 76   | 35    | En Conan contra en Kaito Kid el lladre (I) "Conan VS Kaitō Kiddo" (コナンVS怪盗キッド) Valencià: "Conan contra Kaito Kid (1a part)"                                                                       | 156-159    | 22 de setembre del 1997 | 14 d'agost del 2001 19 d'agost del 2010       |
| 79   | 76   | 36    | En Conan contra en Kaito Kid el lladre (II) "Conan VS Kaitō Kiddo" (コナンVS怪盗キッド) Valencià: "Conan contra Kaito Kid (2a part)"                                                                      | 156-159    | 22 de setembre del 1997 | 15 d'agost del 2001 20 d'agost del 2010       |
| 80   | 77   | 37    | Els misteriosos assassinats de la família famosa (I) "Meika Renzoku Henshi Jiken (Zenpen)" (名家連続変死事件(前編)) Valencià: "Assassinats misteriosos en una rica mansió (1a part)"                      | 150-151    | 20 d'octubre del 1997   | 27 de març del 2003 23 d'agost del 2010       |
| 81   | 78   | 38    | Els misteriosos assassinats de la família famosa (II) "Meika Renzoku Henshi Jiken (Kōhen)" (名家連続変死事件(後編)) Valencià: "Assassinats misteriosos en una rica mansió (2a part)"                      | 152-153    | 27 d'octubre del 1997   | 28 de març del 2003 24 d'agost del 2010       |
| 82   | 79   | 39    | L'assassinat de l'atracament al banc "Ginkō Gōtō Satsujin Jiken" (銀行強盗殺人事件) Valencià: "L'assassinat de l'atracador del banc"                                                                      | Original   | 3 de novembre del 1997  | 31 de març del 2003 25 d'agost del 2010       |
| 83   | 80   | 40    | L'assassinat de l'artista vagabund "Hōrō Gaka Satsujin Jiken" (放浪画家殺人事件) Valencià: "L'assassinat de l'artista rodamón"                                                                            | Original   | 10 de novembre del 1997 | 1 d'abril del 2003 26 d'agost del 2010        |
| 84   | 81   | 41    | El segrest dels cantants famosos (I) "Ninki Ātisuto Yūkai Jiken (Zenpen)" (人気アーティスト誘拐事件(前編)) Valencià: "El segrest dels cantants famosos (1a part)"                                         | 144-145    | 17 de novembre del 1997 | 2 d'abril del 2003 27 d'agost del 2010        |
| 85   | 82   | 42    | El segrest dels cantants famosos (II) "Ninki Ātisuto Yūkai Jiken (Kōhen)" (人気アーティスト誘拐事件(後編)) Valencià: "El segrest dels cantants famosos (2a part)"                                         | 145-146    | 24 de novembre del 1997 | 3 d'abril del 2003 30 d'agost del 2010        |
| 86   | 83   | 43    | L'assassinat de l'Hospital General "Sōgōbyōin Satsujin Jiken" (総合病院殺人事件) Valencià: "El cas de l'assassinat a l'Hospital General"                                                                  | Original   | 1 de desembre del 1997  | 4 d'abril del 2003 31 d'agost del 2010        |
| 87   | 84   | 44    | L'assassinat de l'esquiada (I) "Sukii Rojji Satsujin Jiken (Zenpen)" (スキーロッジ殺人事件(前編)) Valencià: "Assassinat a la casa de la muntanya (1a part)"                                               | 139-141    | 8 de desembre del 1997  | 7 d'abril del 2003 1 de setembre del 2010     |
| 88   | 85   | 45    | L'assassinat de l'esquiada (II) "Sukii Rojji Satsujin Jiken (Kōhen)" (スキーロッジ殺人事件(後編)) Valencià: "Assassinat a la casa de la muntanya (2a part)"                                               | 141-143    | 15 de desembre del 1997 | 8 d'abril del 2003 2 de setembre del 2010     |

## Temporada 3 (1998)
| EP# | EP#  | EP#   | Títol en català | Adaptat de | Estrena en japonès      | Estrena en català central Estrena en valencià |
| Cat. | Jap. | Temp. | Títol en català | Adaptat de | Estrena en japonès      | Estrena en català central Estrena en valencià |
| --- | ---- | ----- | --- | ---------- | ----------------------- | --------------------------------------------- |
| 89 | 86   | 1     | El cas del segrest "Yūkai Genba Tokutei Jiken" (誘拐現場特定事件) Valencià: "El lloc del segrest" | Original   | 12 de gener del 1998    | 9 d'abril del 2003 3 de setembre del 2010     |
| 90 | 87   | 2     | L'assassinat de la gratitud de la grua "Tsuru no Ongaeshi Satsujin Jiken" (鶴の恩返し殺人事件) Valencià: "L'assassinat de l'amant de les grues"                                                                           | Original   | 19 de gener del 1998    | 11 d'abril del 2003 6 de setembre del 2010    |
| 91 | 88   | 3     | L'assassinat de Vil·la Dràcula (I) "Dorakyura-sō Satsujin Jiken (Zenpen)" (ドラキュラ荘殺人事件(前編)) Valencià: "L'assassinat de la mansió de la Dràcula (1a part)"                                                      | Original   | 26 de gener del 1998    | 14 d'abril del 2003 7 de setembre del 2010    |
| 92 | 89   | 4     | L'assassinat de Vil·la Dràcula (II) "Dorakyura-sō Satsujin Jiken (Kōhen)" (ドラキュラ荘殺人事件(後編)) Valencià: "L'assassinat de la mansió de la Dràcula (2a part)"                                                      | Original   | 2 de febrer del 1998    | 15 d'abril del 2003 8 de setembre del 2010    |
| 93 | 90   | 5     | El perfum de les flors "Hana no Kaori Satsujin Jiken" (花の香り殺人事件) Valencià: "El cas de l'assassinat de la flor olorosa"                                                                                            | Original   | 9 de febrer del 1998    | 16 d'abril del 2003 9 de setembre del 2010    |
| 94 | 91   | 6     | Atracadors a l'hospital "Gōtō Hannin Nyuuin Jiken" (強盗犯人入院事件) Valencià: "El cas del lladre hospitalitzat" | 166        | 16 de febrer del 1998   | 17 d'abril del 2003 10 de setembre del 2010   |
| 95 | 92   | 7     | Una travessa terrorífica (I) "Kyōfu no Toravaasu Satsujin Jiken (Zenpen)" (恐怖のトラヴァース殺人事件(前編)) Valencià: "Terror a la muntanya (1a part)"                                                                   | Original   | 23 de febrer del 1998   | 18 d'abril del 2003 13 de setembre del 2010   |
| 96 | 93   | 8     | Una travessa terrorífica (II) "Kyōfu no Toravaasu Satsujin Jiken (Kōhen)" (恐怖のトラヴァース殺人事件(後編)) Valencià: "Terror a la muntanya (2a part)"                                                                   | Original   | 2 de març del 1998      | 21 d'abril del 2003 14 de setembre del 2010   |
| 97 | 94   | 9     | L'assassinat de la dona de la neu "Yuki-onna Densetsu Satsujin Jiken" (雪女伝説殺人事件) Valencià: "La llegenda de la dona de la neu"                                                                                     | Original   | 9 de març del 1998      | 22 d'abril del 2003 15 de setembre del 2010   |
| 98 | 95   | 10    | La cita d'en Kogoro "Kogorō no Deeto Satsujin Jiken" (小五郎のデート殺人事件) Valencià: "Assassinat en una cita de Kogoro"                                                                                                | Original   | 16 de març del 1998     | 23 d'abril del 2003 16 de setembre del 2010   |
| 99 | 96   | 11    | El famós detectiu acorralat. El cas dels dos grans assassinats en sèrie (I) "Oitsumerareta Meitantei! Renzoku Nidai Satsujin Jiken" (追いつめられた名探偵!連続2大殺人事件) Valencià: "El detectiu acorralat! (1a part)"   | 131-138    | 23 de març del 1998     | 24 d'abril del 2003 17 de setembre del 2010   |
| 100 | 96   | 12    | El famós detectiu acorralat. El cas dels dos grans assassinats en sèrie (II) "Oitsumerareta Meitantei! Renzoku Nidai Satsujin Jiken" (追いつめられた名探偵!連続2大殺人事件) Valencià: "El detectiu acorralat! (2a part)"  | 131-138    | 23 de març del 1998     | 25 d'abril del 2003 20 de setembre del 2010   |
| 101 | 96   | 13    | El famós detectiu acorralat. El cas dels dos grans assassinats en sèrie (III) "Oitsumerareta Meitantei! Renzoku Nidai Satsujin Jiken" (追いつめられた名探偵!連続2大殺人事件) Valencià: "El detectiu acorralat! (3a part)" | 131-138    | 23 de març del 1998     | 28 d'abril del 2003 21 de setembre del 2010   |
| 102 | 96   | 14    | El famós detectiu acorralat. El cas dels dos grans assassinats en sèrie (IV) "Oitsumerareta Meitantei! Renzoku Nidai Satsujin Jiken" (追いつめられた名探偵!連続2大殺人事件) Valencià: "El detectiu acorralat! (4a part)"  | 131-138    | 23 de març del 1998     | 29 d'abril del 2003 22 de setembre del 2010   |
| 103 | 97   | 15    | El darrer brindis "Wakare no Wain Satsujin Jiken" (別れのワイン殺人事件) Valencià: "El misteriós cas del vi de comiat" | Original   | 13 d'abril del 1998     | 30 d'abril del 2003 23 de setembre del 2010   |
| 104 | 98   | 16    | L'assassinat de casa els ceramistes famosos (I) "Meitōgeika Satsujin Jiken (Zenpen)" (名陶芸家殺人事件(前編)) Valencià: "El cas del famós ceramista (1a part)"                                                            | 160-161    | 20 d'abril del 1998     | 1 de maig del 2003 24 de setembre del 2010    |
| 105 | 99   | 17    | L'assassinat de casa els ceramistes famosos (II) "Meitōgeika Satsujin Jiken (Kōhen)" (名陶芸家殺人事件(後編)) Valencià: "El cas del famós ceramista (2a part)"                                                            | 161-162    | 27 d'abril del 1998     | 2 de maig del 2003 27 de setembre del 2010    |
| 106 | 100  | 18    | El record del primer amor (I) "Hatsukoi no Hito Omoide no Jiken (Zenpen)" (初恋の人想い出事件(前編)) Valencià: "Records del primer amor (1a part)"                                                                        | 173-174    | 11 de maig del 1998     | 5 de maig del 2003 28 de setembre del 2010    |
| 107 | 101  | 19    | El record del primer amor (II) "Hatsukoi no Hito Omoide no Jiken (Kōhen)" (初恋の人想い出事件(後編)) Valencià: "Records del primer amor (2a part)"                                                                        | 174-175    | 18 de maig del 1998     | 6 de maig del 2003 29 de setembre del 2010    |
| 108 | 102  | 20    | El cas de l'assassinat de l'actor de les pel·lícules de samurais (I) "Jidaigeki Haiyū Satsujin Jiken (Zenpen)" (時代劇俳優殺人事件(前編)) Valencià: "L'assassinat de l'actor samurai (1a part)"                           | 170-171    | 24 de maig del 1998     | 7 de maig del 2003 30 de setembre del 2010    |
| 109 | 103  | 21    | El cas de l'assassinat de l'actor de les pel·lícules de samurais (II) "Jidaigeki Haiyū Satsujin Jiken (Kōhen)" (時代劇俳優殺人事件(後編)) Valencià: "L'assassinat de l'actor samurai (2a part)"                           | 171-172    | 1 de juny del 1998      | 8 de maig del 2003 1 d'octubre del 2010       |
| 110 | 104  | 22    | El cas de la mansió misteriosa de la banda de malfactors (I) "Tōzoku-dan Nazo no Yōkan Jiken (Zenpen)" (盗賊団謎の洋館事件(前編)) Valencià: "La misteriosa casa dels bandits (1a part)"                                   | 167-168    | 8 de juny del 1998      | 9 de maig del 2003 4 d'octubre del 2010       |
| 111 | 105  | 23    | El cas de la mansió misteriosa de la banda de malfactors (II) "Tōzoku-dan Nazo no Yōkan Jiken (Kōhen)" (盗賊団謎の洋館事件（後編)) Valencià: "La misteriosa casa dels bandits (2a part)"                                  | 168-169    | 15 de juny del 1998     | 13 de maig del 2003 5 d'octubre del 2010      |
| 112 | 106  | 24    | El cas de l'assassinat de les fotografies exclusives "Sukūpu Shashin Satsujin Jiken" (スクープ写真殺人事件) Valencià: "L'assassinat de la fotografia instantània"                                                         | Original   | 22 de juny del 1998     | 14 de maig del 2003 6 d'octubre del 2010      |
| 113 | 107  | 25    | El cas del misteri d'en Mógra, l'extraterrestre (I) "Mogura Seijin Nazo no Jiken (Zenpen)" (モグラ星人謎の事件(前編)) Valencià: "El cas del misteriós home Talp (1a part)"                                                | Original   | 29 de juny del 1998     | 15 de maig del 2003 7 d'octubre del 2010      |
| 114 | 108  | 26    | El cas del misteri d'en Mógra, l'extraterrestre (II) "Mogura Seijin Nazo no Jiken (Kōhen)" (モグラ星人謎の事件(後編)) Valencià: "El cas del misteriós home Talp (2a part)"                                                | Original   | 6 de juliol del 1998    | 16 de maig del 2003 8 d'octubre del 2010      |
| 115 | 109  | 27    | El cas de la gran persecució de la Lliga de Detectius Júnior "Tantei-dan Daitsuiseki Jiken" (探偵団大追跡事件) Valencià: "La gran persecució de la Lliga dels Xiquets Detectius"                                          | Original   | 13 de juliol del 1998   | 19 de maig del 2003 11 d'octubre del 2010     |
| 116 | 110  | 28    | El cas de l'assassinat de la classe de cuina (I) "Ryōri Kyōshitsu Satsujin Jiken (Zenpen)" (料理教室殺人事件(前編)) Valencià: "Assassinat en la classe de cuina (1a part)"                                                | Original   | 27 de juliol del 1998   | 20 de maig del 2003 12 d'octubre del 2010     |
| 117 | 111  | 29    | El cas de l'assassinat de la classe de cuina (II) "Ryōri Kyōshitsu Satsujin Jiken (Kōhen)" (ド料理教室殺人事件(後編)) Valencià: "Assassinat en la classe de cuina (2a part)"                                              | Original   | 3 d'agost del 1998      | 21 de maig del 2003 13 d'octubre del 2010     |
| 118 | 112  | 30    | El cas dels set misteris de l'escola Téitan "Teitan-shō Nana-Fushigi Jiken" (帝丹小7不思議事件) Valencià: "Les set maravelles de l'escola Teitan"                                                                         | 154-155    | 10 d'agost del 1998     | 22 de maig del 2003 14 d'octubre del 2010     |
| 119 | 113  | 31    | El cas de l'assassinat de la platja blanca "Shiroi Sunahama Satsujin Jiken" (白い砂浜殺人事件) Valencià: "Assassinat a la platja d'arena blanca"                                                                          | Original   | 17 d'agost del 1998     | 23 de maig del 2003 15 d'octubre del 2010     |
| 120 | 114  | 32    | El cas de la submarinista mossegada per la serp (I) "Sukyūba Daibingu Satsujin Jiken (Zenpen)" (スキューバダイビング殺人事件(前編)) Valencià: "El cas de la submarinista (1a part)"                                       | 163-164    | 24 d'agost del 1998     | 26 de maig del 2003 18 d'octubre del 2010     |
| 121 | 115  | 33    | El cas de la submarinista mossegada per la serp (II) "Sukyūba Daibingu Satsujin Jiken (Kōhen)" (スキューバダイビング殺人事件(後編)) Valencià: "El cas de la submarinista (2a part)"                                       | 164-165    | 31 d'agost del 1998     | 27 de maig del 2003 19 d'octubre del 2010     |
| 122 | 116  | 34    | El cas de la fuga de l'escriptor de misteri (I) "Misuterii Sakka Shissō Jiken (Zenpen)" (ミステリー作家失踪事件(前編)) Valencià: "La desaparició de l'escriptor de misteris (1a part)"                                    | 182-183    | 7 de setembre del 1998  | 28 de maig del 2003 20 d'octubre del 2010     |
| 123 | 117  | 35    | El cas de la fuga de l'escriptor de misteri (II) "Misuterii Sakka Shissō Jiken (Kōhen)" (ミステリー作家失踪事件(後編)) Valencià: "La desaparició de l'escriptor de misteris (2a part)"                                    | 183-184    | 14 de setembre del 1998 | 29 de maig del 2003 21 d'octubre del 2010     |
| 124 | 118  | 36    | El cas dels assassinats en sèrie de Naníwa (I) "Naniwa no Renzoku Satsujin Jiken" (浪花の連続殺人事件) Valencià: "Els assassinats en sèrie d'Osaka (1a part)"                                                             | 185-188    | 21 de setembre del 1998 | 30 de maig del 2003 22 d'octubre del 2010     |
| 125 | 118  | 37    | El cas dels assassinats en sèrie de Naníwa (II) "Naniwa no Renzoku Satsujin Jiken" (浪花の連続殺人事件) Valencià: "Els assassinats en sèrie d'Osaka (2a part)"                                                            | 185-188    | 21 de setembre del 1998 | 2 de juny del 2003 25 d'octubre del 2010      |
| 126 | 119  | 38    | El cas de l'assassinat d'en Yaïba l'emmascarat "Kamen Yaibaa Satsujin Jiken" (仮面ヤイバー殺人事件) Valencià: "L'assassinat de Kamen Yaiba"                                                                               | Original   | 12 d'octubre del 1998   | 3 de juny del 2003 26 d'octubre del 2010      |
| 127 | 120  | 39    | El cas de l'assassinat del còctel de mel "Hanii Kakuteru Satsujin Jiken" (ハニーカクテル殺人事件) Valencià: "L'assassinat del còctel de mel"                                                                              | Original   | 19 d'octubre del 1998   | 4 de juny del 2003 27 d'octubre del 2010      |
| 128 | 121  | 40    | El cas de l'assassinat enigmàtic del lavabo tancat (I) "Basurūmu Misshitsu Jiken (Zenpen)" (バスルーム密室事件(前編)) Valencià: "L' assassinat del lavabo (1a part)"                                                      | 197-198    | 26 d'octubre del 1998   | 5 de juny del 2003 28 d'octubre del 2010      |
| 129 | 122  | 41    | El cas de l'assassinat enigmàtic del lavabo tancat (II) "Basurūmu Misshitsu Jiken (Kōhen)" (バスルーム密室事件(後編)) Valencià: "L' assassinat del lavabo (2a part)"                                                      | 198-199    | 2 de novembre del 1998  | 6 de juny del 2003 29 d'octubre del 2010      |
| 130 | 123  | 42    | El cas del segrest de la dona del temps "Otenki Oneesan Yūkai Jiken" (お天気お姉さん誘拐事件) Valencià: "El segrest de la xica de l'oratge"                                                                               | Original   | 9 de novembre del 1998  | 9 de juny del 2003 1 de novembre del 2010     |
| 131 | 124  | 43    | El cas de l'assassinat del franctirador misteriós (I) "Nazo no Sogekimono Satsujin Jiken (Zenpen)" (謎の狙撃者殺人事件(前編)) Valencià: "L'assassí misteriós (1a part)"                                                   | Original   | 16 de novembre del 1998 | 10 de juny del 2003 2 de novembre del 2010    |
| 132 | 125  | 44    | El cas de l'assassinat del franctirador misteriós (II) "Nazo no Sogekimono Satsujin Jiken (Kōhen)" (謎の狙撃者殺人事件(後編)) Valencià: "L'assassí misteriós (2a part)"                                                   | Original   | 23 de novembre del 1998 | 11 de juny ol del 2003 3 de novembre del 2010 |
| 133 | 126  | 45    | El cas de l'assassinat de la companyia de teatre itinerant (I) "Tabi Shibai Ichiza Satsujin Jiken (Zenpen)" (旅芝居一座殺人事件(前編)) Valencià: "La companyia de teatre ambulant (1a part)"                              | Original   | 30 de novembre del 1998 | 12 de juny del 2003 4 de novembre del 2010    |
| 134 | 127  | 46    | El cas de l'assassinat de la companyia de teatre itinerant (II) "Tabi Shibai Ichiza Satsujin Jiken (Kōhen)" (旅芝居一座殺人事件(後編)) Valencià: "La companyia de teatre ambulant (2a part)"                              | Original   | 7 de desembre del 1998  | 13 de juny del 2003 5 de novembre del 2010    |
| 135 | 128  | 47    | El cas del robatori de deu milions de iens de l'organització dels homes de negre "Kuro no Soshiki Jūoku En Gōdatsu Jiken" (黒の組織10億円強奪事件) Valencià: "El robatori dels deu milions de dolars"                     | 16         | 14 de desembre del 1998 | 16 de juny del 2003 8 de novembre del 2010    |
| En Conan i la Ran acompanyen en Kogoro al banc. En sortir en Conan presencia com uns atracadors han robat diners del furgó blindat. En Conan sospita que la treballadora del banc, la Masami Hirota, ha col·laborat en l'atracament. Per això li posa un localitzador i va a buscar-la. En Conan l'adverteix que si es retroba amb els còmplices, l'assassinaran, però ella l'estaborneix i continua amb el seu pla. Ella intenta fer xantatge als homes de negre: a canvi dels 10 milions que ha robat demana la llibertat de la seva germana Miyano Siho, però el mateix Gin la dispara. En Conan li revela la seva identitat real i ella li explica que treballava per a l'organització dels homes de negre. |      |       | |            |                         |                                               |

## Temporada 4 (1999)
| EP#  | EP#  | EP#   | Títol en català | Adaptat de | Estrena en japonès      | Estrena en català central Estrena en valencià |
| Cat. | Jap. | Temp. | Títol en català | Adaptat de | Estrena en japonès      | Estrena en català central Estrena en valencià |
| ---- | ---- | ----- | --- | ---------- | ----------------------- | --------------------------------------------- |
| 136  | 129  | 1     | La noia que va venir de l'organització dels homes de negre (I) "Kuro no Soshiki Kara Kita Onna Daigaku Kyōju Satsujin Jiken" (黒の組織から来た女 大学教授殺人事件) Valencià: "La xica de l'Organització dels Homes de Negre (1a part)"   | 176-181    | 4 de gener del 1999     | 17 de juny del 2003 9 de novembre del 2010    |
| 137  | 129  | 2     | La noia que va venir de l'organització dels homes de negre (II) "Kuro no Soshiki Kara Kita Onna Daigaku Kyōju Satsujin Jiken" (黒の組織から来た女 大学教授殺人事件) Valencià: "La xica de l'Organització dels Homes de Negre (2a part)"  | 176-181    | 4 de gener del 1999     | 18 de juny del 2003 10 de novembre del 2010   |
| 138  | 129  | 3     | La noia que va venir de l'organització dels homes de negre (III) "Kuro no Soshiki Kara Kita Onna Daigaku Kyōju Satsujin Jiken" (黒の組織から来た女 大学教授殺人事件) Valencià: "La xica de l'Organització dels Homes de Negre (3a part)" | 176-181    | 4 de gener del 1999     | 19 de juny del 2003 11 de novembre del 2010   |
| 139  | 129  | 4     | La noia que va venir de l'organització dels homes de negre (IV) "Kuro no Soshiki Kara Kita Onna Daigaku Kyōju Satsujin Jiken" (黒の組織から来た女 大学教授殺人事件) Valencià: "La xica de l'Organització dels Homes de Negre (4a part)"  | 176-181    | 4 de gener del 1999     | 20 de juny del 2003 12 de novembre del 2010   |
| 140  | 130  | 5     | El cas del xantatge dels assassinats indiscriminats a l'estadi (I) "Kyougijou Musabetsu Kyouhaku Jiken (Zenpen)" (競技場無差別脅迫事件(前編)) Valencià: "Amenaça d'assassinat indiscriminat a l'estadi (1a part)"                        | 189-190    | 11 de gener del 1999    | 23 de juny del 2003 15 de novembre del 2010   |
| 141  | 131  | 6     | El cas del xantatge dels assassinats indiscriminats a l'estadi (II) "Kyōgijō Musabetsu Kyōhaku Jiken (Kōhen)" (競技場無差別脅迫事件(後編)) Valencià: "Amenaça d'assassinat indiscriminat a l'estadi (2a part)"                           | 190-191    | 18 de gener del 1999    | 24 de juny del 2003 16 de novembre del 2010   |
| 142  | 132  | 7     | El cas dels assassinats dels amics de la màgia. Els crims "Kijutsu Aikōka Satsujin Jiken (Jikenhen)" (奇術愛好家殺人事件(事件篇)) Valencià: "Assassinat entre els amants de la màgia (1a part)"                                          | 192-193    | 1 de febrer del 1999    | 25 de juny del 2003 17 de novembre del 2010   |
| 143  | 133  | 8     | El cas dels assassinats dels amics de la màgia. Les sospites "Kijutsu Aikōka Satsujin Jiken (Giwakuhen)" (奇術愛好家殺人事件(疑惑篇)) Valencià: "Assassinat entre els amants de la màgia (2a part)"                                      | 193-195    | 8 de febrer del 1999    | 26 de juny del 2003 18 de novembre del 2010   |
| 144  | 134  | 9     | El cas dels assassinats dels amics de la màgia. La solució "Kijutsu Aikōka Satsujin Jiken (Kaiketsuhen)" (奇術愛好家殺人事件(解決篇)) Valencià: "Assassinat entre els amants de la màgia (3a part)"                                      | 195-196    | 15 de febrer del 1999   | 27 de juny del 2003 19 de novembre del 2010   |
| 145  | 135  | 10    | El cas de la investigació de l'arma del crim desapareguda "Kieta Kyōki Sousaku Jiken" (消えた凶器捜索事件) Valencià: "La desaparició de l'arma"                                                                                          | Original   | 22 de febrer del 1999   | 30 de juny del 2003 22 de novembre del 2010   |
| 146  | 136  | 11    | El cas de la investigació del castell antic de color blau (I) "Ao no Kojō Tansaku Jiken (Zenpen)" (青の古城探索事件(前編)) Valencià: "L'antic castell blau (1a part)"                                                                    | 200-201    | 1 de març del 1999      | 1 de juliol del 2003 23 de novembre del 2010  |
| 147  | 137  | 12    | El cas de la investigació del castell antic de color blau (II) "Ao no Kojō Tansaku Jiken (Kōhen)" (青の古城探索事件(後編)) Valencià: "L'antic castell blau (2a part)"                                                                    | 202-203    | 8 de març del 1999      | 2 de juliol del 2003 24 de novembre del 2010  |
| 148  | 138  | 13    | El cas de l'assassinat de l'última sessió (I) "Saigo no Jouei Satsujin Jiken (Zenpen)" (最後の上映殺人事件(前編)) Valencià: "L'última sessió (1a part)"                                                                                  | 222-223    | 15 de març del 1999     | 3 de juliol del 2003 25 de novembre del 2010  |
| 149  | 139  | 14    | El cas de l'assassinat de l'última sessió (II) "Saigo no Jouei Satsujin Jiken (Kōhen)" (最後の上映殺人事件(後編)) Valencià: "L'última sessió (2a part)"                                                                                  | 223-224    | 22 de març del 1999     | 4 de juliol del 2003 26 de novembre del 2010  |
| 150  | 140  | 15    | El missatge d'auxili de l'Ayumi "SOS! Ayumi Kara no Messeiji" (SOS!歩美からのメッセージ) Valencià: "El missatge d'auxili d'Ayumi" | Original   | 5 d'abril del 1999      | 7 de juliol del 2003 29 de novembre del 2010  |
| 151  | 141  | 16    | El cas de l'assassinat de la vigília del casament (I) "Kekkon Zenya no Misshitsu Jiken (Zenpen)" (結婚前夜の密室事件(前編)) Valencià: "Assassinat a porta tancada la nit abans de la boda (1a part)"                                     | 211-212    | 12 d'abril del 1999     | 8 de juliol del 2003 30 de novembre del 2010  |
| 152  | 142  | 17    | El cas de l'assassinat de la vigília del casament (II) "Kekkon Zenya no Misshitsu Jiken (Kōhen)" (結婚前夜の密室事件(後編)) Valencià: "Assassinat a porta tancada la nit abans de la boda (2a part)"                                     | 213-214    | 19 d'abril del 1999     | 9 de juliol del 2003 1 de desembre del 2010   |
| 153  | 143  | 18    | Unes observacions astronòmiques sospitoses "Giwaku no Tentaikansoku" (疑惑の天体観測) Valencià: "Assassinat mirant les estreles" | Original   | 10 de maig del 1999     | 10 de juliol del 2003 2 de desembre del 2010  |
| 154  | 144  | 19    | L'Exprés Estrella del Nord número Tres (I) "Ueno-hatsu Hokutosei Sango (Zenpen)" (上野発北斗星3号(前編)) Valencià: "Assassinat al tren Estrela del Nord (1a part)"                                                                       | 215-216    | 17 de maig del 1999     | 11 de juliol del 2003 3 de desembre del 2010  |
| 155  | 145  | 20    | L'Exprés Estrella del Nord número Tres (II) "Ueno-hatsu Hokutosei Sango (Kōhen)" (上野発北斗星3号(後編)) Valencià: "Assassinat al tren Estrela del Nord (2a part)"                                                                       | 217-218    | 24 de maig del 1999     | 14 de juliol del 2003 6 de desembre del 2010  |
| 156  | 146  | 21    | La història d'amor dels inspectors de la comissaria central de policia (I) "Honchō no Keiji Koi Monogatari (Zenpen)" (本庁の刑事恋物語(前編)) Valencià: "Història d'amor entre detectius (1a part)"                                      | 208-209    | 31 de maig del 1999     | 15 de juliol del 2003 7 de desembre del 2010  |
| 157  | 147  | 22    | La història d'amor dels inspectors de la comissaria central de policia (II) "Honchō no Keiji Koi Monogatari (Kōhen)" (本庁の刑事恋物語(後編)) Valencià: "Història d'amor entre detectius (2a part)"                                      | 209-210    | 7 de juny del 1999      | 16 de juliol del 2003 8 de desembre del 2010  |
| 158  | 148  | 23    | El cas de la frenada sobtada del tramvia "Rōmen Densha Kyūteishi Jiken" (路面電車急停止事件) Valencià: "El cas del tramvia" | Original   | 14 de juny del 1999     | 17 de juliol del 2003 9 de desembre del 2010  |
| 159  | 149  | 24    | El cas de l'assassinat del pònting del parc d'atraccions "Yūenchi Banjii Jiken" (遊園地パンジー事件) Valencià: "El salt amb elàstic del parc d'atraccions"                                                                               | Original   | 21 de juny del 1999     | 18 de juliol del 2003 10 de desembre del 2010 |
| 160  | 150  | 25    | La veritat del cas de l'explosió de l'automòbil (I) "Jidōsha Bakuhatsu Jiken no Shinsō (Zenpen)" (自動車爆発事件の真相(前編)) Valencià: "L'atemptat amb cotxe bomba (1a part)"                                                           | Original   | 28 de juny del 1999     | 21 de juliol del 2003 13 de desembre del 2010 |
| 161  | 151  | 26    | La veritat del cas de l'explosió de l'automòbil (II) "Jidōsha Bakuhatsu Jiken no Shinsō (Kōhen)" (自動車爆発事件の真相(後編)) Valencià: "L'atemptat amb cotxe bomba (1a part)"                                                           | Original   | 5 de juliol del 1999    | 22 de juliol del 2003 14 de desembre del 2010 |
| 162  | 152  | 27    | El cas de la desaparició de l'avi misteriós "Nazo no Rōjin Shissō Jiken" (謎の老人失踪事件) Valencià: "La desaparició de l'ancià" | Original   | 12 de juliol del 1999   | 23 de juliol del 2003 15 de desembre del 2010 |
| 163  | 153  | 28    | La perillosa història estiuenca de la Sonoko (I) "Sonoko no Abunai Natsumonogatari (Zenpen)" (園子のアブない夏物語(前編)) Valencià: "El perillós estiu de Sonoko (1a part)"                                                              | 219-220    | 26 de juliol del 1999   | 24 de juliol del 2003 16 de desembre del 2010 |
| 164  | 154  | 29    | La perillosa història estiuenca de la Sonoko (II) "Sonoko no Abunai Natsumonogatari (Kōhen)" (園子のアブない夏物語(後編)) Valencià: "El perillós estiu de Sonoko (2a part)"                                                              | 220-221    | 2 d'agost del 1999      | 25 de juliol del 2003 17 de desembre del 2010 |
| 165  | 155  | 30    | El cas de l'habitació tancada i la clau a l'aigua "Suichū no Kagi Misshitsu Jiken" (水中の鍵密室事件) Valencià: "El cas de l'habitació tancada amb una clau sota l'aigua"                                                                | Original   | 9 d'agost del 1999      | 28 de juliol del 2003 20 de desembre del 2010 |
| 166  | 156  | 31    | Continua la història d'amor dels inspectors de la comissaria central (I) "Honchō no Keiji Koi Monogatari 2 (Zenpen)" (本庁の刑事恋物語2(前編)) Valencià: "Història d'amor entre detectius (1a part)"                                     | 231-232    | 16 d'agost del 1999     | 29 de juliol del 2003 21 de desembre del 2010 |
| 167  | 157  | 32    | Continua la història d'amor dels inspectors de la comissaria central (II) "Honchō no Keiji Koi Monogatari 2 (Kōhen)" (本庁の刑事恋物語2(後編)) Valencià: "Història d'amor entre detectius (2a part)"                                     | 232-233    | 23 d'agost del 1999     | 30 de juliol del 2003 22 de desembre del 2010 |
| 168  | 158  | 33    | La Línia Circular del Silenci "Chinmoku no Kanjosen" (沈黙の環状線) Valencià: "La línia de metro circular del silenci" | Original   | 30 d'agost del 1999     | 31 de juliol del 2003 23 de desembre del 2010 |
| 169  | 159  | 34    | La misteriosa llegenda de la pagoda (I) "Kaiki Gojūnotō Densetsu (Zenpen)" (怪奇五重塔伝説(前編)) Valencià: "La misteriosa llegenda de la pagoda de cinc pisos (1a part)"                                                                | Original   | 6 de setembre del 1999  | 1 d'agost del 2003 24 de desembre del 2010    |
| 170  | 160  | 35    | La misteriosa llegenda de la pagoda (II) "Kaiki Gojūnotō Densetsu (Kōhen)" (怪奇五重塔伝説(後編)) Valencià: "La misteriosa llegenda de la pagoda de cinc pisos (2a part)"                                                                | Original   | 13 de setembre del 1999 | 4 d'agost del 2003 27 de desembre del 2010    |
| 171  | 161  | 36    | Un assassí arrossegat per l'aigua "Ryūsuitei ni Nagareru Satsui" (流水亭に流れる殺意) Valencià: "Assassinat en un restaurant amb canal d'aigua"                                                                                          | Original   | 20 de setembre del 1999 | 5 d'agost del 2003 28 de desembre del 2010    |
| 172  | 162  | 37    | Un espai tancat volant. El primer cas d'en Shiníchi Kudo (I) "Sora Tobu Misshitsu Kudō Shinichi Saisho no Jiken" (空飛ぶ密室 工藤新一最初の事件) Valencià: "Assassinat en l'aire, el primer cas de Shinichi (1a part)"                   | 204-207    | 4 d'octubre del 1999    | 6 d'agost del 2003 29 de desembre del 2010    |
| 173  | 162  | 38    | Un espai tancat volant. El primer cas d'en Shiníchi Kudo (II) "Sora Tobu Misshitsu Kudō Shinichi Saisho no Jiken" (空飛ぶ密室 工藤新一最初の事件) Valencià: "Assassinat en l'aire, el primer cas de Shinichi (2a part)"                  | 204-207    | 4 d'octubre del 1999    | 7 d'agost del 2003 30 de desembre del 2010    |
| 174  | 163  | 39    | El secret de les Llunes, les Estrelles i el Sol (I) "Tsuki to Hoshi to Taiyō no Himitsu (Zenpen)" (月と星と太陽の秘密(前編)) Valencià: "El secret de la lluna, l'estrella i el sol (1a part)"                                            | 111-112    | 11 d'octubre del 1999   | 8 d'agost del 2003 31 de desembre del 2010    |
| 175  | 164  | 40    | El secret de les Llunes, les Estrelles i el Sol (II) "Tsuki to Hoshi to Taiyō no Himitsu (Kōhen)" (月と星と太陽の秘密(後編)) Valencià: "El secret de la lluna, l'estrella i el sol (2a part)"                                            | 112-113    | 18 d'octubre del 1999   | 11 d'agost del 2003 3 de gener del 2011       |
| 176  | 165  | 41    | La desaparició de la lliga de detectius júnior "Shōnen Tantei-dan Shōshitsu Jiken" (少年探偵団消失事件) Valencià: "La desaparició de la lliga dels xiquets detectius"                                                                    | Original   | 25 d'octubre del 1999   | 12 d'agost del 2003 4 de gener del 2011       |
| 177  | 166  | 42    | El monstre de la Mansió de l'Aranya. El crim "Tottori Kumo-yashiki no Kai (Jikenhen)" (鳥取クモ屋敷の怪(事件編)) Valencià: "El misteri de la mansió de l'aranya de Tottori (1a part)"                                                    | 246-247    | 1 de novembre del 1999  | 13 d'agost del 2003 5 de gener del 2011       |
| 178  | 167  | 43    | El monstre de la Mansió de l'Aranya. Les sospites "Tottori Kumo-yashiki no Kai (Giwakuhen)" (鳥取クモ屋敷の怪(疑惑編)) Valencià: "El misteri de la mansió de l'aranya de Tottori (2a part)"                                              | 247-249    | 8 de novembre del 1999  | 14 d'agost del 2003 6 de gener del 2011       |
| 179  | 168  | 44    | El monstre de la Mansió de l'Aranya. La solució "Tottori Kumo-yashiki no Kai (Kaiketsuhen)" (鳥取クモ屋敷の怪(解決編)) Valencià: "El misteri de la mansió de l'aranya de Tottori (3a part)"                                              | 249-250    | 15 de novembre del 1999 | 15 d'agost del 2003 7 de gener del 2011       |
| 180  | 169  | 45    | El petó de Venus "Biinasu no Kissu" (ビーナスのキッス) Valencià: "El bes de Venus" | Original   | 22 de novembre del 1999 | 18 d'agost del 2003 10 de gener del 2011      |
| 181  | 170  | 46    | Un angle mort en la foscor (I) "Kurayami no Naka no Shikaku (Zenpen)" (暗闇の中の死角(前編)) Valencià: "Angle mort en l'obscuritat (1a part)"                                                                                            | 234-235    | 29 de novembre del 1999 | 19 d'agost del 2003 11 de gener del 2011      |
| 182  | 171  | 47    | Un angle mort en la foscor (II) "Kurayami no Naka no Shikaku (Kōhen)" (暗闇の中の死角(後編)) Valencià: "Angle mort en l'obscuritat (2a part)"                                                                                            | 236-237    | 6 de desembre del 1999  | 20 d'agost del 2003 12 de gener del 2011      |
| 183  | 172  | 48    | Un missatge just abans de la mort (I) "Yomigaeru Shi no Dengon (Zenpen)" (よみがえる死の伝言(前編)) Valencià: "El missatge de la víctima (1a part)"                                                                                      | 243-244    | 13 de desembre del 1999 | 21 d'agost del 2003 13 de gener del 2011      |
| 184  | 173  | 49    | Un missatge just abans de la mort (II) "Yomigaeru Shi no Dengon (Kōhen)" (よみがえる死の伝言(後編)) Valencià: "El missatge de la víctima (2a part)"                                                                                      | 244-245    | 20 de desembre del 1999 | 22 d'agost del 2003 14 de gener del 2011      |

1. ↑  A l'episodi es diu el títol "Angle mort en la foscor (1a part)", però tant a la pàgina d'apunt media com a l'avanç (tant de la 1a com la 2a part) es diu el títol del llistat.

## Temporada 5 (2000)
| EP#  | EP#  | EP#   | Títol en català | Adaptat de | Estrena en japonès      | Estrena en català central Estrena en valencià |
| Cat. | Jap. | Temp. | Títol en català | Adaptat de | Estrena en japonès      | Estrena en català central Estrena en valencià |
| ---- | ---- | ----- | --- | ---------- | ----------------------- | --------------------------------------------- |
| 185  | 174  | 1     | Un intent d'assassinat de fa 20 anys: El cas dels assassinats a bord del Symphony (I) "Nijuunenme no Satsui Shinfoniigou Renzoku Satsujin Jiken" (20年目の殺意 シンフォニー号連続殺人事件) Valencià: "Assassinats a bord del Symphony. Una revenja després de vint anys (1a part)"   | 225-230    | 3 de gener del 2000     | 25 d'agost del 2003 17 de gener del 2011      |
| 186  | 174  | 2     | Un intent d'assassinat de fa 20 anys: El cas dels assassinats a bord del Symphony (II) "Nijuunenme no Satsui Shinfoniigou Renzoku Satsujin Jiken" (20年目の殺意 シンフォニー号連続殺人事件) Valencià: "Assassinats a bord del Symphony. Una revenja després de vint anys (2a part)"  | 225-230    | 3 de gener del 2000     | 26 d'agost del 2003 18 de gener del 2011      |
| 187  | 174  | 3     | Un intent d'assassinat de fa 20 anys: El cas dels assassinats a bord del Symphony (III) "Nijuunenme no Satsui Shinfoniigou Renzoku Satsujin Jiken" (20年目の殺意 シンフォニー号連続殺人事件) Valencià: "Assassinats a bord del Symphony. Una revenja després de vint anys (3a part)" | 225-230    | 3 de gener del 2000     | 27 d'agost del 2003 19 de gener del 2011      |
| 188  | 174  | 4     | Un intent d'assassinat de fa 20 anys: El cas dels assassinats a bord del Symphony (IV) "Nijuunenme no Satsui Shinfoniigou Renzoku Satsujin Jiken" (20年目の殺意 シンフォニー号連続殺人事件) Valencià: "Assassinats a bord del Symphony. Una revenja després de vint anys (4a part)"  | 225-230    | 3 de gener del 2000     | 28 d'agost del 2003 20 de gener del 2011      |
| 189  | 175  | 5     | L'home que van matar quatre vegades "Yonkai Korosareta Otoko" (四回殺された男) Valencià: "L'home que va ser assassinat quatre vegades" | Original   | 10 de gener del 2000    | 29 d'agost del 2003 21 de gener del 2011      |
| 190  | 176  | 6     | El retrobament amb l'organització dels homes de negre (Haibara) "Kuro no Soshiki to no Saikai (Haibara-hen)" (黒の組織との再会(灰原編)) Valencià: "La retrobada amb els Homes de Negre (La història d'Ai Haibara)"                                                                   | 238-239    | 17 de gener del 2000    | 1 de setembre del 2003 24 de gener del 2011   |
| 191  | 177  | 7     | El retrobament amb l'organització dels homes de negre (Conan) "Kuro no Soshiki to no Saikai (Conan-hen)" (黒の組織との再会（コナン編)) Valencià: "La retrobada amb els Homes de Negre (La història de Conan)"                                                                        | 239-241    | 24 de gener del 2000    | 2 de setembre del 2003 25 de gener del 2011   |
| 192  | 178  | 8     | El retrobament amb l'organització dels homes de negre (La solució) "Kuro no Soshiki to no Saikai (Kaiketsuhen)" (黒の組織との再会(解決編)) Valencià: "La retrobada amb els Homes de Negre (Cas resolt)"                                                                              | 241-242    | 31 de gener del 2000    | 3 de setembre del 2003 26 de gener del 2011   |
| 193  | 179  | 9     | El cas del camió encastat a la cafeteria "Kissaten Torakku Rannyuu Jiken" (喫茶店トラック乱入事件) Valencià: "El camió encastat en la cafeteria" | Original   | 7 de febrer del 2000    | 4 de setembre del 2003 27 de gener del 2011   |
| 194  | 180  | 10    | Nocturn d'homicidi vermell (I) "Akai Satsui no Nocturne (Zenpen)" (赤い殺意の夜想曲(前編)) Valencià: "Sonata d'una passió homicida (1a part)" | Original   | 14 de febrer del 2000   | 5 de setembre del 2003 28 de gener del 2011   |
| 195  | 181  | 11    | Nocturn d'homicidi vermell (II) "Akai Satsui no Nocturne (Kōhen)" (赤い殺意の夜想曲(後編)) Valencià: "Sonata d'una passió homicida (2a part)" | Original   | 21 de febrer del 2000   | 8 de setembre del 2003 31 de gener del 2011   |
| 196  | 182  | 12    | La gran investigació dels nous pisos "Daisousaku no Kokonotsu no Doa" (大捜索9つのドア) Valencià: "La gran recerca de les nou portes" | Original   | 28 de febrer del 2000   | 9 de setembre del 2003 1 de febrer del 2011   |
| 197  | 183  | 13    | Una recepta perillosa "Kiken na Reshipi" (危険なレシピ) Valencià: "Una recepta perillosa" | Original   | 6 de març del 2000      | 10 de setembre del 2003 2 de febrer del 2011  |
| 198  | 184  | 14    | Les màscares embruixades riuen fredament (I) "Noroi no Kamen wa Tsumetaku Warau" (呪いの仮面は冷たく笑う) Valencià: "La maledicció de les màscares (1a part)" | Original   | 3 d'abril del 2000      | 11 de setembre del 2003 3 de febrer del 2011  |
| 199  | 184  | 15    | Les màscares embruixades riuen fredament (II) "Noroi no Kamen wa Tsumetaku Warau" (呪いの仮面は冷たく笑う) Valencià: "La maledicció de les màscares (2a part)" | Original   | 3 d'abril del 2000      | 12 de setembre del 2003 4 de febrer del 2011  |
| 200  | 185  | 16    | El famós detectiu assassinat (I) "Korosareta Meitantei (Zenpen)" (殺された名探偵(前編)) Valencià: "L'assassinat del famós detectiu (1a part)" | Original   | 10 d'abril del 2000     | 27 de desembre del 2005 7 de febrer del 2011  |
| 201  | 186  | 17    | El famós detectiu assassinat (II) "Korosareta Meitantei (Kōhen)" (殺された名探偵(後編)) Valencià: "L'assassinat del famós detectiu (2a part)" | Original   | 17 d'abril del 2000     | 28 de desembre del 2005 8 de febrer del 2011  |
| 202  | 187  | 18    | Ecos d'un tret misteriós en la foscor "Yami ni Hibiku Nazo no Juusei" (闇に響く謎の銃声) Valencià: "Un tret misteriós ressona en la foscor" | Original   | 24 d'abril del 2000     | 23 de desembre del 2005 9 de febrer del 2011  |
| 203  | 188  | 19    | Un retorn perillós: la lliga de detectius Júnior a la cova "Inochigake no Fukkatsu ~Doukutsu no Tantei-dan~" (命がけの復活〜洞窟の探偵団〜) Valencià: "Un retorn perillós: La Lliga dels Xiquets Detectius a la cova"                                                                | 251-253    | 1 de maig del 2000      | 29 de desembre del 2005 10 de febrer del 2011 |
| 204  | 189  | 20    | Un retorn perillós: el detectiu ferit "Inochigake no Fukkatsu ~Fushoushita Meitantei~" (命がけの復活〜負傷した名探偵〜) Valencià: "Un retorn perillós: El detectiu ferit" | 253-254    | 8 de maig del 2000      | 30 de desembre del 2005 11 de febrer del 2011 |
| 205  | 190  | 21    | Un retorn perillós: la tercera opció "Inochigake no Fukkatsu ~Daisan no Sentaku~" (命がけの復活〜第三の選択〜) Valencià: "Un retorn perillós: La tercera opció" | 254-255    | 15 de maig del 2000     | 2 de gener del 2006 14 de febrer del 2011     |
| 206  | 191  | 22    | Un retorn perillós: el cavaller negre "Inochigake no Fukkatsu ~Kokui no Kishi~" (命がけの復活〜黒衣の騎士〜) Valencià: "Un retorn perillós: El cavaller negre" | 255-256    | 22 de maig del 2000     | 3 de gener del 2006 15 de febrer del 2011     |
| 207  | 192  | 23    | Un retorn perillós: en Shinichi ha tornat "Inochigake no Fukkatsu ~Kaette kita Shinichi...~" (命がけの復活〜帰ってきた新一...〜) Valencià: "Un retorn perillós: Shinichi ha tornat..."                                                                                               | 256-259    | 29 de maig del 2000     | 4 de gener del 2006 16 de febrer del 2011     |
| 208  | 193  | 24    | Un retorn perillós: l'indret de la promesa "Inochigake no Fukkatsu ~Yakusoku no Basho~" (命がけの復活〜約束の場所〜) Valencià: "Un retorn perillós: El lloc de la promesa" | 259-260    | 5 de juny del 2000      | 5 de gener del 2006 17 de febrer del 2011     |
| 209  | 194  | 25    | Una capsa de música reveladora (I) "Imishin na Orugooru (Zenpen)" (意味深なオルゴール(前編)) Valencià: "La caixa de música encarregada (1a part)" | 261-262    | 12 de juny del 2000     | 6 de gener del 2006 13 de juliol del 2011     |
| 210  | 195  | 26    | Una capsa de música reveladora (II) "Imishin na Orugooru (Kōhen)" (意味深なオルゴール(後編)) Valencià: "La caixa de música encarregada (2a part)" | 262-263    | 19 de juny del 2000     | 9 de gener del 2006 13 de juliol del 2011     |
| 211  | 196  | 27    | L'arma invisible - El primer cas de la Ran "Mienai Kyouki Ran no Hatsu-suiri" (見えない凶器 蘭の初推理) Valencià: "El primer cas de Ran. L'arma misteriosa" | Original   | 26 de juny del 2000     | 10 de gener del 2006 14 de juliol del 2011    |
| 212  | 197  | 28    | El parany del cotxe (I) "Suupaa Kaa no Wana (Zenpen)" (スーパーカーの罠(前編)) Valencià: "La trampa del cotxe esportiu (1a part)" | Original   | 3 de juliol del 2000    | 12 de gener del 2006 14 de juliol del 2011    |
| 213  | 198  | 29    | El parany del cotxe (II) "Suupaa Kaa no Wana (Kōhen)" (スーパーカーの罠(後編)) Valencià: "La trampa del cotxe esportiu (2a part)" | Original   | 10 de juliol del 2000   | 13 de gener del 2006 15 de juliol del 2011    |
| 214  | 199  | 30    | En Kogoro Mouri és el sospitós (I) "Yougisha - Mōri Kogoro (Zenpen)" (容疑者·毛利小五郎(前編)) Valencià: "Kogoro Mouri: sospitós (1a part)" | 264-265    | 17 de juliol del 2000   | 16 de gener del 2006 15 de juliol del 2011    |
| 215  | 200  | 31    | En Kogoro Mouri és el sospitós (II) "Yougisha - Mōri Kogoro (Kōhen)" (容疑者·毛利小五郎(後編)) Valencià: "Kogoro Mouri: sospitós (2a part)" | 265-266    | 24 de juliol del 2000   | 17 de gener del 2006 16 de juliol del 2011    |
| 216  | 201  | 32    | El desè passatger (I) "Juuninme no Joukyaku (Zenpen)" (10人目の乗客(前編)) Valencià: "El passatger número deu (1a part)" | Original   | 31 de juliol del 2000   | 18 de gener del 2006 18 de juliol del 2011    |
| 217  | 202  | 33    | El desè passatger (II) "Juuninme no Joukyaku (Kōhen)" (10人目の乗客(後編)) Valencià: "El passatger número deu (2a part)" | Original   | 7 d'agost del 2000      | 19 de gener del 2006 18 de juliol del 2011    |
| 218  | 203  | 34    | Les ales fosques d'Ícar (I) "Kuroi Ikarosu no Tsubasa (Zenpen)" (黒いイカロスの翼(前編)) Valencià: "Les ales negres d'Ícar (1a part)" | Original   | 14 d'agost del 2000     | 20 de gener del 2006 19 de juliol del 2011    |
| 219  | 204  | 35    | Les ales fosques d'Ícar (II) "Kuroi Ikarosu no Tsubasa (Kōhen)" (黒いイカロスの翼(後編)) Valencià: "Les ales negres d'Ícar (2a part)" | Original   | 21 d'agost del 2000     | 23 de gener del 2006 19 de juliol del 2011    |
| 220  | 205  | 36    | Una història d'amor a la comissaria 3 (I) "Honchou no Keiji Koi Monogatari 3 (Zenpen)" (本庁の刑事恋物語3(前編)) Valencià: "Història d'amor entre policies 3 (1a part)" | 267-268    | 4 de setembre del 2000  | 24 de gener del 2006 20 de juliol del 2011    |
| 221  | 206  | 37    | Una història d'amor a la comissaria 3 (II) "Honchou no Keiji Koi Monogatari 3 (Kōhen)" (本庁の刑事恋物語3(後編)) Valencià: "Història d'amor entre policies 3 (2a part)" | 268-269    | 11 de setembre del 2000 | 25 de gener del 2006 20 de juliol del 2011    |
| 222  | 207  | 38    | Una deducció massa esplèndida "Migoto-sugita Meisuiri" (見事すぎた名推理) Valencià: "Una deducció increïblement brillant" | Original   | 18 de setembre del 2000 | 26 de gener del 2006 21 de juliol del 2011    |
| 223  | 208  | 39    | L'entrada del laberint: La fúria de la deessa (I) "Meikyuu he no Iriguchi Kyodai Jinzou no Ikari" (迷宮への入り口 巨大神像の怒り) Valencià: "L'entrada al laberint. La fúria de l'estàtua gegant de la deessa (1a part)"                                                             | Original   | 9 d'octubre del 2000    | 27 de gener del 2006 21 de juliol del 2011    |
| 224  | 208  | 40    | L'entrada del laberint: La fúria de la deessa (II) "Meikyuu he no Iriguchi Kyodai Jinzou no Ikari" (迷宮への入り口 巨大神像の怒り) Valencià: "L'entrada al laberint. La fúria de l'estàtua gegant de la deessa (2a part)"                                                            | Original   | 9 d'octubre del 2000    | 30 de gener del 2006 22 de juliol del 2011    |
| 225  | 209  | 41    | La gran caiguda des de la muntanya Ryujin "Ryuushin-san Tenraku Jiken" (龍神山転落事件) Valencià: "Accident al mont Ryujin" | Original   | 16 d'octubre del 2000   | 25 de gener del 2006 22 de juliol del 2011    |
| 226  | 210  | 42    | La mansió de la llegenda de l'estany dels 5 colors (I) "Gozai Densetsu no Mizu-gotten (Zenpen)" (五彩伝説の水御殿(前編)) Valencià: "La llegenda de l'estany multicolor (1a part)" | Original   | 23 d'octubre del 2000   | 26 de gener del 2006 23 de juliol del 2011    |
| 227  | 211  | 43    | La mansió de la llegenda de l'estany dels 5 colors (II) "Gozai Densetsu no Mizu-gotten (Kōhen)" (五彩伝説の水御殿(後編)) Valencià: "La llegenda de l'estany multicolor (2a part)" | Original   | 30 d'octubre del 2000   | 27 de gener del 2006 25 de juliol del 2011    |
| 228  | 212  | 44    | Bolets, un ós i la lliga de detectius júnior (I) "Kinoko to Kuma to Tantei-dan (Zenpen)" (きのこと熊と探偵団(前編)) Valencià: "La Lliga dels Xiquets Detectius en el bosc (1a part)"                                                                                                 | 273-274    | 6 de novembre del 2000  | 30 de gener del 2006 25 de juliol del 2011    |
| 229  | 213  | 45    | Bolets, un ós i la lliga de detectius júnior (II) "Kinoko to Kuma to Tantei-dan (Kōhen)" (きのこと熊と探偵団(後編)) Valencià: "La Lliga dels Xiquets Detectius en el bosc (2a part)"                                                                                                 | 274-275    | 13 de novembre del 2000 | 31 de gener del 2006 26 de juliol del 2011    |
| 230  | 214  | 46    | El cas de l'habitació retro "Retoro Ruumu no Nazo Jiken" (レトロルームの謎事件) Valencià: "El misteri de l'habitació retro" | Original   | 20 de novembre del 2000 | 1 de febrer del 2006 26 de juliol del 2011    |
| 231  | 215  | 47    | La badia de la venjança (I) "Bei Obu Ribenji (Zenpen)" (ベイ·オブ·リベンジ (前編)) Valencià: "La badia de la venjança (1a part)" | Original   | 27 de novembre del 2000 | 2 de febrer del 2006 27 de juliol del 2011    |
| 232  | 216  | 48    | La badia de la venjança (II) "Bei Obu Ribenji (Kōhen)" (ベイ·オブ·リベンジ (後編)) Valencià: "La badia de la venjança (2a part)" | Original   | 4 de desembre del 2000  | 3 de febrer del 2006 27 de juliol del 2011    |
| 233  | 217  | 49    | El secret amagat de l'inspector Megré (I) "Fuuin-sareta Megure no Himitsu (Zenpen)" (封印された目暮の秘密(前編)) Valencià: "El secret més ocult de l'inspector Megure (1a part)" | 284-285    | 11 de desembre del 2000 | 6 de febrer del 2006 28 de juliol del 2011    |
| 234  | 218  | 50    | El secret amagat de l'inspector Megré (II) "Fuuin-sareta Megure no Himitsu (Kōhen)" (封印された目暮の秘密(後編)) Valencià: "El secret més ocult de l'inspector Megure (2a part)" | 285-286    | 18 de desembre del 2000 | 7 de febrer del 2006 28 de juliol del 2011    |

1. ↑  A l'episodi es diu el títol "Assassinat d'un detectiu famós (2a part)", però tant a la pàgina d'Apunt media com a l'avanç (tant de la 1a com la 2a part) es diu el títol del llistat.
2. ↑  Tant a l'episodi com a la pagina d'Apunt media es diu el títol "Història d'amor entre policies (1a part)", però a l'avanç es diu el títol del llistat.
3. ↑  A la pagina d'Apunt media es diu el títol "Història d'amor entre policies (2a part)", però tant a l'episodi com a l'avanç es diu el títol del llistat.

## Temporada 6 (2001)
| EP#  | EP#  | EP#   | Títol en català | Adaptat de            | Estrena en japonès      | Estrena en català central Estrena en valencià |
| Cat. | Jap. | Temp. | Títol en català | Adaptat de            | Estrena en japonès      | Estrena en català central Estrena en valencià |
| ---- | ---- | ----- | --- | --------------------- | ----------------------- | --------------------------------------------- |
| 235  | 219  | 1     | Els detectius reunits. En Shinichi Kudo contra en Kid el lladre (I) "Atsumerareta Meitantei! Kudō Shinichi VS Kaitō Kiddo" (集められた名探偵!工藤新一VS怪盗キッド) Valencià: "Reunió de detectius! Shinichi contra Kaito Kid (1a part)"   | 299-302               | 8 de gener del 2001     | 8 de febrer del 2006 29 de juliol del 2011    |
| 236  | 219  | 2     | Els detectius reunits. En Shinichi Kudo contra en Kid el lladre (II) "Atsumerareta Meitantei! Kudō Shinichi VS Kaitō Kiddo" (集められた名探偵!工藤新一VS怪盗キッド) Valencià: "Reunió de detectius! Shinichi contra Kaito Kid (2a part)"  | 299-302               | 8 de gener del 2001     | 9 de febrer del 2006 29 de juliol del 2011    |
| 237  | 219  | 3     | Els detectius reunits. En Shinichi Kudo contra en Kid el lladre (III) "Atsumerareta Meitantei! Kudō Shinichi VS Kaitō Kiddo" (集められた名探偵!工藤新一VS怪盗キッド) Valencià: "Reunió de detectius! Shinichi contra Kaito Kid (3a part)" | 299-302               | 8 de gener del 2001     | 10 de febrer del 2006 30 de juliol del 2011   |
| 238  | 219  | 4     | Els detectius reunits. En Shinichi Kudo contra en Kid el lladre (IV) "Atsumerareta Meitantei! Kudō Shinichi VS Kaitō Kiddo" (集められた名探偵!工藤新一VS怪盗キッド) Valencià: "Reunió de detectius! Shinichi contra Kaito Kid (4a part)"  | 299-302               | 8 de gener del 2001     | 13 de febrer del 2006 1 d'agost del 2011      |
| 239  | 220  | 5     | El cas de la clienta mentidera (I) "Itsuwari Darake no Irainin (Zenpen)" (偽りだらけの依頼人(前編)) Valencià: "Una clienta molt mentidera (1a part)"                                                                                      | 276-277               | 15 de gener del 2001    | 14 de febrer del 2006 1 d'agost del 2011      |
| 240  | 221  | 6     | El cas de la clienta mentidera (II) "Itsuwari Darake no Irainin (Kōhen)" (偽りだらけの依頼人(後編)) Valencià: "Una clienta molt mentidera (2a part)"                                                                                      | 277-278               | 22 de gener del 2001    | 15 de febrer del 2006 2 d'agost del 2011      |
| 241  | 222  | 7     | I la sirena va desaparèixer. L'assassinat "Soshite Ningyou wa Inakunatta (Jikenhen)" (そして人魚はいなくなった(事件編)) Valencià: "La sirena desapareguda (1a part)"                                                                      | 279-280               | 29 de gener del 2001    | 16 de febrer del 2006 2 d'agost del 2011      |
| 242  | 223  | 8     | I la sirena va desaparèixer. Les deduccions "Soshite Ningyou wa Inakunatta (Suirihen)" (そして人魚はいなくなった(推理編)) Valencià: "La sirena desapareguda (2a part)"                                                                    | 280-281               | 5 de febrer del 2001    | 17 de febrer del 2006 3 d'agost del 2011      |
| 243  | 224  | 9     | I la sirena va desaparèixer. La conclusió "Soshite Ningyou wa Inakunatta (Kaiketsuhen)" (そして人魚はいなくなった(解決編)) Valencià: "La sirena desapareguda (3a part)"                                                                   | 282-283               | 12 de febrer del 2001   | 20 de febrer del 2006 3 d'agost del 2011      |
| 244  | 225  | 10    | El secret del negoci pròsper "Shoubai Hanjou no Himitsu" (商売繁盛のヒミツ) Valencià: "El secret de l'èxit en un negoci" | Original              | 19 de febrer del 2001   | 21 de febrer del 2006 4 d'agost del 2011      |
| 245  | 226  | 11    | La trampa del joc de lluita (I) "Batoru Geemu no Wana (Zenpen)" (バトルゲームの罠(前編)) Valencià: "La trampa del joc de lluitar (1a part)"                                                                                               | 270-271               | 26 de febrer del 2001   | 22 de febrer del 2006 4 d'agost del 2011      |
| 246  | 227  | 12    | La trampa del joc de lluita (II) "Batoru Geemu no Wana (Kōhen)" (バトルゲームの罠(後編)) Valencià: "La trampa del joc de lluitar (2a part)"                                                                                               | 271-272               | 5 de març del 2001      | 23 de febrer del 2006 5 d'agost del 2011      |
| 247  | 228  | 13    | L'assassinat a la classe de ceràmica (I) "Satsui no Dougei Kyoushitsu (Zenpen)" (殺意の陶芸教室(前編)) Valencià: "Assassinat a la classe de ceràmica (1a part)"                                                                           | 305-306               | 12 de març del 2001     | 24 de febrer del 2006 5 d'agost del 2011      |
| 248  | 229  | 14    | L'assassinat a la classe de ceràmica (II) "Satsui no Dougei Kyoushitsu (Kōhen)" (殺意の陶芸教室(後編)) Valencià: "Assassinat a la classe de ceràmica (2a part)"                                                                           | 306-307               | 19 de març del 2001     | 27 de febrer del 2006 6 d'agost del 2011      |
| 249  | 230  | 15    | El viatger misteriós (I) "Nazo-meita Joukyaku (Zenpen)" (謎めいた乗客(前編)) Valencià: "El passatger misteriós (1a part)" | 287-288               | 16 d'abril del 2001     | 28 de febrer del 2006 8 d'agost del 2011      |
| 250  | 231  | 16    | El viatger misteriós (II) "Nazo-meita Joukyaku (Kōhen)" (謎めいた乗客(後編)) Valencià: "El passatger misteriós (2a part)" | 288-289               | 23 d'abril del 2001     | 1 de març del 2006 8 d'agost del 2011         |
| 251  | 232  | 17    | La caiguda del bloc de pisos "Manshon Tenraku Jiken" (マンション転落事件) Valencià: "Accident o assassinat?" | Original              | 7 de maig del 2001      | 2 de març del 2006 9 d'agost del 2011         |
| 252  | 233  | 18    | La prova que no va desaparèixer (I) "Kienakatta Shouko (Zenpen)" (消えなかった証拠(前編)) Valencià: "La prova està davant nostre (1a part)"                                                                                               | 290-291               | 14 de maig del 2001     | 3 de març del 2006 9 d'agost del 2011         |
| 253  | 234  | 19    | La prova que no va desaparèixer (II) "Kienakatta Shouko (Kōhen)" (消えなかった証拠(後編)) Valencià: "La prova està davant nostre (2a part)"                                                                                               | 291-292               | 21 de maig del 2001     | 6 de març del 2006 10 d'agost del 2011        |
| 254  | 235  | 20    | El celler tancat "Misshitsu no Wain Seraa" (密室のワインセラー) Valencià: "El cas del celler tancat amb clau" | Original              | 28 de maig del 2001     | 7 de març del 2006 10 d'agost del 2011        |
| 255  | 236  | 21    | El viatge misteriós per la platja del sud de Kishu (I) "Nanki Shirahama Misuterii Tsuaa (Zenpen)" (南紀白浜ミステリーツアー(前編)) Valencià: "El viatge misteriós a la platja de Kishu sud (1a part)"                                     | Mystery Tour 2001 (1) | 4 de juny del 2001      | 8 de març del 2006 11 d'agost del 2011        |
| 256  | 237  | 22    | El viatge misteriós per la platja del sud de Kishu (II) "Nanki Shirahama Misuterii Tsuaa (Kōhen)" (南紀白浜ミステリーツアー(後編)) Valencià: "El viatge misteriós a la platja de Kishu sud (2a part)"                                     | Mystery Tour 2001 (1) | 11 de juny del 2001     | 9 de març del 2006 11 d'agost del 2011        |
| 257  | 238  | 23    | El K3 d'Osaka (I) "Oosaka "Mittsu no K" Jiken (Zenpen)" (大阪“3つのK”事件(前編)) Valencià: "El cas de les tres kas a Osaka (1a part)" | 293-294               | 18 de juny del 2001     | 10 de març del 2006 12 d'agost del 2011       |
| 258  | 239  | 24    | El K3 d'Osaka (II) "Oosaka "Mittsu no K" Jiken (Kōhen)" (大阪“3つのK”事件(後編)) Valencià: "El cas de les tres kas a Osaka (2a part)" | 294-295               | 25 de juny del 2001     | 13 de març del 2006 12 d'agost del 2011       |
| 259  | 240  | 25    | El cas del trasllat (I) "Shinkansen Gosou Jiken (Zenpen)" (新幹線護送事件(前編)) Valencià: "Incident al tren bala (1a part)" | 296-297               | 2 de juliol del 2001    | 14 de març del 2006 13 d'agost del 2011       |
| 260  | 241  | 26    | El cas del trasllat (II) "Shinkansen Gosou Jiken (Kōhen)" (新幹線護送事件(後編)) Valencià: "Incident al tren bala (2a part)" | 297-298               | 9 de juliol del 2001    | 15 de març del 2006 15 d'agost del 2011       |
| 261  | 242  | 27    | Els embolics d'en Genta "Genta Shōnen no Sainan" (元太少年の災難) Valencià: "La mala sort de Genta" | 303-304               | 16 de juliol del 2001   | 16 de març del 2006 15 d'agost del 2011       |
| 262  | 243  | 28    | El fals Kogoro Mouri (I) "Mōri Kogoro no Nisemono (Zenpen)" (毛利小五郎のニセ者(前編)) Valencià: "L'imitador de Kogoro (1a part)" | 308-309               | 23 de juliol del 2001   | 17 de març del 2006 16 d'agost del 2011       |
| 263  | 244  | 29    | El fals Kogoro Mouri (II) "Mōri Kogoro no Nisemono (Kōhen)" (毛利小五郎のニセ者(後編)) Valencià: "L'imitador de Kogoro (2a part)" | 309-310               | 30 de juliol del 2001   | 20 de març del 2006 16 d'agost del 2011       |
| 264  | 245  | 30    | Un tret a la Vil·la Gira-sol "Himawari-kan no Juusei" (ヒマワリ館の銃声) Valencià: "El tir a la casa Girasol" | Original              | 6 d'agost del 2001      | 21 de març del 2006 17 d'agost del 2011       |
| 265  | 246  | 31    | El misteri enredat a la xarxa (I) "Ami ni Kakatta Nazo (Zenpen)" (網にかかった謎(前編)) Valencià: "Un misteri atrapat a la xarxa (1a part)"                                                                                               | 311-312               | 13 d'agost del 2001     | 22 de març del 2006 17 d'agost del 2011       |
| 266  | 247  | 32    | El misteri enredat a la xarxa (II) "Ami ni Kakatta Nazo (Kōhen)" (網にかかった謎(後編)) Valencià: "Un misteri atrapat a la xarxa (2a part)"                                                                                               | 312-313               | 20 d'agost del 2001     | 23 de març del 2006 18 d'agost del 2011       |
| 267  | 248  | 33    | La coartada del Bosc del Ben-estar "Iyashi no Mori no Aribai" (癒しの森のアリバイ) Valencià: "La coartada del bosc" | Original              | 3 de setembre del 2001  | 24 de març del 2006 18 d'agost del 2011       |
| 268  | 249  | 34    | El secret de les grans estrelles (I) "Aidoru-tachi no Himitsu (Zenpen)" (アイドル達の秘密(前編)) Valencià: "El secret de les estrelles del pop (1a part)"                                                                                 | 322-323               | 10 de setembre del 2001 | 27 de març del 2006 19 d'agost del 2011       |
| 269  | 250  | 35    | El secret de les grans estrelles (II) "Aidoru-tachi no Himitsu (Kōhen)" (アイドル達の秘密(後編)) Valencià: "El secret de les estrelles del pop (2a part)"                                                                                 | 323-324               | 17 de setembre del 2001 | 28 de març del 2006 19 d'agost del 2011       |
| 270  | 251  | 36    | Tragèdia al Ranxo OK "OK-Bokujou no Higeki" (OK牧場の悲劇) Valencià: "Tragèdia al ranxo OK" | Original              | 1 d'octubre del 2001    | 29 de març del 2006 20 d'agost del 2011       |
| 271  | 252  | 37    | El segrestador del dibuix "E no Naka no Yuukaihan" (絵の中の誘拐犯) Valencià: "Un segrestador en el dibuix" | Original              | 8 d'octubre del 2001    | 30 de març del 2006 22 d'agost del 2011       |
| 272  | 253  | 38    | Continua la història d'amor a la comissaria central (I) "Honchou no Keiji Koi Monogatari 4 (Zenpen)" (本庁の刑事恋物語4(前編)) Valencià: "Historia d'amor entre policies 4 (1a part)"                                                     | 328-329               | 15 d'octubre del 2001   | 31 de març del 2006 22 d'agost del 2011       |
| 273  | 254  | 39    | Continua la història d'amor a la comissaria central (II) "Honchou no Keiji Koi Monogatari 4 (Kōhen)" (本庁の刑事恋物語4(後編)) Valencià: "Historia d'amor entre policies 4 (2a part)"                                                     | 329-330               | 22 d'octubre del 2001   | 3 d'abril del 2006 23 d'agost del 2011        |
| 274  | 255  | 40    | El poema encadenat de Matsue (I) "Matsue Tamatsukuri Renku Juuyonban Shoubu (Zenpen)" (松江玉造連句14番勝負(前編)) Valencià: "L'assassinat del poeta de Matsue (1a part)"                                                                 | Mystery Tour 2001 (2) | 29 d'octubre del 2001   | 4 d'abril del 2006 23 d'agost del 2011        |
| 275  | 256  | 41    | El poema encadenat de Matsue (II) "Matsue Tamatsukuri Renku Juuyonban Shoubu (Kōhen)" (松江玉造連句14番勝負(後編)) Valencià: "L'assassinat del poeta de Matsue (2a part)"                                                                 | Mystery Tour 2001 (2) | 5 de novembre del 2001  | 5 d'abril del 2006 24 d'agost del 2011        |
| 276  | 257  | 42    | Un estrany càstig del cel "Yo nimo Kimyou na Tenbatsu" (世にも奇妙な天罰) Valencià: "Un càstig molt estrany" | Original              | 12 de novembre del 2001 | 6 d'abril del 2006 24 d'agost del 2011        |
| 277  | 258  | 43    | L'home que va venir de Chicago (I) "Shikago Kara Kita Otoko (Zenpen)" (シカゴから来た男(前編)) Valencià: "L'home de Chicago (1a part)" | 325-326               | 19 de novembre del 2001 | 7 d'abril del 2006 25 d'agost del 2011        |
| 278  | 259  | 44    | L'home que va venir de Chicago (II) "Shikago Kara Kita Otoko (Kōhen)" (シカゴから来た男(後編)) Valencià: "L'home de Chicago (2a part)" | 326-327               | 26 de novembre del 2001 | 10 d'abril del 2006 25 d'agost del 2011       |
| 279  | 260  | 45    | El restaurant dels tremolors "Yureru Resutoran" (揺れるレストラン) Valencià: "El restaurant que tremola" | Original              | 3 de desembre del 2001  | 11 d'abril del 2006 26 d'agost del 2011       |
| 280  | 261  | 46    | La llegenda terrorífica de la nit de la nevada (I) "Yuki no Yoru no Kyoufu Densetsu (Zenpen)" (雪の夜の恐怖伝説(前編)) Valencià: "La llegenda terrorífica de la nit de la nevada (1a part)"                                               | Original              | 10 de desembre del 2001 | 12 d'abril del 2006 26 d'agost del 2011       |
| 281  | 262  | 47    | La llegenda terrorífica de la nit de la nevada (II) "Yuki no Yoru no Kyoufu Densetsu (Kōhen)" (雪の夜の恐怖伝説(後編)) Valencià: "La llegenda terrorífica de la nit de la nevada (2a part)"                                               | Original              | 17 de desembre del 2001 | 13 d'abril del 2006 27 d'agost del 2011       |

## Temporada 7 (2002)
| EP#  | EP#  | EP#   | Títol en català | Adaptat de        | Estrena en japonès      | Estrena en català central Estrena en valencià |
| Cat. | Jap. | Temp. | Títol en català | Adaptat de        | Estrena en japonès      | Estrena en català central Estrena en valencià |
| ---- | ---- | ----- | --- | ----------------- | ----------------------- | --------------------------------------------- |
| 282  | 263  | 1     | Doble misteri a Osaka. Els espadatxins de Naniwa i el castell del Taiko (I) "Oosaka Daburu Misuterii: Naniwa Kenshi to Taikō no Shiro" (大阪ダブルミステリー 浪花剣士と太閤の城) Valencià: "Doble misteri a Osaka. Els espadatxíns de Naniwa (1a part)"  | 314-321           | 14 de gener del 2002    | 14 d'abril del 2006 29 d'agost del 2011       |
| 283  | 263  | 2     | Doble misteri a Osaka. Els espadatxins de Naniwa i el castell del Taiko (II) "Oosaka Daburu Misuterii: Naniwa Kenshi to Taikō no Shiro" (大阪ダブルミステリー 浪花剣士と太閤の城) Valencià: "Doble misteri a Osaka. Els espadatxíns de Naniwa (2a part)" | 314-321           | 14 de gener del 2002    | 17 d'abril del 2006 29 d'agost del 2011       |
| 284  | 263  | 3     | Doble misteri a Osaka. Els espadatxins de Naniwa i el castell del Taiko (III) "Oosaka Daburu Misuterii: Naniwa Kenshi to Taikō no Shiro" (大阪ダブルミステリー 浪花剣士と太閤の城) Valencià: "Doble misteri a Osaka. El castell d'Osaka (3a part)"       | 314-321           | 14 de gener del 2002    | 18 d'abril del 2006 30 d'agost del 2011       |
| 285  | 263  | 4     | Doble misteri a Osaka. Els espadatxins de Naniwa i el castell del Taiko (IV) "Oosaka Daburu Misuterii: Naniwa Kenshi to Taikō no Shiro" (大阪ダブルミステリー 浪花剣士と太閤の城) Valencià: "Doble misteri a Osaka. El castell d'Osaka (4a part)"        | 314-321           | 14 de gener del 2002    | 19 d'abril del 2006 30 d'agost del 2011       |
| 286  | 264  | 5     | La confrontació judicial de la Kisaki i en Kogoro (I) "Hōtei no Taiketsu: Kisaki tai Kogorō (Zenpen)" (法廷の対決 妃VS小五郎(前編)) Valencià: "Confrontació judicial - Eri contra Kogoro (1a part)"                                                      | Original          | 21 de gener del 2002    | 20 d'abril del 2006 31 d'agost del 2011       |
| 287  | 265  | 6     | La confrontació judicial de la Kisaki i en Kogoro (II) "Houtei no Taiketsu: Kisaki tai Kogorou (Kōhen)" (法廷の対決 妃VS小五郎(後編)) Valencià: "Confrontació judicial - Eri contra Kogoro (2a part)"                                                    | Original          | 28 de gener del 2002    | 21 d'abril del 2006 31 d'agost del 2011       |
| 288  | 266  | 7     | La veritat del dia de Sant Valentí. El cas "Barentain no Shinjitsu (Jikenhen)" (バレンタインの真実(事件編)) Valencià: "La veritat del dia de Sant Valentí"                                                                                               | 331-332           | 4 de febrer del 2002    | 24 d'abril del 2006 1 de setembre del 2011    |
| 289  | 267  | 8     | La veritat del dia de Sant Valentí. Les deduccions "Barentain no Shinjitsu (Jikenhen)" (バレンタインの真実(推理編)) Valencià: "La veritat del dia de Sant Valentí (Les deduccions)"                                                                      | 332-333           | 11 de febrer del 2002   | 25 d'abril del 2006 1 de setembre del 2011    |
| 290  | 268  | 9     | La veritat del dia de Sant Valentí. La solució "Barentain no Shinjitsu (Kaiketsuhen)" (バレンタインの真実(解決編)) Valencià: "La veritat del dia de Sant Valentí (La solució)"                                                                           | 333-334           | 18 de febrer del 2002   | 26 d'abril del 2006 2 de setembre del 2011    |
| 291  | 269  | 10    | La memòria oblidada del crim (I) "Hanzai no Wasuregatami (Zenpen)" (犯罪の忘れ形見(前編)) Valencià: "La memòria oblidada del crim (1a part)" | 335-336           | 25 de febrer del 2002   | 27 d'abril del 2006 5 de setembre del 2011    |
| 292  | 270  | 11    | La memòria oblidada del crim (II) "Hanzai no Wasuregatami (Kōhen)" (犯罪の忘れ形見(後編)) Valencià: "La memòria oblidada del crim (2a part)" | 336-337           | 4 de març del 2002      | 28 d'abril del 2006 5 de setembre del 2011    |
| 293  | 271  | 12    | L'enigma dels abreujaments (I) "Kakushite Isoide Shouryaku (Zenpen)" (隠して急いで省略(前編)) Valencià: "L'enigma de les abreviatures (1a part)" | 338-339           | 1 d'abril del 2002      | 1 de maig del 2006 6 de setembre del 2011     |
| 294  | 272  | 13    | L'enigma dels abreujaments (II) "Kakushite Isoide Shouryaku (Kōhen)" (隠して急いで省略(後編)) Valencià: "L'enigma de les abreviatures (2a part)" | 339-340           | 8 d'abril del 2002      | 2 de maig del 2006 6 de setembre del 2011     |
| 295  | 273  | 14    | La desaparició de l'àvia dels problemes d'enginy "Kuizu-baasan no Shissou Jiken" (クイズ婆さんの失踪事件) Valencià: "La desaparició de la anciana de les endevinalles"                                                                                   | Original          | 15 d'abril del 2002     | 3 de maig del 2006 7 de setembre del 2011     |
| 296  | 274  | 15    | La veritat de l'edifici encantat (I) "Yuurei-yashiki no Shinjitsu (Zenpen)" (幽霊屋敷の真実(前編)) Valencià: "El secret de l'edifici encantat (1a part)"                                                                                                 | 355-356           | 22 d'abril del 2002     | 4 de maig del 2006 7 de setembre del 2011     |
| 297  | 275  | 16    | La veritat de l'edifici encantat (II) "Yuurei-yashiki no Shinjitsu (Kōhen)" (幽霊屋敷の真実(後編)) Valencià: "El secret de l'edifici encantat (2a part)"                                                                                                 | 356-357           | 29 d'abril del 2002     | 5 de maig del 2006 8 de setembre del 2011     |
| 298  | 276  | 17    | El cas de la placa perduda "Keisatsu Techou Funshitsu Jiken" (警察手帳紛失事件) Valencià: "El cas de la placa perduda" | Original          | 6 de maig del 2002      | 8 de maig del 2006 8 de setembre del 2011     |
| 299  | 277  | 18    | La professora d'anglès contra el detectiu de l'oest (I) "Eigo-kyoushi tai Nishi no Meitantei (Zenpen)" (英語教師VS西の名探偵(前編)) Valencià: "La professora d'anglés contra el famós detectiu d'occident (1a part)"                                     | 341-342           | 13 de maig del 2002     | 9 de maig del 2006 9 de setembre del 2011     |
| 300  | 278  | 19    | La professora d'anglès contra el detectiu de l'oest (II) "Eigo-kyoushi tai Nishi no Meitantei (Kōhen)" (英語教師VS西の名探偵(後編)) Valencià: "La professora d'anglés contra el famós detectiu d'occident (2a part)"                                     | 342-343           | 20 de maig del 2002     | 10 de maig del 2006 12 de setembre del 2011   |
| 301  | 279  | 20    | El misteri indesxifrable del hooligan (I) "Meikyuu no Fuurigan (Zenpen)" (迷宮のフーリガン(前編)) Valencià: "El misteri indesxifrable del hooligan (1a part)"                                                                                            | 344-345           | 27 de maig del 2002     | 1 de febrer del 2007 12 de setembre del 2011  |
| 302  | 280  | 21    | El misteri indesxifrable del hooligan (II) "Meikyuu no Fuurigan (Kōhen)" (迷宮のフーリガン(後編)) Valencià: "El misteri indesxifrable del hooligan (2a part)"                                                                                            | 345-346           | 3 de juny del 2002      | 2 de febrer del 2007 13 de setembre del 2011  |
| 303  | 281  | 22    | Els petits testimonis "Chiisana Mokugekisha-tachi" (小さな目撃者たち) Valencià: "Joves testimonis" | Original          | 10 de juny del 2002     | 5 de febrer del 2007 13 de setembre del 2011  |
| 304  | 282  | 23    | El misteri del jardí de roques japonès de les aigües (I) "Mizu Nagaruru Sekitei no Kai (Zenpen)" (水流るる石庭の怪(前編)) Valencià: "El misteri del jardi japonés de roca i aigua (1a part)"                                                             | Original          | 17 de juny del 2002     | 6 de febrer del 2007 14 de setembre del 2011  |
| 305  | 283  | 24    | El misteri del jardí de roques japonès de les aigües (II) "Mizu Nagaruru Sekitei no Kai (Kōhen)" (水流るる石庭の怪(後編)) Valencià: "El misteri del jardi japonés de roca i aigua (2a part)"                                                             | Original          | 24 de juny del 2002     | 7 de febrer del 2007 14 de setembre del 2011  |
| 306  | 284  | 25    | Dejà-vu al barri xinès sota la pluja (I) "Chuukagai Ame no Deja Byu (Zenpen)" (中華街 雨のデジャビュ(前編)) Valencià: "Deja vu al barri xinés sota la pluja (1a part)"                                                                                   | 347-348           | 1 de juliol del 2002    | 8 de febrer del 2007 15 de setembre del 2011  |
| 307  | 285  | 26    | Dejà-vu al barri xinès sota la pluja (II) "Chuukagai Ame no Deja Byu (Kōhen)" (中華街 雨のデジャビュ(後編)) Valencià: "Deja vu al barri xinés sota la pluta (2a part)"                                                                                   | 348-349           | 8 de juliol del 2002    | 9 de febrer del 2007 15 de setembre del 2011  |
| 308  | 286  | 27    | En Shinichi a Nova York. El cas "Kudō Shinichi NY no Jiken (Jikenhen)" (工藤新一NYの事件(事件編)) Valencià: "Shinichi Kudo a Nova York (1a part)" | 350-351           | 15 de juliol del 2002   | 12 de febrer del 2007 16 de setembre del 2011 |
| 309  | 287  | 28    | En Shinichi a Nova York. Les deduccions "Kudō Shinichi NY no Jiken (Suirihen)" (工藤新一NYの事件(推理編)) Valencià: "Shinichi Kudo a Nova York (2a part)"                                                                                                | 351-352           | 22 de juliol del 2002   | 13 de febrer del 2007 19 de setembre del 2011 |
| 310  | 288  | 29    | En Shinichi a Nova York. La solució "Kudō Shinichi NY no Jiken (Kaiketsuhen)" (工藤新一NYの事件(解決編)) Valencià: "Shinichi Kudo a Nova York (3a part)"                                                                                                 | 353-354           | 29 de juliol del 2002   | 14 de febrer del 2007 19 de setembre del 2011 |
| 311  | 289  | 30    | En Mitsuhiko es perd al bosc (I) "Mayoi no Mori no Mitsuhiko (Zenpen)" (迷いの森の光彦(前編)) Valencià: "Mitsuhiko es perd en el bosc (1a part)" | 358-359           | 12 d'agost del 2002     | 15 de febrer del 2007 20 de setembre del 2011 |
| 312  | 290  | 31    | En Mitsuhiko es perd al bosc (II) "Mayoi no Mori no Mitsuhiko (Kōhen)" (迷いの森の光彦(後編)) Valencià: "Mitsuhiko es perd en el bosc (2a part)" | 359-360           | 19 d'agost del 2002     | 16 de febrer del 2007 20 de setembre del 2011 |
| 313  | 291  | 32    | La princesa de l'illa deshabitada i el castell del drac. El cas "Kotō no Hime to Ryugujo (Jikenhen)" (孤島の姫と龍宮城(事件編)) Valencià: "La princesa de l'illa deshabitada i el palau del rei drac (L'assassinat)"                                     | 361-362           | 26 d'agost del 2002     | 19 de febrer del 2007 21 de setembre del 2011 |
| 314  | 292  | 33    | La princesa de l'illa deshabitada i el castell del drac. La persecució "Kotō no Hime to Ryugujo (Tsuikyūhen)" (孤島の姫と龍宮城(追求編)) Valencià: "La princesa de l'illa deshabitada i el palau del rei drac (La investigació)"                         | 362-363           | 2 de setembre del 2002  | 20 de febrer del 2007 21 de setembre del 2011 |
| 315  | 293  | 34    | La princesa de l'illa deshabitada i el castell del drac. La solució "Kotō no Hime to Ryugujo (Kaiketsuhen)" (孤島の姫と龍宮城解決編) Valencià: "La princesa de l'illa deshabitada i el palau del rei drac (La resolució)"                                | 364-365           | 9 de setembre del 2002  | 21 de febrer del 2007 22 de setembre del 2011 |
| 316  | 294  | 35    | L'impuls de l'amor i la determinació (I) "Ai to Ketsudan no Sumasshu (Zenpen)" (愛と決断のスマッシュ(前編)) Valencià: "L'impuls de l'amor i la determinació (1a part)"                                                                                   | Original          | 7 d'octubre del 2002    | 22 de febrer del 2007 22 de setembre del 2011 |
| 317  | 295  | 36    | L'impuls de l'amor i la determinació (II) "Ai to Ketsudan no Sumasshu (Kōhen)" (愛と決断のスマッシュ(後編)) Valencià: "L'impuls de l'amor i la determinació (2a part)"                                                                                   | Original          | 14 d'octubre del 2002   | 23 de febrer del 2007 23 de setembre del 2011 |
| 318  | 296  | 37    | El cas del pesquer japonès "Yakatabune Tsuri Shokku" (屋形船 釣りショック) Valencià: "Pesca mortal al vaixell japonés" | Original          | 21 d'octubre del 2002   | 26 de febrer del 2007 26 de setembre del 2011 |
| 319  | 297  | 38    | Un altre cop cara a cara als tribunals: Eri Kisaki contra Reiko Kujo (I) "Houtei no Taiketsu II: Kisaki tai Kujou (Zenpen)" (法廷の対決Ⅱ 妃VS九条(前編)) Valencià: "Nova confrontació als tribunals - Kisaki contra Kujo (1a part)"                      | Original          | 28 d'octubre del 2002   | 27 de febrer del 2007 26 de setembre del 2011 |
| 320  | 298  | 39    | Un altre cop cara a cara als tribunals: Eri Kisaki contra Reiko Kujo (II) "Houtei no Taiketsu II: Kisaki tai Kujou (Kōhen)" (法廷の対決Ⅱ 妃VS九条(後編)) Valencià: "Nova confrontació als tribunals - Kisaki contra Kujo (2a part)"                      | Original          | 4 de novembre del 2002  | 28 de febrer del 2007 27 de setembre del 2011 |
| 321  | 299  | 40    | L'amistat i el crim a l'estret de Kanmon (I) "Yuujou to Satsui no Kanmon Kaikyou (Zenpen)" (友情と殺意の関門海峡(前編)) Valencià: "Amistat i crim a l'estret de Kanmon (1a part)"                                                                        | Mystery Tour 2002 | 11 de novembre del 2002 | 1 de març del 2007 27 de setembre del 2011    |
| 322  | 300  | 41    | L'amistat i el crim a l'estret de Kanmon (II) "Yuujou to Satsui no Kanmon Kaikyou (Kōhen)" (友情と殺意の関門海峡(後編)) Valencià: "Amistat i crim a l'estret de Kanmon (2a part)"                                                                        | Mystery Tour 2002 | 18 de novembre del 2002 | 2 de març del 2007 28 de setembre del 2011    |
| 323  | 301  | 42    | La rua de la malícia i dels sants (I) "Akui to Seija no Koushin (Zenpen)" (悪意と聖者の行進(前編)) Valencià: "La desfilada de la malicia i dels sants (1a part)"                                                                                         | 366-367           | 2 de desembre del 2002  | 5 de març del 2007 28 de setembre del 2011    |
| 324  | 302  | 43    | La rua de la malícia i dels sants (II) "Akui to Seija no Koushin (Kōhen)" (悪意と聖者の行進(後編)) Valencià: "La desfilada de la malicia i dels sants (2a part)"                                                                                         | 367-368           | 9 de desembre del 2002  | 6 de març del 2007 29 de setembre del 2011    |
| 325  | 303  | 44    | El retorn de la víctima "Modotte Kita Higaisha" (戻って来た被害者) Valencià: "El retorn de la víctima" | Original          | 16 de desembre del 2002 | 7 de març del 2007 29 de setembre del 2011    |

## Temporada 8 (2003)
| EP# | EP#  | EP#   | Títol en català | Adaptat de        | Estrena en japonès      | Estrena en català central Estrena en valencià |
| Cat. | Jap. | Temp. | Títol en català | Adaptat de        | Estrena en japonès      | Estrena en català central Estrena en valencià |
| --- | ---- | ----- | --- | ----------------- | ----------------------- | --------------------------------------------- |
| 326 | 304  | 1     | La Central de la Policia Metropolitana tremola. Els dotze milions d'ostatges (I) "Yureru Keishichou Sennihyakumannin no Hitojichi" (揺れる警視庁 1200万人の人質) Valencià: "Escac al Departament de Policia. Els dotze milions d'ostatges (1a part)"   | 369-373           | 6 de gener del 2003     | 8 de març del 2007 29 de setembre del 2011    |
| 327 | 304  | 2     | La Central de la Policia Metropolitana tremola. Els dotze milions d'ostatges (II) "Yureru Keishichou Sennihyakumannin no Hitojichi" (揺れる警視庁 1200万人の人質) Valencià: "Escac al Departament de Policia. Els dotze milions d'ostatges (2a part)"  | 369-373           | 6 de gener del 2003     | 9 de març del 2007 30 de setembre del 2011    |
| 328 | 304  | 3     | La Central de la Policia Metropolitana tremola. Els dotze milions d'ostatges (III) "Yureru Keishichou Sennihyakumannin no Hitojichi" (揺れる警視庁 1200万人の人質) Valencià: "Escac al Departament de Policia. Els dotze milions d'ostatges (3a part)" | 369-373           | 6 de gener del 2003     | 12 de març del 2007 1 d'octobre del 2011      |
| 329 | 304  | 4     | La Central de la Policia Metropolitana tremola. Els dotze milions d'ostatges (IV) "Yureru Keishichou Sennihyakumannin no Hitojichi" (揺れる警視庁 1200万人の人質) Valencià: "Escac al Departament de Policia. Els dotze milions d'ostatges (4a part)"  | 369-373           | 6 de gener del 2003     | 13 de març del 2007 23 de gener del 2012      |
| 330 | 305  | 5     | El sospitós invisible (I) "Mienai Yougisha (Zenpen)" (見えない容疑者(前編)) Valencià: "El sospitós invisible (1a part)" | 374-375           | 13 de gener del 2003    | 14 de març del 2007 24 de gener del 2012      |
| 331 | 306  | 6     | El sospitós invisible (II) "Mienai Yougisha (Kōhen)" (見えない容疑者(後編)) Valencià: "El sospitós invisible (2a part)" | 375-376           | 20 de gener del 2003    | 15 de març del 2007 25 de gener del 2012      |
| 332 | 307  | 7     | El testimoni silenciós (I) "Nokosareta Koenaki Shougen (Zenpen)" (残された声なき証言(前編)) Valencià: "El testimoni silenciós (1a part)" | 377-378           | 27 de gener del 2003    | 16 de març del 2007 26 de gener del 2012      |
| 333 | 308  | 8     | El testimoni silenciós (II) "Nokosareta Koenaki Shougen (Kōhen)" (残された声なき証言(後編)) Valencià: "El testimoni silenciós (2a part)" | 378-379           | 3 de febrer del 2003    | 19 de març del 2007 30 de gener del 2012      |
| 334 | 309  | 9     | Contacte amb els Homes de Negre. La negociació "Kuro no Soshiki to no Sesshoku (Koushou Hen)" (黒の組織との接触(交渉編)) Valencià: "Contacte amb l'Organització dels Homes de Negre (1a part - La negociació)"                                         | 380-381           | 10 de febrer del 2003   | 20 de març del 2007 31 de gener del 2012      |
| 335 | 310  | 10    | Contacte amb els Homes de Negre. La persecució "Kuro no Soshiki to no Sesshoku (Tsuiseki Hen)" (黒の組織との接触(追跡編)) Valencià: "Contacte amb l'Organització dels Homes de Negre (2a part - La persecució)"                                        | 381-382           | 17 de febrer del 2003   | 21 de març del 2007 1 de febrer del 2012      |
| 336 | 311  | 11    | Contacte amb els Homes de Negre. Desafiament a la mort "Kuro no Soshiki to no Sesshoku (Kesshi Hen)" (黒の組織との接触(決死編)) Valencià: "Contacte amb l'Organització dels Homes de Negre (3a part - Desafiant la mort)"                              | 382-383           | 24 de febrer del 2003   | 22 de març del 2007 2 de febrer del 2012      |
| 337 | 312  | 12    | Les nines de l'altar a la llum del crepuscle (I) Yuuhi ni Somatta Hinaningyou (Zenpen)" (夕陽に染まった雛人形(前編)) Valencià: "Posta de sol sobre l'altar de les nines (1a part)"                                                                     | 384-385           | 3 de març del 2003      | 23 de març del 2007 6 de febrer del 2012      |
| 338 | 313  | 13    | Les nines de l'altar a la llum del crepuscle (II) "Yuuhi ni Somatta Hinaningyou (Kōhen)" (夕陽に染まった雛人形(後編)) Valencià: "Posta de sol sobre l'altar de les nines (2a part)"                                                                    | 385-386           | 10 de març del 2003     | 26 de març del 2007 7 de febrer del 2012      |
| 339 | 314  | 14    | El mirador de la tanca trencada "Kowareta Saku no Tenboudai" (壊れた柵の展望台) Valencià: "El mirador de la tanca trencada" | Original          | 17 de març del 2003     | 27 de març del 2007 8 de febrer del 2012      |
| 340 | 315  | 15    | Un lloc sota la llum del sol "Hi no Ataru Basho" (陽のあたる場所) Valencià: "Un lloc davall la llum del sol" | Original          | 14 d'abril del 2003     | 28 de març del 2007 9 de febrer del 2012      |
| 341 | 316  | 16    | L'heroi de la màscara bruta (I) "Yogoreta Fukumen Hero (Zenpen)" (汚れた覆面ヒーロー(前編)) Valencià: "L'heroi de la màscara tacada (1a part)" | 387-388           | 21 d'abril del 2003     | 29 de març del 2007 13 de febrer del 2012     |
| 342 | 317  | 17    | L'heroi de la màscara bruta (II) "Yogoreta Fukumen Hero (Kōhen)" (汚れた覆面ヒーロー(後編)) Valencià: "L'heroi de la màscara tacada (2a part)" | 388-389           | 28 d'abril del 2003     | 30 de març del 2007 14 de febrer del 2012     |
| 343 | 318  | 18    | La petaca de la sort (I) "Kouun no Shigaa Keesu (Zenpen)" (幸運のシガーケース(前編)) Valencià: "La cigarrera de la bona sort (1a part)" | Original          | 5 de maig del 2003      | 2 d'abril del 2007 15 de febrer del 2012      |
| 344 | 319  | 19    | La petaca de la sort (II) "Kouun no Shigaa Keesu (Kōhen)" (幸運のシガーケース(後編)) Valencià: "La cigarrera de la bona sort (2a part)" | Original          | 12 de maig del 2003     | 3 d'abril del 2007 16 de febrer del 2012      |
| 345 | 320  | 20    | La coartada ninja "Ninpou Aribai Kousaku no Jutsu" 忍法アリバイ工作の術) Valencià: "La tècnica ninja de la coartada" | Original          | 19 de maig del 2003     | 4 d'abril del 2007 20 de febrer del 2012      |
| 346 | 321  | 21    | La desaparició del vehicle del segrest (I) "Kieta Yuukai Tousousha (Zenpen)" (消えた誘拐逃走車(前編)) Valencià: "La desaparició de la furgoneta del segrest (1a part)"                                                                                 | Original          | 26 de maig del 2003     | 5 d'abril del 2007 21 de febrer del 2012      |
| 347 | 322  | 22    | La desaparició del vehicle del segrest (II) "Kieta Yuukai Tousousha (Kōhen)" (消えた誘拐逃走車(後編)) Valencià: "La desaparició de la furgoneta del segrest (2a part)"                                                                                 | Original          | 2 de juny del 2003      | 6 d'abril del 2007 22 de febrer del 2012      |
| 348 | 323  | 23    | En Heiji Hattori, entre l'espasa i la paret (I) "Hattori Heiji Zettai Zetsumei! (Zenpen)" (服部平次絶体絶命!(前編)) Valencià: "Heiji Hattori en perill! (1a part)"                                                                                     | 390-391           | 9 de juny del 2003      | 9 d'abril del 2007 23 de febrer del 2012      |
| 349 | 324  | 24    | En Heiji Hattori, entre l'espasa i la paret (II) "Hattori Heiji Zettai Zetsumei! (Kōhen)" (服部平次絶体絶命!(後編)) Valencià: "Heiji Hattori en perill! (2a part)"                                                                                     | 391-392           | 16 de juny del 2003     | 10 d'abril del 2007 27 de febrer del 2012     |
| 350 | 325  | 25    | El cavall vermell en flames. El cas "Honoo no Naka ni Akai Uma (Jikenhen)" (炎の中に赤い馬(事件編)) Valencià: "El cavall roig en flames (1a part - El cas)"                                                                                            | 393-394           | 7 de juliol del 2003    | 11 d'abril del 2007 28 de febrer del 2012     |
| 351 | 326  | 26    | El cavall vermell en flames. La investigació "Honoo no Naka ni Akai Uma (Sousahen)" (炎の中に赤い馬(捜査編)) Valencià: "El cavall roig en flames (2a part - La investigació)"                                                                          | 394-395           | 14 de juliol del 2003   | 12 d'abril del 2007 29 de febrer del 2012     |
| 352 | 327  | 27    | El cavall vermell en flames. La solució "Honoo no Naka ni Akai Uma (Kaiketsuhen)" (炎の中に赤い馬(解決編)) Valencià: "El cavall roig en flames (3a part - La solució)"                                                                                 | 396-397           | 21 de juliol del 2003   | 13 d'abril del 2007 1 de març del 2012        |
| 353 | 328  | 28    | El misteri del vi de l'aniversari "Baasudee Wain no Nazo" (バースデー·ワインの謎) Valencià: "El misteri del vi d'aniversari" | Original          | 28 de juliol del 2003   | 27 de juny del 2007 5 de març del 2012        |
| Ran, Conan i Kogoro van a casa de la Yuki Kojima, que fa una festa per celebrar l'aniversari de la seva amiga Keiko. Després de bufar les espelmes i que tothom brindi per la seva felicitat, la Keiko cau a terra morta. Com pot ser que la Keiko hagi mort si tots havien begut el mateix vi? L'inspector Megure, encarregat de la investigació no troba verí al vi ni a la copa. A en Conan se li gira feina! |      |       | |                   |                         |                                               |
| 354 | 329  | 29    | L'amistat no es pot comprar (I) "Okane de Kaenai Yuujou (Zenpen)" (お金で買えない友情(前編)) Valencià: "L'amistat no es pot comprar (1a part)" | 398-399           | 4 d'agost del 2003      | 28 de juny del 2007 6 de març del 2012        |
| L'Ayumi surt d'acampada amb el professor Agasa, en Conan, en Genta, en Mitsuhiko i l'Ai. Pel camí troben una autocaravana amb un grup de membres d'un club excursionista. Entre ells hi ha en Reiji Fukuura, la Yasumi Shirato i la Haruka Tendo, una noia de molt bona família segons diuen. Com que es crea molt bon ambient, acaben dinant junts i al vespre pugen tots a l'autocaravana per anar a veure uns focs artificials des de dalt d'un turó. Però l'alarma s'encén quan veuen que la Yasumi, que havia pujat cap al turó sola amb bicicleta, no ha arribat a dalt. Les pitjors sospites es confirmen quan, tot baixant del turó, troben la Yatsumi estesa al mig del camí. L'inspector Megure pensa que ha caigut accidentalment des del mirador, però en Conan fa una pregunta clau: per què no hi ha taques de sang al camí? |      |       | |                   |                         |                                               |
| 355 | 330  | 30    | L'amistat no es pot comprar (II) "Okane de Kaenai Yuujou (Kōhen)" (お金で買えない友情(後編)) Valencià: "L'amistat no es pot comprar (2a part)" | 399-400           | 11 d'agost del 2003     | 29 de juny del 2007 7 de març del 2012        |
| En Conan observa que a la part de dalt de l'autocaravana sí que hi ha taques de sang, i poc després, al camí, també hi troba un plàstic tacat de sang. Què pot haver passat? La Haruka i la Yasumi eren molt bones amigues. O això es pensava la Haruka. Què havia hagut de fer la Haruka per guanyar-se l'amistat del seu selecte grup de companys? Per què s'havia trencat l'amistat entre la Haruka i la Yasumi? Quin secret havia descobert la Yasumi? |      |       | |                   |                         |                                               |
| 356 | 331  | 31    | El curri picant sospitós! (I) "Giwaku no Karakuchi Karee (Zenpen)" (疑惑の辛口カレー(前編)) Valencià: "El curri picant sospitós! (1a part)" | 407-408           | 18 d'agost del 2003     | 2 de Juliol del 2007 8 de març del 2012       |
| En Conan, la Ran i en Kogoro van de visita a casa d'una amiga però es perden pel bosc. Després de donar moltes voltes acaben a casa de l'Iwao Akashi, pare de l'Hirohito Akashi, que justament és el monitor de tennis de l'amiga que visitaven. Un sobtat esllavissament de terres els obliga a fer nit a casa de l'Hirohito, que els convida a sopar un deliciós curri. Després de sopar, la sorpresa de la Ran i en Conan és enorme, perquè quan pugen a dormir troben l'Iwao, el pare de l'Hirohito, penjat a la seva habitació. La policia dona per descomptat que l'Iwao s'ha suïcidat, però en Conan observa molts indicis que apunten cap a una altra direcció... |      |       | |                   |                         |                                               |
| 357 | 332  | 32    | El curri picant sospitós! (II) "Giwaku no Karakuchi Karee (Kōhen)" (疑惑の辛口カレー(後編)) Valencià: "El curri picant sospitós! (2a part)" | 408-409           | 25 d'agost del 2003     | 3 de juliol del 2007 12 de març del 2012      |
| En Conan descobreix que els canells de l'Iwao mostren senyals d'haver estat lligats, i que si li surt sang de la boca no és perquè el dentista li acabés d'arrencar una dent aquell mateix dia. La dent, de fet, apareix al plat de curri que l'Iwao no s'havia acabat de menjar. En Conan s'adona que la dent li havia caigut just uns instants abans de morir i que havia acabat aterrant al plat. La situació no podria ser més enrevessada! |      |       | |                   |                         |                                               |
| 358 | 333  | 33    | Dues princeses pastades (I) "Nitamono Purinsesu (Zenpen)" (似た者プリンセス(前編)) Valencià: "La reina i la princesa (1a part)" | 413-414           | 8 de setembre del 2003  | 4 de juliol del 2007 13 de març del 2012      |
| Al detectiu privat Kogorou Mouri li encarreguen que descobreixi la persona que ha enviat diverses amenaces de mort al milionari Mikio Fujieda. En Kogorou es posa malalt, i la Ran Mouri, la seva filla, truca la seva mare, l'Eri Kisaki perquè l'ajudi. L'Eri va a la mansió del milionari amb en Conan i la Ran i allà hi troben una situació familiar força enrevessada... |      |       | |                   |                         |                                               |
| 359 | 334  | 34    | Dues princeses pastades (II) "Nitamono Purinsesu (Kōhen)" (似た者プリンセス(後編)) Valencià: "La reina i la princesa (2a part)" | 415-416           | 15 de setembre del 2003 | 5 de juliol del 2007 14 de març del 2012      |
| Les amenaces s'han fet realitat, i algú ha cosit a trets en Mikio Fujieda a la seva sala d'àudio. L'inspector Megure comença a investigar l'assassinat, però l'Eri sabrà observar més bé la situació i en traurà més de pressa l'entrellat amb l'ajuda d'una estranya visitant, la Yukiko Kudo que, encara que allà ningú ho sap, és la mare d'en Conan. |      |       | |                   |                         |                                               |
| 360 | 335  | 35    | El secret dels Laboratoris Cinematogràfics Tohto (I) "Touto Genzoujo no Himitsu (Zenpen)" (東都現像所の秘密(前編)) Valencià: "El secret del laboratori cinematogràfic (1a part)"                                                                       | 417-418           | 22 de setembre del 2003 | 6 de juliol del 2007 15 de març del 2012      |
| En Conan i els seus companys van als laboratoris Tohto a veure-hi la preestrena d'una pel·lícula. Però com que encara no està a punt del tot, passen la nit a casa de l'Akira Hojima, en Tokuhiro Furumura i en Norihiko Konjo, tots ells treballadors del laboratori cinematogràfic. Quan tothom ja se n'han anat a dormir, se sent un crit i... en Tokuhiro Furumura apareix apunyalat al sofà de la casa. |      |       | |                   |                         |                                               |
| 361 | 336  | 36    | El secret dels Laboratoris Cinematogràfics Tohto (II) "Touto Genzoujo no Himitsu (Kōhen)" (東都現像所の秘密(後編)) Valencià: "El secret del laboratori cinematogràfic (2a part)"                                                                       | 418-419           | 29 de setembre del 2003 | 9 de juliol del 2007 19 de març del 2012      |
| L'inspector Megure apareix immediatament a investigar el crim i comença a interrogar en Hojima, que dormia al costat de la víctima. Aviat arriba a la conclusió que en Hojima és l'únic possible autor del crim. Però els fets demostraran que algú havia tingut molta traça a l'hora d'emmascarar la seva actuació. Només parant-li un trampa es podrà saber la veritat... |      |       | |                   |                         |                                               |
| 362 | 337  | 37    | La veritat de la caiguda mortal "Tenraku Jiken no Ura-jijou" (転落事件の裏事情) Valencià: "La veritat de la caiguda mortal" | Original          | 13 d'octubre del 2003   | 10 de juliol del 2007 20 de març del 2012     |
| En Conan, en Kogoro i la Ran són a l'andana d'una estació i veuen que, de resultes d'una lluita, un home cau d'un pas elevat, i mor. Tot sembla indicar que l'incident ha estat causat per un malentès. Però en Conan serà capaç d'explicar amb tota mena de detalls què hi ha darrere d'aquell accident fortuït... |      |       | |                   |                         |                                               |
| 363 | 338  | 38    | Els quatre Porsche (I) "Yon-dai no Porushe (Zenpen)" (4台のポルシェ(前編)) Valencià: "Els quatre Porsches (1a part)" | 420-421           | 20 d'octubre del 2003   | 11 de juliol del 2007 21 de març del 2012     |
| L'Ai es troba malament i en Conan i el doctor Agasa la porten a un hospital que hi ha a l'interior d'un centre comercial perquè resulta que és diumenge, i els altres hospitals dels volts estan tancats. Un cop allà, s'han d'esperar dues hores que atenguin l'Ai i, sorprenentment, veuen que al garatge hi ha quatre Porsche, un al costat de l'altre. Són els cotxes de quatre amics: en Kureki, en Hotei, en Banba i la Kaoru, que sempre van junts a jugar al golf. Mentre en Conan i el doctor Agasa fan temps en un restaurant xinès, un equip de la televisió entrevista els clients, i en Conan apareix a la pantalla. Immediatament vol marxar d'allà perquè té por que l'hagin reconegut. Baixa corrents a l'aparcament i allà sent el crit d'en Kureki. Ha trobat en Banba mort al seu cotxe.                                |      |       | |                   |                         |                                               |
| 364 | 339  | 39    | Els quatre Porsche (II) "Yon-dai no Porushe (Kōhen)" (4台のポルシェ(後編)) Valencià: "Els quatre Porsches (2a part)" | 421-422           | 27 d'octubre del 2003   | 12 de juliol del 2007 22 de març del 2012     |
| L'inspector Megure i els seus homes comencen les investigacions. Però en Conan té una idea millor: per què no deixar que sigui la Sonoko qui tregui l'entrellat de tot plegat? Perquè... com es poden combinar les finestres elèctriques d'un Porsche, un cotxe teledirigit i un fil gairebé invisible per cometre un assassinat sense deixar cap pista? |      |       | |                   |                         |                                               |
| 365 | 340  | 40    | El secret amagat al lavabo (I) "Toire ni Kakushita Himitsu (Zenpen)" (トイレに隠した秘密(前編)) Valencià: "El secret amagat al lavabo (1a part)" | 423-424           | 3 de novembre del 2003  | 13 de juliol del 2007 26 de març del 2012     |
| El doctor Agasa ha descobert que el doctor Miyano, el pare de l'Ai tenia un amic de la infantesa, en Dejima, que és dissenyador. En Dejima que va ajudar el pare de l'Ai a fer un llibre que li va suposar el reconeixement de tota la professió. Potser si localitzen el seu amic podran descobrir més coses dels homes de negre i dels pares de l'Ai... Quan van a veure en Dejima, descobreixen que la germana gran de l'Ai va amagar alguna cosa al lavabo de l'estudi de disseny en una ocasió en què va visitar-lo. I per acabar de complicar les coses, mentre ells són allà, en Dejima es menja l'hamburguesa del dinar i cau rodó a terra: l'han enverinat. |      |       | |                   |                         |                                               |
| 366 | 341  | 41    | El secret amagat al lavabo (II) "Toire ni Kakushita Himitsu (Kōhen)" (トイレに隠した秘密(後編)) Valencià: "El secret amagat al lavabo (2a part)" | 424-425           | 10 de novembre del 2003 | 16 de juliol del 2007 27 de març del 2012     |
| Qui ha enverinat en Dejima? Com pot ser que només hi hagi restes de verí a la seva mà esquerra, als forats del cinturó, i al seu mocador? L'Ai té por que els homes de negre no estiguin involucrats en el cas. Les sospites recauen damunt els empleats del despatx, i el culpable no podrà fugir de les deduccions d'en Conan i el doctor Agasa. Ah! I què havia deixat al lavabo la germana gran de l'Ai? Unes cintes on hi ha gravada la veu de la seva mare! Els ajudaran a descobrir més coses dels homes de negre? |      |       | |                   |                         |                                               |
| 367 | 342  | 42    | La núvia del Huis Ten Bosch (I) "Hausutenbosu no Hanayome" (ハウステンボスの花嫁) Valencià: "La nóvia del Huis Ten Bosch (1a part)" | Mystery Tour 2003 | 17 de novembre del 2003 | 17 de juliol del 2007 28 de març del 2012     |
| La Sonoko convida en Conan i la Ran al casament del seu amic Shinya al parc Huis Ten Bosch, un lloc preciós. Un cop al casament, les coses es compliquen perquè l'anell que havia de dur la núvia, un anell amb un robí enorme que ha anat passant de generació en generació, desapareix. El matrimoni s'haurà de posposar fins que es trobi la famosa joia perquè, de moment, al lloc on era joia hi ha aparegut... una fotografia! |      |       | |                   |                         |                                               |
| 368 | 342  | 43    | La núvia del Huis Ten Bosch (II) "Hausutenbosu no Hanayome" (ハウステンボスの花嫁) Valencià: "La nóvia del Huis Ten Bosch (2a part)" | Mystery Tour 2003 | 17 de novembre del 2003 | 18 de juliol del 2007 29 de març del 2012     |
| En Conan fa una deducció brillant a través del simbolisme de la fotografia que ha aparegut al lloc de l'anell, i aconsegueix descobrir el lloc on l'havien amagat. Però els problemes no s'acaben aquí perquè ara resulta que l'Akane, la núvia... ha desaparegut! Les investigacions d'en Conan porten a solucionar el cas, i encara més: a solucionar velles rancúnies familiars, fruits d'un malentès de fa molt temps, entre la família del nuvi i la de la núvia. |      |       | |                   |                         |                                               |
| 369 | 343  | 44    | El parany del supermercat (I) "Konbini no Otoshiana (Zenpen)" (コンビニの落とし穴(前編)) Valencià: "La trampa del supermercat (1a part)" | 426-427           | 1 de desembre del 2003  | 19 de juliol del 2007 2 d'abril del 2012      |
| La Ran i la Sonoko volen muntar una festa per la Jodie, la professora d'anglès de la Ran, que torna als Estats Units. Quan van al supermercat a comprar tot el que els cal, hi troben l'Aya, una antiga companya de l'escola de la Ran que justament està rebent una esbroncada del seu cap perquè quan treballa d'encarregada, els comptes del supermercat no quadren. Per això, l'amo del supermercat l'acusa de robar gènere. La Sonoko voldria ajudar la seva amiga, però no està gens inspirada per fer alguna de les seves deduccions. Però ella i la Ran s'hauran d'espavilar a resoldre el cas, perquè l'amo del supermercat està a punt de trucar a la policia... |      |       | |                   |                         |                                               |
| 370 | 344  | 45    | El parany del supermercat (II) "Konbini no Otoshiana (Kōhen)" (コンビニの落とし穴(後編)) Valencià: "La trampa del supermercat (2a part)" | 427-428           | 8 de desembre del 2003  | 20 de juliol del 2007 3 d'abril del 2012      |
| L'Aya ha identificat tres clients que poden ser sospitosos dels robatoris de productes del supermercat, i la Ran té una deducció que no s'atreveix a fer pública. Les peces del trencaclosques no acaben d'encaixar, però amb l'ajuda d'en Conan la veritat sortirà finalment a la llum. Hi podria tenir alguna cosa a veure un fals sostre que han descobert a prop del lavabo? |      |       | |                   |                         |                                               |

## Temporada 9 (2004)
| EP# | EP#  | EP#   | Títol en català | Adaptat de        | Estrena en japonès      | Estrena en català central Estrena en valencià   |
| Cat. | Jap. | Temp. | Títol en català | Adaptat de        | Estrena en japonès      | Estrena en català central Estrena en valencià   |
| --- | ---- | ----- | --- | ----------------- | ----------------------- | ----------------------------------------------- |
| 371 | 345  | 1     | Confrontació amb l'Organització negra. El misteri dual de la nit de lluna plena (I) "Kuro no Soshiki to Makkou Shoubu Mangetsu no Yoru no Nigen Misuterii" (黒の組織と真っ向勝負満月の夜の二元ミステリー) Valencià: "Confrontació amb l'Organització dels Homes de Negre. Misteri doble en una nit de lluna plena (1a part)"   | 429-434           | 5 de gener del 2004     | 23 de juliol del 2007 4 d'abril del 2012        |
| En Kogoro rep una invitació a "un banquet nocturn esglaiador" que s'ha de celebrar en un vaixell. Es tracta d'una festa de Halloween, i els assistents han d'anar disfressats de monstres. En Conan i el doctor Agasa sospiten que es tracta d'una invitació dels Homes de Negre. La Sonoko es disfressa de bruixa i en Kogoro de Dràcula, i van a la festa. Quan arriben a bord del vaixell els donen una carta del Tarot... Resulta que la festa s'ha fet per anunciar una pel·lícula, però... no seria un lloc ideal per cometre-hi un assassinat? |      |       | |                   |                         |                                                 |
| 372 | 345  | 2     | Confrontació amb l'Organització negra. El misteri dual de la nit de lluna plena (II) "Kuro no Soshiki to Makkou Shoubu Mangetsu no Yoru no Nigen Misuterii" (黒の組織と真っ向勝負満月の夜の二元ミステリー) Valencià: "Confrontació amb l'Organització dels Homes de Negre. Misteri doble en una nit de lluna plena (2a part)"  | 429-434           | 5 de gener del 2004     | 24 de juliol del 2007 5 d'abril del 2012        |
| El capità del vaixell fantasma anuncia l'inici de la festa, i comença la confusió. Tanta confusió, de fet, que al cap de poc, el mateix capità apareix mort amb el pit travessat per una fletxa de ballesta que porta la carta del Tarot que representa el dimoni. L'assassí, és clar, ha de ser algun dels convidats. En Kogoro comença a investigar i descobreix que el capità assassinat havia donat instruccions molt especials a cadascun dels seus convidats i una de comú per tots: que no parlessin. Mentre en Kogoro continua rumiant-s'ho, en Shinichi anuncia que ja té totes les claus per resoldre el crim. |      |       | |                   |                         |                                                 |
| 373 | 345  | 3     | Confrontació amb l'Organització negra. El misteri dual de la nit de lluna plena (III) "Kuro no Soshiki to Makkou Shoubu Mangetsu no Yoru no Nigen Misuterii" (黒の組織と真っ向勝負満月の夜の二元ミステリー) Valencià: "Confrontació amb l'Organització dels Homes de Negre. Misteri doble en una nit de lluna plena (3a part)" | 429-434           | 5 de gener del 2004     | 25 de juliol del 2007 9 d'abril del 2012        |
| En Kogoro no vol que li preguin la glòria d'anunciar l'assassí i s'avança a anunciar que, segons ell, ha estat el convidat que va disfressat de mòmia. Però en Shinichi pensa que l'assassí més aviat ha pres la carta de la mòmia per encolomar-li el crim. La solució demana l'art deductiu més fi que es pugui imaginar perquè s'ha de ser capaç de fer casar una mòmia que es converteix home—llop, uns udols que es controlen amb un comandament a distància, una xeringa amb anestèsia i el famós còctel "Silver Bullet". Però les coses encara es compliquen un pèl més perquè ara resulta que l'assassí assegura que ha comès el crim per encàrrec. Per encàrrec de qui? |      |       | |                   |                         |                                                 |
| 374 | 345  | 4     | Confrontació amb l'Organització negra. El misteri dual de la nit de lluna plena (IV) "Kuro no Soshiki to Makkou Shoubu Mangetsu no Yoru no Nigen Misuterii" (黒の組織と真っ向勝負満月の夜の二元ミステリー) Valencià: "Confrontació amb l'Organització dels Homes de Negre. Misteri doble en una nit de lluna plena (4a part)"  | 429-434           | 5 de gener del 2004     | 26 de juliol del 2007 10 d'abril del 2012       |
| "Un secret fa que una dona sigui més bonica..." Amb aquesta frase, la Jodie s'enfronta a la Vermouth, que ha estat esperant el moment de matar l'Ai perquè sap el secret de l'Organització Negra. De fet, resulta que la Jodie és una agent de l'FBI. La Vermouth va matar el seu pare quan era petita, i ella es va fer policia per venjar-ne la mort. Però el més estrany de tot és que per aquesta Vermouth sembla que no passin els anys... Sigui com sigui, els sicaris de la Vermouth fereixen la Jodie, i la Vermouth passa a tenir l'Ai a la seva mercè. Però llavors l'Ai es treu la màscara i... és en Conan! Sí, en Conan que s'havia disfressat perquè ja s'imaginava que l'Ai corria perill. El pla era molt bo, però quan apareix l'autèntica Ai les coses es comencen a torçar... |      |       | |                   |                         |                                                 |
| 375 | 345  | 5     | Confrontació amb l'Organització negra. El misteri dual de la nit de lluna plena (V) "Kuro no Soshiki to Makkou Shoubu Mangetsu no Yoru no Nigen Misuterii" (黒の組織と真っ向勝負満月の夜の二元ミステリー) Valencià: "Confrontació amb l'Organització dels Homes de Negre. Misteri doble en una nit de lluna plena (5a part)"   | 429-434           | 5 de gener del 2004     | 27 de juliol del 2007 11 d'abril del 2012       |
| L'Ai li demana a la Vermouth que la mati només a ella, i la Vermouth hi accedeix però inclou la Jodie al pacte. Per sort, llavors apareix la Ran, que s'havia amagat a la maleta del cotxe de la Jodie, i protegeix l'Ai just a temps. Llavors en Suichi Akai dispara un tret i fereix la Vermouth, que fuig amb el cotxe de la Jodie, agafant en Conan d'ostatge. L'arribada del doctor Agasa salva en Conan, i la Vermouth es posa de seguida en contacte amb en Gin, de l'Organització Negra, i li confessa que creu que en Conan pot ser la "Bala de Plata" que té la capacitat d'eliminar-los a tots i que fa temps que busquen... |      |       | |                   |                         |                                                 |
| 376 | 346  | 6     | A la recerca de la marca del cul (I) "Oshiri no Maaku wo Sagase (Zenpen)" (お尻のマークを探せ(前編) Valencià: "Buscant la marca del cul! (1a part)" | 435-436           | 12 de gener del 2004    | 30 de juliol del 2007 12 d'abril del 2012       |
| L'Ai ja es troba bé del seu refredat, i pot tornar a l'escola. Mentrestant, la Jodie es recupera de la seva ferida a l'hospital. La Ran i la Sonoko la van a veure i totes tres recorden com van salvar l'Ai de la Vermouth. En Conan, l'Ayumi, en Genta i en Mitsuhiko tornen junts cap a casa des de l'escola. Quan l'Ayumi s'acomiada d'ells per seguir sola cap a casa seva, topa amb un home que porta una gavardina i els dos cauen a terra. Resulta que l'home, que fuig de seguida, és un assassí que corria pel barri i, de resultes de la topada, a l'Ayumi li queda un número cinc gravat a la mà. I això no és tot, perquè aviat descobreixen que en Genta... té el mateix número marcat al cul! I... com és que el cotxe de la inspectora Sato té la mateixa marca? |      |       | |                   |                         |                                                 |
| 377 | 347  | 7     | A la recerca de la marca del cul (II) "Oshiri no Maaku wo Sagase (Kōhen)" (お尻のマークを探せ(後編)) Valencià: "Buscant la marca del cul! (2a part)" | 436-437           | 19 de gener del 2004    | 31 de juliol del 2007 13 d'abril del 2012       |
| La policia ha detingut tres sospitosos i l'Ayumi està decidida a reconèixer quin dels tres és l'home amb qui ha topat pel carrer. Els sospitosos són un estudiant, un mecànic i un manyà. Tots tres tenen un model de cotxe com el de l'assassí i... tots tres diuen que n'han perdut la clau, que té un dibuix que correspon a les marques misterioses. Sembla que tots tres poden explicar què feien per aquells volts en aquella hora però... com és que n'hi ha un que assegura que és molt mal conductor i que, en canvi, ha aparcat el cotxe mil·limètricament al costat del de l'altre sospitós? Per què li interessa que no se'n pugui obrir la porta? |      |       | |                   |                         |                                                 |
| 378 | 348  | 8     | L'amor, els fantasmes i el Patrimoni de la Humanitat (I) "Ai to Yuurei to Chikyuu Isan (Zenpen)" (愛と幽霊と地球遺産(前編)) Valencià: "L'amor, el fantasma i el Patrimoni de la Humanitat (1a part)" | Original          | 26 de gener del 2004    | 1 d'agost del 2007 16 d'abril del 2012          |
| En Conan i els seus amics van a visitar un poble que es diu Onizawa, candidat a ser Patrimoni de la Humanitat. Últimament, al poble es parla molt que s'hi ha vist el fantasma d'una nena, però l'amo de l'hostal on s'allotgen, el senyor Nagakura, diu que aquests rumors no són certs. Quan es fa de nit surten tots a fer un tomb pels volts de la casa, i l'Ayumi es perd i veu el fantasma d'una nena petita, la Mami. Resulta que fa molt poc que el fill del senyor Nagakura es va suïcidar perquè l'acusaven d'un robatori, i l'home creu que la nena, que havia estat enamorada del seu fill i va morir de malaltia, apareix per reivindicar-ne la innocència. L'endemà, una figura misteriosa ataca el senyor Nagakura a ganivetades i el deixa greument ferit... |      |       | |                   |                         |                                                 |
| 379 | 349  | 9     | L'amor, els fantasmes i el Patrimoni de la Humanitat (II) "Ai to Yuurei to Chikyuu Isan (Kōhen)" (愛と幽霊と地球遺産(後編)) Valencià: "L'amor, el fantasma i el Patrimoni de la Humanitat (2a part)" | Original          | 2 de febrer del 2004    | 2 d'agost del 2007 17 d'abril del 2012          |
| La gent del poble acusa en Kensako Kawaji de l'assalt de què ha estat víctima el senyor Nagakura, perquè li havia exigit un suborn a canvi d'aconseguir que es designés el poble Patrimoni de la Humanitat. La policia s'afanya a detenir-lo, però llavors en Conan s'assabenta que fins fa un parell de setmanes, la casa del senyor Nagakura era a un altre lloc, i que tenia una forma idèntica a l'actual. En Conan s'adona de seguida que el culpable de l'assalt es va equivocar de casa. L'autèntic culpable va assaltar la joieria amb el fill del senyor Nakamura, després el va matar i va fer veure que s'havia suïcidat. Després va amagar les joies i en el moment de l'assalt havia vingut a recuperar-les. En Conan i els seus amics saben que el culpable finalment s'adonarà de quina és la casa que realment cerca i que hi tornarà entrar de nit. Per tant, només caldrà que l'hi esperin... |      |       | |                   |                         |                                                 |
| 380 | 350  | 10    | El telèfon mòbil descuidat (I) "Wasureta Keitai Denwa (Zenpen)" (忘れた携帯電話(前編)) Valencià: "El telèfon mòbil oblidat (1a part)" | 438-439           | 9 de febrer del 2004    | 3 d'agost del 2007 18 d'abril del 2012          |
| En Kogoro i en Conan són a la cafeteria Poirot, i l'Azusa, una cambrera que hi treballa, li demana a en Kogoro que l'ajudi a trobar el propietari d'un telèfon mòbil que un client s'ha descuidat al local. Li explica que és un home grassonet, que ha demanat una factura del que ha menjat, i que després ha marxat de seguida. L'Azusa ha contestat tres trucades que ha rebut el mòbil extraviat. Quan contesta per tercera vegada, una veu li diu: "Ets la seva amant, oi? Digue-li que s'hi posi, o et mato!" Més tard, la policia de tràfic, entra al cafè amb la factura de l'home grassonet. Resulta que l'home acaba de morir atropellat, i duia aquesta factura i moltes altres al damunt. Entre tots decideixen trucar a la companyia telefònica perquè els faciliti més informació del propietari del telèfon i de les trucades que havia rebut al mòbil. Al cap d'una estona, el telèfon torna a sonar... |      |       | |                   |                         |                                                 |
| 381 | 351  | 11    | El telèfon mòbil descuidat (II) "Wasureta Keitai Denwa (Kōhen)" (忘れた携帯電話(後編)) Valencià: "El telèfon mòbil oblidat (2a part)" | 439-440           | 16 de febrer del 2004   | 6 d'agost del 2007 19 d'abril del 2012          |
| La companyia telefònica els informa dels llocs des d'on el mòbil ha rebut les tres últimes trucades: un telèfon públic d'una estació de tren, una botiga d'esports i un restaurant que es diu Colombo. En Conan dedueix que el propietari del mòbil s'ha equivocat de local perquè els dos tenen nom de detectius: volia anar al Colombo i ha anat al Poirot. El cuiner del cafè Colombo els diu que un dels seus clients habituals li ha preguntat si algú li havia donat un telèfon mòbil perdut. De fet... què són les estranyes xifres que hi ha al mòbil? Si no tenen forma de números de telèfon... quina informació molt valuosa guarden? Serà capaç de lligar tots els caps, aquest cop, en Conan? |      |       | |                   |                         |                                                 |
| 382 | 352  | 12    | La tragèdia del torneig de pesca (I) "Fisshingu Taikai no Higeki (Zenpen)" (フィッシング大会の悲劇(前編)) Valencià: "La tragèdia del torneig de pesca (1a part)" | Original          | 23 de febrer del 2004   | 7 d'agost del 2007 23 d'abril del 2012          |
| En Conan i tots els altres participen en un torneig de pesca de llobarros organitzat per l'empresa del pare de la Sonoko. La Soari, la campiona de l'any passat, els fa de consellera, però tot i això no tenen gens de sort amb la pesca. Al vespre, a l'hostal on s'estan, coneixen en Funaki, un escriptor free-lance, i en Masubuchi, el favorit per proclamar-se campió aquest any. Poc després, en Conan surt a fer un tomb i els veu discutint acaloradament. Quan torna a l'hostal, veu a la paret el retrat d'un peix enorme que havia pescat en Kensuke Kanie, un pescador que va morir uns sis mesos abans. I l'endemà, justament, en Funaki apareix mort d'un cop al cap exactament al mateix lloc on va aparèixer mort en Kensuke Kanie. En Conan dedueix que no es tracta d'una coincidència sinó de dos assassinats molt ben planejats... |      |       | |                   |                         |                                                 |
| 383 | 353  | 13    | La tragèdia del torneig de pesca (II) "Fisshingu Taikai no Higeki (Kōhen)" (フィッシング大会の悲劇(後編)) Valencià: "La tragèdia del torneig de pesca (2a part)" | Original          | 1 de març del 2004      | 8 d'agost del 2007 24 d'abril del 2012          |
| En Funaki -la víctima- i el senyor Masubuchi havien discutit el dia abans a grans crits. En Masubuchi, per tant, és sospitós però... de moment, és el guanyador del torneig d'aquest any! La Saori, per cert, ha quedat en segon lloc. La Sonoko, mentrestant, ha deduït que en Funaki no ha mort al lloc on l'han trobat. Una càmera de fotografies amb un rodet per revelar, un tren de muntanya i una taca negra a l'armilla de la víctima porten a la resolució del cas. I... pot ser que així també es resolgui el crim comès sis mesos abans? |      |       | |                   |                         |                                                 |
| 384 | 354  | 14    | El petit client (I) "Chiisana Iraisha (Zenpen)" (小さな依頼者(前編)) Valencià: "El client menut (1a part)" | 401-402           | 8 de març del 2004      | 9 d'agost del 2007 25 d'abril del 2012          |
| El popular actor infantil Kazuki Kinukawa va a l'agència de detectius perquè l'ajudin a trobar l'Atsuko, la seva mare. Gràcies a les postals que ha rebut en Kazuki, en Conan dedueix que la dona deu ser en una pensió d'Atami. Ah, i en Kazuki recorda una cosa de la seva mare: tenia una piga al pit. Un cop arriben a la pensió, hi troben el periodista Yasuhiro Kamoshita, que vol fer-se la barba d'or escrivint un article sobre la mare d'en Kazuki. Però no podrà pas fer-ho perquè... al cap de ben poc el troben mort, escanyat amb una corda a la banyera de la seva habitació. Al seu telèfon mòbil hi troben una fotografia feta en el moment del crim. Només es veu el pit d'una dona... que hi té una piga! |      |       | |                   |                         |                                                 |
| 385 | 355  | 15    | El petit client (II) "Chiisana Iraisha (Kōhen)" (小さな依頼者(後編)) Valencià: "El client menut (2a part)" | 402-403           | 15 de març del 2004     | 10 d'agost del 2007 26 d'abril del 2012         |
| Les sospitoses de l'assassinat del periodista són les tres cambreres de l'establiment, la Mitsu, la Toshiko i la Tomoe. Les tres tenen una piga... però a un lloc diferent del de la foto del mòbil! A més, resulta que el senyor Kamoshita havia llogat una cinta de vídeo que, segons en Conan, ha estat l'arma del crim. Però com es pot assassinar algú amb una cinta de vídeo? I, com és, que mirant-ho bé, la piga de la foto és... vermella? I com pot ser que, al mateix resoldre el crim, es descobreixi qui és la mare d'en Kazuki? |      |       | |                   |                         |                                                 |
| 386 | 356  | 16    | El prodigiós caminar aeri d'en Kaito Kid (I) "Kaitō Kiddo no Kyoui Kuuchuu Hokō" (怪盗キッドの驚異空中歩行) Valencià: "El maravellós passeig aeri de Kaito Kid (1a part)" | 453-456           | 12 d'abril del 2004     | 13 d'agost del 2007 30 d'abril del 2012         |
| Un tiet de la Sonoko, en Jirokichi Suzuki, és assessor del Consorci Financer Suzuki. És un home que ho ha tingut tot a la vida, però li falta una cosa: enxampar en Kaito Kid, un lladre habilíssim que sempre li ha robat els titulars de premsa. Per això, ha posat una magnífica deessa daurada a la teulada del seu museu i ha fet saber a en Kaito Kid que si la vol, vagi a cercar-la. En Kaito Kid li contesta que hi anirà i s'hi presenta... surant a l'aire! Però en Jirokichi activa un mecanisme de seguretat per protegir la deessa, i en Kaito Kid assegura que tornarà l'endemà a la nit... |      |       | |                   |                         |                                                 |
| 387 | 356  | 17    | El prodigiós caminar aeri d'en Kaito Kid (II) "Kaitō Kiddo no Kyoui Kuuchuu Hokō" (怪盗キッドの驚異空中歩行) Valencià: "El maravellós passeig aeri de Kaito Kid (2a part)" | 453-456           | 12 d'abril del 2004     | 14 d'agost del 2007 30 d'abril del 2012         |
| L'endemà a la nit, a l'hora anunciada, en Kaito Kid apareix surant entre els edificis un altre cop! En Jirochi s'espanta tant, que torna a guardar la deessa a dins del museu i en fa apagar tots els llums. Però en Kaito Kid és molt llest: ha trobat la disfressa perfecta per passar desapercebut de tothom... menys d'en Conan. Un cop resolt el misteri, serà possible que el pobre Jirochi també es quedi sense titulars, però aquest cop perquè els hi ha robat en Conan? |      |       | |                   |                         |                                                 |
| 388 | 357  | 18    | L'amant és una il·lusió de la primavera "Koibito wa Haru no Maboroshi" (恋人は春のまぼろし) Valencià: "L'amant és una il·lusió de la primavera" | Original          | 19 d'abril del 2004     | 15 d'agost del 2007 2 de maig del 2012          |
| En Conan i la Ran es troben la Sachiko, que els explica que ha sortit a comprar sopar perquè al vespre rebrà la visita del seu nòvio. L'endemà, apareix morta al seu pis, i la policia de seguida conclou que el nòvio ha estat l'assassí. En Conan i la Ran comencen a investigar i descobreixen que el nòvio de la Sachiko només l'anava a veure el dia 25 de cada mes. Quin significat especial tenia aquesta data? Com és que ni la millor amiga de la Sachiko sabia que tenia nòvio? I com és que només la Sachiko es va menjar el seu sopar i el plat del convidat estava intacte? |      |       | |                   |                         |                                                 |
| 389 | 358  | 19    | Cinquè episodi de la història d'amor dels policies (I) "Honchō no Keiji Koimonogatari 5 (Zenpen)" (本庁の刑事恋物語5(前編))) Valencià: "Cinquè episodi de la història d'amor entre detectius (1a part)" | 404-405           | 26 d'abril del 2004     | 16 d'agost del 2007 2 de maig del 2012          |
| L'inspector Takagi i la inspectora Sato han quedat per passar el dia a Marine Land. Ell porta un anell a la seva motxilla perquè vol aprofitar la sortida per proposar-li a la Sato que es casin. La relació ha fet posar molt gelosos els altres oficials, i tots han fet cap a Marine Land per vigilar la parella! De sobte, en Takagi s'adona que li han canviat la motxilla i que en la que porta ara... hi ha una bossa amb heroïna! De moment, en Conan -que era al parc convidat per l'inspector Shiratori- només pot deduir que la motxilla és d'un esportista que, a més, és esquerrà... |      |       | |                   |                         |                                                 |
| 390 | 359  | 20    | Cinquè episodi de la història d'amor dels policies (II) "Honchō no Keiji Koimonogatari 5 (Kōhen)" (本庁の刑事恋物語5(後編)) Valencià: "Cinquè episodi de la història d'amor entre detectius (2a part)" | 405-406           | 3 de maig del 2004      | 17 d'agost del 2007 3 de maig del 2012          |
| El parc de Marine Land s'omple de gent que vol veure l'espectacle de focs artificials. L'home que porta la motxilla de l'inspector Takagi (pensant-se que és la motxilla plena d'heroïna), seu a veure l'espectacle, i al seu costat seu... l'Asakichi Yakura, un delinqüent molt cercat per la policia. La inspectora Sato se li llença al damunt, però el sospitós aconsegueix fugir. La inspectora el segueix, però quan veu l'atracció de la gran roda queda paralitzada: ha recordat l'inspector Matsuda, que va morir en l'explosió d'una gran roda com aquella. Entre en Conan i en Takagi, però, acaben aturant en Yakura. La motxilla, mentrestant, ha caigut al mar, i l'anell s'ha perdut. Li farà igualment l'oferta de matrimoni, l'inspector Takagi a la inspectora Sato? |      |       | |                   |                         |                                                 |
| 391 | 360  | 21    | El misteriós escarabat de la primavera "Fushigi na Haru no Kabutomushi" (不思議な春のかぶと虫) Valencià: "El misteriós escarabat de la primavera" | Original          | 10 de maig del 2004     | 20 d'agost del 2007 3 de maig del 2012          |
| En Genta convida en Conan, l'Ayumi i en Mitsihiko a visitar una botiga d'animals, però quan hi fan cap, la troben tancada. Un client que arriba en aquell moment, diu que ahir va trucar l'amo i li va prometre que avui hi seria. Quan obren la persiana troben l'amo, en Shirai, mort a dins de l'establiment. De seguida descobreixen que han d'anar al museu d'insectes de Gunam perquè en Shirai hi havia estat el dia abans. Un cop allà, hi coneixen un empleat, en Yutaka Araki, un investigador dels escarabats, en Saburo Hamana i un periodista d'una revista d'insectes, en Takashi Ishida. Tots ells tenen coartada, però la temperatura del cos de Shirai és excessivament baixa. Hi podria tenir a veure el vehicle refrigerat amb què es transporten els escarabats del museu? A qui beneficia que l'hora de la mort sembli anterior a la de debò? |      |       | |                   |                         |                                                 |
| 392 | 361  | 22    | La història de fantasmes de l'institut Teitan (I) "Teitan Koukō Gakkou Kaidan (Zenpen)" (帝丹高校学校怪談(前編)) Valencià: "La història de fantasmes de l'institut Teitan (1a part)" | 457-458           | 17 de maig del 2004     | 21 d'agost del 2007 12 de setembre del 2012     |
| A l'institut de Teitan, on va la Ran, tothom està espantat perquè diuen que hi ha un fantasma. Asseguren que és l'esperit de l'Hosaka, un noi que fa uns dos anys va caure per les escales i es va matar. I és cert que passen coses estranyes: un dia troben el pupitre de l'Hosaka al gimnàs, un altre dia els llibres que havia demanat a la biblioteca apareixen fora dels prestatges i, per acabar-ho d'adobar, el pupitre torna a aparèixer a fora de l'Institut amb un paper que diu: "el meu rancor encara no ha desaparegut". Tot i que el terra és ple de fang a causa de la pluja, al voltant del pupitre no hi ha cap petjada sospitosa. Potser sí, que es tracta un fantasma, al capdavall. Però en Conan té una idea per enxampar el possible responsable del muntatge... |      |       | |                   |                         |                                                 |
| 393 | 362  | 23    | La història de fantasmes de l'institut Teitan (II) "Teitan Koukō Gakkou Kaidan (Kōhen)" (帝丹高校学校怪談(後編)) Valencià: "La història de fantasmes de l'institut Teitan (2a part)" | 458-459           | 24 de maig del 2004     | 22 d'agost del 2007 13 de setembre del 2012     |
| Tot el que ha passat a l'Institut Teitan és molt estrany, però en Conan de seguida n'identifica tres possibles sospitosos. Són en Kunishige, un amic de la Kazumi que és a la infermeria, en Maso, que dibuixa a la sala d'art i la mateixa Kazumi. Qui va posar, doncs, el pupitre a fora mentre plovia i va aconseguir no deixar cap petjada? I com és que el paper amb la frase "el meu rancor encara no ha desaparegut", no s'havia mullat gens ni mica? La Sonoko troba la clau de cas: només cal veure quin dels tres sospitosos porta un paraigua regalimant d'aigua... |      |       | |                   |                         |                                                 |
| 394 | 363  | 24    | Els corbs de la ciutat "Tokai no Karasu" (都会のカラス) Valencià: "Els corbs de la ciutat" | Original          | 7 de juny del 2004      | 23 d'agost del 2007 13 de setembre del 2012     |
| Mentre van cap a l'escola, l'Ayumi, en Conan i en Genta passen per davant d'uns pisos on hi ha hagut un assassinat. Una dona gran que vivia sola, ha mort perquè li ha caigut un test al cap. La policia diu... que ho han fet uns corbs! Curiosament, els veïns anomenaven la senyora "l'àvia corb", perquè sempre anava vestida de negre i no parava de remenar les escombraries. I és cert que ho feia, perquè una vegada hi havia trobat un bitllet de loteria que va resultar premiat! En Conan fa les seves deduccions i... com pot ser que la veïna del pis de sobre, una noia d'allò més amable, resulti sospitosa? |      |       | |                   |                         |                                                 |
| 395 | 364  | 25    | Un cas de sincronicitat (I) "Shinkuronishiti Jiken (Zenpen)" (シンクロニシティ事件(前編)) Valencià: "Un cas de sincronicitat (1a part)" | Original          | 14 de juny del 2004     | 24 d'agost del 2007 14 de setembre del 2012     |
| En Shoichiro Hitomi, un home a qui el detectiu Kogoro seguia la pista, cau per la finestra d'un hotel on justament en Conan i la Ran dinen aquell dia. Resulta que aquell home ha caigut per la finestra perquè perseguia la Kaoru Minamizato, una dona que acabava d'arribar a l'hotel. Mentre en Conan comença a investigar el cas, a la televisió donen una notícia increïble: el germà bessó d'en Soichiro, en Takehiko, ha estat trobat mort al seu pis precisament a la mateixa hora que ha mort en Shoichiro! Es podria tractar d'un cas de sincronicitat, de la coincidència en el temps de dos fenòmens sense relació directa? |      |       | |                   |                         |                                                 |
| 396 | 365  | 26    | Un cas de sincronicitat (II) "Shinkuronishiti Jiken (Kōhen)" (シンクロニシティ事件(後編)) Valencià: "Un cas de sincronicitat (2a part)" | Original          | 21 de juny del 2004     | 27 d'agost del 2007 14 de setembre del 2012     |
| La Kaoru, la noia a qui perseguia en Shoichiro -l'home mort en caure per la finestra- estava a punt de casar-se amb en Manabu Anzai, un home que va desaparèixer sobtadament de la seva vida. El dia de la seva mort, en Shoichiro li havia dit que trobaria un paquet de l'Anzai a la recepció de l'hotel. Però com és que no hi havia cap paquet? I per què en Shoichiro va atacar la Kaoru si no la coneixia de res? Pot ser que dos assassins diferents s'hagin posat d'acord per intercanviar-se els crims? |      |       | |                   |                         |                                                 |
| 397 | 366  | 27    | La tragèdia a l'escullera de mar endins (I) "Marumie Futō no Sangeki (Zenpen)" (丸見え埠頭の惨劇(前編)) Valencià: "La tragèdia del mol invisible (1a part)" | 460-461           | 28 de juny del 2004     | 28 d'agost del 2007 17 de setembre del 2012     |
| En Conan va a pescar amb el doctor Agasa i la seva colla d'amics a una escullera. Allà fan amistat amb la Shirane, l'Ejiri i en Kanetani, que són membres d'un club universitari de pesca. La Shirane -que és filla de pescadors- fa una aposta amb l'Ai i els altres, a veure qui pescarà més durant tot el dia, i de seguida tots s'hi posen de valent. L'Eijiri, però, no participa a la juguesca i se'n va a pescar al seu lloc de sempre, que queda força apartat. Al final del dia, quan van a cercar l'Eijiri, sembla que s'hagi adormit. L'Eijiri? Impossible que s'adormi pescant! |      |       | |                   |                         |                                                 |
| 398 | 367  | 28    | La tragèdia a l'escullera de mar endins (II) "Marumie Futō no Sangeki (Kōhen)" (丸見え埠頭の惨劇(後編)) Valencià: "La tragèdia del mol invisible (2a part)" | 461-462           | 5 de juliol del 2004    | 29 d'agost del 2007 17 de setembre del 2012     |
| Resulta que algú ha enverinat l'Eijiri però gràcies als primers auxilis que li proporciona en Conan, aconsegueixen salvar-li la vida. Ara se sap que la Shirane es va divorciar de l'Eijiri fa tres anys, per motius molt poc clars. Pot ser que algú hagi intentat enverinar l'Eijiri amb el menjar? No pot ser, perquè en Conan li ha fet la respiració boca a boca, i també hauria patit els efectes del verí. Per tant, el verí no li ha entrat per la boca. Quina és la millor manera d'enverinar un pescador? I qui pot haver tingut interès a posar fi a la vida de l'Eijiri? |      |       | |                   |                         |                                                 |
| 399 | 368  | 29    | La bruixa de la caseta de xocolata "Majo ga Sumu Okashi no Ie" (魔女が棲むお菓子の家) Valencià: "La bruixa de la casa de xocolate" | Original          | 12 de juliol del 2004   | 30 d'agost del 2007 18 de setembre del 2012     |
| La Sonoko porta en Conan i la Ran a un museu de llaminadures i pastissos. Els pastissers que hi fan les seves especialitats són en Takehi Maeda, en Hatao Fujino i la Tomomi Morimoto. La cap del grup és la senyora Sachiko que.. durant un dels descansos de la feina apareix morta al terra de la cuina! Els tres pastissers tenen motius per haver comès el crim: deutes, discussions, ànsies d'independitzar-se... Però l'arma del crim no apareix per enlloc. On la deu haver amagat, l'assassí? La Sonoko assegura que el crim s'ha comès amb un tronc de xocolata. Però... de debò es pot matar algú amb una cosa tan tova? |      |       | |                   |                         |                                                 |
| 400 | 369  | 30    | El suspens d'un home afortunat "Tsuiteru Otoko no Sasupensu" (ツイてる男のサスペンス) Valencià: "El misteri del home afortunat" | Original          | 19 de juliol del 2004   | 31 d'agost del 2007 18 de setembre del 2012     |
| Últimament, el doctor Makoto Owada té una sort increïble: guanya tota mena de premis, loteries i rifes, i no para de trobar diners i monedes d'or per tot arreu. De fet, està tenint tantíssima sort, que la gent li comença a tenir molta enveja. Tanta enveja, que potser algú acabarà volent-li fer alguna mala passada... Però en Conan i els seus amics investiguen el cas, i descobreixen que el doctor Owada té una relació excel·lent amb tots els seus pacients i coneguts. Qui pot tenir interès a perjudicar doctor Owada? Com és que una dona alta i prima s'ha fet passar per la seva dona a diversos llocs? És tan afortunat com sembla, el doctor Owada? |      |       | |                   |                         |                                                 |
| 401 | 370  | 31    | El videojoc fugitiu "Nigemawaru Geemu Sofuto" (逃げ回るゲームソフト) Valencià: "El videojoc fugitiu" | Original          | 26 de juliol del 2004   | 3 de setembre del 2007 19 de setembre del 2012  |
| En Conan, en Genta, l'Ayumi i en Mitshuhiko van a la seu de l'empresa que ven el famós videojoc "Gadlin". En Genta vol saber alguna cosa de la segona part del joc, que està a punt sortir al mercat i l'hi pregunta a la Yukari, la noia que és al taulell de recepció. La noia no li explica res, però llavors en Genta li demana si pot anar al lavabo, es despista, i acaba entrant per error al despatx del director de l'empresa. I allà hi troba el disc amb el joc "Gadlin 2"! O això és el que sembla, perquè en realitat el que hi ha en aquell disc són unes imatges d'una discussió entre el productor del joc, en Norikazu Michiba, i en Shijini Kobayashi, el creador de la idea, que ha mort assassinat. En Genta es penedeix d'haver-se endut el disc sense voler, i decideix tornar-lo al despatx del director. Podrà més la seva curiositat, però, i acabarà descobrint les imatges comprometedores amagades al disc del videojoc? |      |       | |                   |                         |                                                 |
| 402 | 371  | 32    | La ruta del silenci (I) "Mono Iwanu Kouro (Zenpen)" (物言わぬ航路(前編)) Valencià: "La ruta del silenci (1a part)" | 463-464           | 9 d'agost del 2004      | 4 de setembre del 2007 19 de setembre del 2012  |
| En Kogoro explica a la Ran i a en Ranma que l'endemà l'entrevistaran en un programa de televisió a Naha, juntament amb en Toshizo Nose, una estrella del beisbol. L'endemà ben d'hora, doncs, els tres agafen un vol cap a Naha. A l'avió, a la Ran li cauen les pilotes que porta perquè les hi firmi en Nose, i un home misteriós que porta una gorra i unes ulleres de sol l'ajuda a recollir-les. En Masaharu Motoyama, que també va ser una figura de l'esport, i és el millor amic d'en Nose, va cap a Naha en un altre vol. Un cop a Naha, en Conan, la Ran i en Kogoro es dirigeixen cap a l'hotel on s'allotja en Nose, i allà reben la notícia que acaba de morir apunyalat mentre feia jogging. En Conan sospita d'en Motoyama, el millor amic de la víctima, però l'home té una coartada perfecta... |      |       | |                   |                         |                                                 |
| 403 | 372  | 33    | La ruta del silenci (II) "Mono Iwanu Kouro (Kōhen)" (物言わぬ航路(後編)) Valencià: "La ruta del silenci (2a part)" | 464-465           | 16 d'agost del 2004     | 5 de setembre del 2007 20 de setembre del 2012  |
| En Motoyama no pot haver estat l'assassí d'en Nose perquè té una coartada perfecta. Però en Conan no es deixa impressionar per les "coartades perfectes", tot i que aquest cop serà en Kogoro qui faci les deduccions per descobrir el criminal. Tenia algun motiu, en Motoyama, per odiar en Nose? Com és que la prometedora carrera de beisbol que tothom augurava a en Motoyama es va veure estroncada? I qui era el misteriós home de la gorra i les ulleres que va agafar les pilotes de tenis de la Ran a l'avió? Podrà fer encaixar totes les peces, en Kogoro? |      |       | |                   |                         |                                                 |
| 404 | 373  | 34    | El parany de l'aranya verinosa "Moudoku Kumo no Wana" (猛毒蜘蛛の罠) Valencià: "La trampa de l'aranya verinosa" | Original          | 23 d'agost del 2004     | 6 de setembre del 2007 20 de setembre del 2012  |
| En Tohru Itokawa, un veí d'en Mitshuhiko, és un professor ajudant universitari que fa una recerca sobre les aranyes. En Yoshiki Urazaki, un amic seu, és un enamorat de les aranyes verinoses i en té una col·lecció enorme. Però el gran expert del món de les aranyes és el professor Shinno. O més ben dit, ho era, perquè justament l'ha picat una aranya verinosa, i quan ha corregut a cercar l'antídot del verí, s'ha trobat que algú se l'havia endut i no ha pogut salvar la vida. Qui podria tenir interès a matar un expert en aranyes? I com és que el professor Shinno ha mort justament en el moment que en Tohru, el seu assistent, li feia una trucada? I què hi té a veure en tot plegat la Miwa, una periodista que havia de fer una entrevista al professor per una revista d'aranyes aquell mateix dia? |      |       | |                   |                         |                                                 |
| 405 | 374  | 35    | El codi dels estels i del tabac (I) "Hoshi to Tabako no Angō (Zenpen)"(星と煙草の暗号(前編)) Valencià: "El codi de les estreles i el tabac (1a part)" | 466-467           | 13 de setembre del 2004 | 7 de setembre del 2007 21 de setembre del 2012  |
| En Conan i els membres de la Lliga de Detectius Júnior (l'Ayumi, en Genta i en Mitsuhiko) i el doctor Agasa van a mirar les estrelles a la pensió d'en Ryoji Amatsuchi. Quan hi arriben, hi troben tres persones que hi han estat convocades per l'Asao Kono, un home que fa més d'un any que va desaparèixer. Aquestes tres persones són l'Etsuko Nonomiya (la nòvia d'en Kono), en Heihachi Mikami, (editor d'una revista d'astronomia) i en Hajime Futagawa, que treballa a les ordres d'en Mikami. Conan i els altres van cap al bosc que hi ha darrere de la pensió a mirar les estrelles, però hi troben... una calavera! Entre tots dedueixen que es tracta d'en Kono, i que uns cigarrets que hi ha escampats a terra representen un últim missatge que va deixar abans de morir. Segurament, es tracta de les inicials de l'assassí. Però com serà possible reconstruir a quines inicials feien referència? I... si en Kono és mort, qui ha convocat les tres persones a la pensió? |      |       | |                   |                         |                                                 |
| 406 | 375  | 36    | El codi dels estels i del tabac (II) "Hoshi to Tabako no Angō (Kōhen)" (星と煙草の暗号(後編)) Valencià: "El codi de les estreles i el tabac (2a part)" | 468-469           | 20 de setembre del 2004 | 10 de setembre del 2007 21 de setembre del 2012 |
| En Conan i els seus amics s'han quedat aïllats a la pensió on intenten resoldre el cas de la mort d'en Kono, perquè algú ha punxat les rodes de tots els cotxes de l'aparcament, i ha arrencat el cable del telèfon. Quan veuen que la Nonomiya, la nòvia d'en Kono, se'n va cap al bosc, en Conan i els altres la segueixen... i troben en Futugawa (l'ajudant d'en Mikami, el director de la revista d'astronomia), mort damunt de l'herba. Com podran resoldre aquest cas si estan incomunicats? L'Ai té una idea: farà veure que té un atac d'apendicitis. L'Amatsuchi, l'amo de la pensió, de seguida connecta el telèfon per avisar una ambulància, i tots pensen que això delata que ell és l'assassí. Però... segur que és ell, l'assassí? |      |       | |                   |                         |                                                 |
| 407 | 376  | 37    | Temps límit: les 15 hores "Taimu Rimitto wa Juugo-ji!" (タイムリミットは15時!) Valencià: "Temps límit: Les tres en punt!" | Original          | 4 d'octubre del 2004    | 12 de setembre del 2007 24 de setembre del 2012 |
| En Conan se'n va de càmping amb la Ran, el doctor Agasa i els membres de la Lliga de Detectius Júnior. Al càmping hi troben una parella, l'Horikoshi i la Misa, que estan muntant la tenda a sota d'un gran arbre, i que no paren de discutir. Al final, la parella se'n va, i en Conan i companyia aprofiten l'espai lliure per plantar-hi una tenda. La Ran -que ha passat la nit anterior en blanc- s'hi queda adormida de seguida. A l'hora de sopar, la Ran no apareix per enlloc perquè resulta que... l'han segrestat! Immediatament, els seus amics avisen la policia que, al cap de molt poc, troba un cotxe accidentat amb un home inconscient a l'interior. Al mòbil de l'home, hi ha un missatge a mig escriure: "La noia morirà a les tres de la tarda. Dona'm els diners que m'has promès". És la Ran, aquesta noia? Què té a veure amb tot plegat l'estranya parella que discutia al càmping? I... es pot evitar que les comportes d'un pantà s'obrin a l'hora programada? |      |       | |                   |                         |                                                 |
| 408 | 377  | 38    | El viatge per resoldre el misteri de Momotarou (I) "Momotarō Nazotoki Tsuaa (Zenpen)" (桃太郎謎解きツアー(前編)) Valencià: "El viatge per resoldre el misteri de Momotaro (1a part)" | Mystery Tour 2004 | 11 d'octubre del 2004   | 13 de setembre del 2007 24 de setembre del 2012 |
| El doctor Agasa porta en Conan, l'Ayumi, en Mitsuhiko i en Genta de viatge a Kurashiki per estudiar-hi història antiga del Japó. Allà hi coneixen cinc persones, en Anoto Momoi, la Yayoi Kijima, en Kengo Saruwatari, la Seiko Inui i en Mamoru Onitsura. Resulta, que aquestes cinc persones, fa 15 anys van representar junts l'obra "La llegenda de Momotaro", i els seus noms representen, justament, els personatges de la història: en Momotaro, el camperol, el mico, el gos i l'ogre. La Seiko treu a la conversa el nom d'un noi, en "Shunya", i en Conan observa encuriosit la reacció incòmoda del grup. Al cap d'una estona, mentre en Conan i companyia naveguen pel riu, troben un préssec, que en realitat és una mena de capsa que conté cinc codis. Immediatament es posen a resoldre els codis i després de resoldre el tercer arriben a un lloc on hi ha... el cadàver de la Seiko! En Conan té clara una cosa: si resolen els dos codis que falten, trobaran l'assassí. |      |       | |                   |                         |                                                 |
| 409 | 378  | 39    | El viatge per resoldre el misteri de Momotarou (II) "Momotarō Nazotoki Tsuaa (Kōhen)" (桃太郎謎解きツアー(後編)) Valencià: "El viatge per resoldre el misteri de Momotaro (2a part)" | Mystery Tour 2004 | 18 d'octubre del 2004   | 14 de setembre del 2007 25 de setembre del 2012 |
| En Conan ha de desxifrar els dos codis que queden, i trobar les càpsules del temps enterrades fa 15 anys per la colla d'amics que van representar junts "La llegenda de Momotaro". Fa 15 anys, els 5 membres del grup que van fer la representació van posar en una càpsula del temps coses que trobaven valuoses. Després, es van intercanviar les càpsules, i cadascú les va enterrar pel seu compte. Els membres de la Lliga de Detectius Júnior les han desenterrat per resoldre el misteri de l'assassinat de la Seiko, i la veritat és que... si a totes les càpsules hi han trobat una nota, com és que a la càpsula d'en Momoi no n'hi ha cap? I què hi té a veure amb tot plegat la mort fa quinze anys d'en Shunya, el noi que la Seiko va recordar en una conversa amb en Conan? Quina relació tenien, en realitat, en Momoi i en Shunya? |      |       | |                   |                         |                                                 |
| 410 | 379  | 40    | El cas del dimoni del kimono a la foscor de les termes nevades (I) "Hitō Yuki Yami Furisode Jiken (Zenpen)" (秘湯雪闇振袖事件(前編)) Valencià: "El cas del dimoni del kimono (1a part)" | Original          | 25 d'octubre del 2004   | 17 de setembre del 2007 25 de setembre del 2012 |
| En Conan, la Ran i en Kogoro visiten un hotel que té unes termes. A cada habitació hi penja un quimono preciós. Es tracta d'un costum del poble dels volts, on la gent venera l'esperit del quimono com si fos una divinitat protectora. Però l'Eri Akechi, una escriptora de novel·les romàntiques que també s'allotja a l'hotel, explica a en Conan que originàriament, l'esperit del quimono es deia "el dimoni del quimono", i era una deïtat venjativa. La gent del poble creu que si fan una visita al santuari i hi deixen una nina de paper, "el dimoni del quimono" es venjarà en nom d'ells. Una altra de les persones que s'estan a l'hotel és la Harumi Fukatsu, una cantant i compositora. Després de sopar, la Harumi li explica a en Kogoro que fa cinc anys, una amiga seva, la Sakurako, es va suïcidar perquè la van acusar falsament de ser traficant de drogues, i li demana a en Kogoro que descobreixi si l'Asuka i l'Ema -dues filles de molt bona família que acompanyen la Harumi a l'hotel- no eren en realitat les traficants. Però la investigació no pot ni començar perquè l'Asuka i l'Ema apareixen mortes i envoltades de quimonos. La gent dels volts diuen que ha estat la maledicció del "dimoni del quimono". Però potser hi ha algú que nosaltres coneixem molt bé que té una altra teoria... |      |       | |                   |                         |                                                 |
| 411 | 380  | 41    | El cas del dimoni del kimono a la foscor de les termes nevades (II) "Hitō Yuki Yami Furisode Jiken (Kōhen)" (秘湯雪闇振袖事件(後編)) Valencià: "El cas del dimoni del kimono (2a part)" | Original          | 1 de novembre del 2004  | 18 de setembre del 2007 26 de setembre del 2012 |
| En Conan observa que les petjades d'una de les víctimes, l'Ema, al voltant del santuari són massa poc fondes. Sembla que la Harumi és l'única persona sospitosa del doble crim, però hi ha un detall importatíssim que no sap ningú: la Sakurako, la noia morta cinc anys abans, tenia una germana que no havia viscut mai amb ella perquè després de la mort dels seus pares en un incendi, les dues noies havien estat adoptades per diferents famílies. Qui és, aquesta germana desconeguda que també podria tenir un motiu per la venjança? I com s'ho manegarà en Conan per desemmascarar-la? |      |       | |                   |                         |                                                 |
| 412 | 381  | 42    | Qui fa les deduccions? (I) "Docchi no Suiri Shō (Zenpen)" (どっちの推理ショー(前編)) Valencià: "El duel de deduccions (1a part)" | 441-442           | 8 de novembre del 2004  | 19 setembre del 2007 26 de setembre del 2012    |
| En Heiji Hattori i la Kazuha Tohyama, d'Osaka, visiten en Kogoro i la Ran. Els dos visitants volen convidar el pare i la filla, però no es posen d'acord si ha de ser a un partit de beisbol o a una representació de teatre. Per solucionar la disputa, en Kogoro proposa que qui guanyi un duel de deduccions serà qui decideixi l'espectacle que vagin a veure. Es tracta de solucionar el misteri de l'assassinat d'en Kenji Tsujiya, un propietari d'una fàbrica de joguines, mort ja fa un mes. L'assassí el va lligar a la cadira i el va matar a cops de pal de golf. Al despatx del senyor Tsujiya tot està encara com després del crim, i en Conan i tota la colla hi van a investigar. Al voltant del cadàver van aparèixer quatre cubs de fusta amb una de les cares tacades de tinta i en Heiji dedueix que contenen un últim missatge que va deixar la víctima abans de morir. Els quatre empleats sospitosos tenen coartades poc sòlides. El cas sembla molt embolicat, i amb poques pistes. Qui guanyarà el duel de deduccions? |      |       | |                   |                         |                                                 |
| 413 | 382  | 43    | Qui fa les deduccions? (II) "Docchi no Suiri Shō (Kōhen)" (どっちの推理ショー(後編)) Valencià: "El duel de deduccions (2a part)" | 443-444           | 15 de novembre del 2004 | 20 de setembre del 2007 27 de setembre del 2012 |
| Cadascun dels quatre sospitosos de l'assassinat del senyor Kenji Tsujiya, director d'una fàbrica de joguines, té una obsessió estranya. L'Aiko, la comptable, els guants. En Hasami, el comercial, les ulleres de sol. En Nakagami's, el planificador, les gorres. I l'Iwatomi, el vicepresident, les sabates de golf. La Kazuha dedueix que el missatge dels cubs de fusta és clar: es tracta del nom del vicepresident, el senyor Iwatomi i per tant, ell és el culpable del crim. Però en aquell moment arriba un trucada que deixa clar que el senyor Iwatomi tenia una coartada perfecta. Com és, doncs, que la víctima va identificar el senyor Iwatomi si és impossible que ell sigui l'assassí? Encara s'embolica més, el cas? Qui guanyarà finalment aquest apassionant joc de deduccions? |      |       | |                   |                         |                                                 |
| 414 | 383  | 44    | El miracle del Koshien! No et rendeixis mai al diable invisible (I) "Koushien no Kiseki! Mienai Akuma ni Makezu Kirai" (甲子園の奇跡!見えない悪魔に負けず嫌い) Valencià: "Amenaça a l'estadi Koshien! El desafiament del demoni invisible (1a part)"                                                                           | 445-449           | 13 de desembre del 2004 | 21 de setembre del 2007 27 de setembre del 2012 |
| El Koshien és l'estadi on els jugadors de beisbol dels instituts de tot el país competeixen per demostrar les seves habilitats i la seva força. El partit de la final d'aquest any, enfronta els instituts d'Ohgane i Kohnan, i en Conan i tota la colla, en Kogoro, la Ran, en Heiji i la Kazuha, han anat a l'estadi a presenciar-la. Quan ja fa una estona que estan mirant el partit, en Conan troba un telèfon mòbil a terra. És d'un home que s'identifica com "el dimoni del Koshien". L'home els diu que quan s'acabin la tercera, la sisena i la novena entrada, trucarà a tres telèfons mòbils que ha deixat a diferents llocs de l'estadi. Si en Conan i els seus amics reuneixen els tres telèfons mòbils abans que s'acabi el partit, guanyaran el joc. Si no els troben... "el dimoni del Koshien" els diu que ell ha de morir, i que no li agrada gens morir sol! La primera pista és el missatge que hi ha escrit al telèfon mòbil que han trobat... Entre tots els amics aconsegueixen trobar el primer telèfon de la sèrie, però... en el poc temps que els queda abans de la novena entrada, sabran deduir les pistes que els han de portar cap al segon i al tercer? |      |       | |                   |                         |                                                 |
| 415 | 383  | 45    | El miracle del Koshien! No et rendeixis mai al diable invisible (II) "Koushien no Kiseki! Mienai Akuma ni Makezu Kirai" (甲子園の奇跡!見えない悪魔に負けず嫌い) Valencià: "Amenaça a l'estadi Koshien! El desafiament del demoni invisible (2a part)"                                                                          | 445-449           | 13 de desembre del 2004 | 24 de setembre del 2007 28 de setembre del 2012 |
| El Koshien és l'estadi on els jugadors de beisbol dels instituts de tot el país competeixen per demostrar les seves habilitats i la seva força. El partit de la final d'aquest any, enfronta els instituts d'Ohgane i Kohnan, i en Conan i tota la colla, en Kogoro, la Ran, en Heiji i la Kazuha, han anat a l'estadi a presenciar-la. Quan ja fa una estona que estan mirant el partit, en Conan troba un telèfon mòbil a terra. |      |       | |                   |                         |                                                 |
| 416 | 383  | 46    | El miracle del Koshien! No et rendeixis mai al diable invisible (III) "Koushien no Kiseki! Mienai Akuma ni Makezu Kirai" (甲子園の奇跡!見えない悪魔に負けず嫌い) Valencià: "Amenaça a l'estadi Koshien! El desafiament del demoni invisible (3a part)"                                                                         | 445-449           | 13 de desembre del 2004 | 25 de setembre del 2007 28 de setembre del 2012 |
| Ara ja tenen tots molt clar que el misteriós home del barret blanc, "el dimoni de Koshien", vol fer esclatar una bomba a l'estadi per suïcidar-se... acompanyat de tots els espectadors! En Conan i els seus amics han de trobar a correcuita els dos telèfons mòbils que falten mentre el partit avança inexorablement cap al final. Després d'una altra brillant deducció d'en Conan, aconsegueixen trobar el segon telèfon de la sèrie. |      |       | |                   |                         |                                                 |
| 417 | 383  | 47    | El miracle del Koshien! No et rendeixis mai al diable invisible (IV) "Koushien no Kiseki! Mienai Akuma ni Makezu Kirai" (甲子園の奇跡!見えない悪魔に負けず嫌い) Valencià: "Amenaça a l'estadi Koshien! El desafiament del demoni invisible (4a part)"                                                                          | 445-449           | 13 de desembre del 2004 | 26 de setembre del 2007 1 d'octubre del 2012    |
| Ara ja tenen tots molt clar que el misteriós home del barret blanc, "el dimoni de Koshien", vol fer esclatar una bomba a l'estadi per suïcidar-se... acompanyat de tots els espectadors! En Conan i els seus amics han de trobar a correcuita els dos telèfons mòbils que falten mentre el partit avança inexorablement cap al final. Després d'una altra brillant deducció d'en Conan, aconsegueixen trobar el segon telèfon de la sèrie. Però el tercer telèfon mòbil no apareix, i l'institut Kohnan està a un sol jugador eliminat de guanyar el campionat! Per sort, l'institut d'Ohgane comença a remuntar... i aconsegueix empatar el partit! Trobaran el tercer telèfon mòbil, en Conan i els seus amics? I quan el trobin... com s'ho faran per convèncer "el dimoni de Koshien" que no faci volar l'estadi pels aires? Potser en seran capaços si troben la manera de conèixer els motius secrets que aquest home misteriós té per planejar una acció tan terrible? |      |       | |                   |                         |                                                 |

## Temporada 10 (2005)
| EP# | EP#  | EP#   | Títol en català | Adaptat de        | Estrena en japonès      | Estrena en català central Estrena en valencià  |
| Cat. | Jap. | Temp. | Títol en català | Adaptat de        | Estrena en japonès      | Estrena en català central Estrena en valencià  |
| --- | ---- | ----- | --- | ----------------- | ----------------------- | ---------------------------------------------- |
| 418 | 384  | 1     | Objectiu, Kogoro Mouri "Hyouteki wa Mōri Kogoro" (標的は毛利小五郎) Valencià: "Objectiu: Kogoro Mouri" | Original          | 10 de gener del 2005    | 27 de setembre del 2007 1 d'octubre del 2012   |
| En Kogoro torna a casa, de nit, des d'un bar, i va una mica "content". Des d'un edifici en obres cauen uns tubs d'acer i estan a punt d'obrir-li el cap però, per sort, en Kogoro se'n surt només amb una rascadeta. Quan arriba a casa li explica a la Ran que està indignat amb els responsables de l'obra, però llavors rep un missatge misteriós al mòbil: "La pròxima vegada no penso fallar. Et juro que et mataré." En Kogoro està convençut que algú l'hi deu tenir jurada. |      |       | |                   |                         |                                                |
| 419 | 385  | 2     | La cacofonia de l'Stradivarius. Preludi "Sutoradibariusu no Fukyouwaon (Zensoukyoku)" (ストラディバリウスの不協和音(前奏曲)) Valencià: "La falta d'harmonia de l'Stradivarius (Preludi)"                                       | 470-471           | 17 de gener del 2005    | 28 de setembre del 2007 2 d'octubre del 2012   |
| La Hasuki Shitara, una violinista i membre d'una família musical, convida a casa seva en Kogoro, que hi va amb en Conan i la Ran. A la casa de la Hasuki hi fan la festa d'aniversari de l'avi, en Choichiro, i ella hi ha de fer un concert de violí. Entre els convidats hi ha un dels nebots d'en Choichiro, un compositor de renom que es diu Kyosuke Haga, i també el tercer fill de la família, en Genzaburo, que arriba just a temps des de l'estranger. |      |       | |                   |                         |                                                |
| 420 | 386  | 3     | La cacofonia de l'Stradivarius. Interludi "Sutoradibariusu no Fukyouwaon (Kansoukyoku)" (ストラディバリウスの不協和音(間奏曲)) Valencià: "La falta d'harmonia de l'Stradivarius (Interludi)"                                   | 471-472           | 24 de gener del 2005    | 1 d'octubre del 2007 2 d'octubre del 2012      |
| En Conan s'ensuma que la mort d'en Genzaburo ha estat un assassinat i que, a més, forma una sèrie amb les inicials dels noms dels assassinats anteriors, D-E-F-G... Per tant, seguint l'ordre alfabètic, el cognom de la pròxima víctima començarà amb H. L'única persona que té un cognom que comença amb H és la Hasuki! Però resulta que qui mor és l'àvia, l'Ayane. Sembla que tot apunta a un suïcidi causat per la desesperació de l'àvia en adonar-se que el violí en què s'havia gastat una fortuna era una rèplica. Però en Conan discrepa d'aquesta explicació, i observa que la sèrie és una sèrie... musical! Les inicials representen els noms les notes de l'escala en anglès! La sèrie D-E-F-G també pot ser de notes musicals, en la seva notació en anglès, i llavors la següent nota que li correspondria seria la A, just la inicial de l'Ayane! Qui pot tenir interès a matar els membres de la família seguint una escala musical? I qui té un nom que comenci per B, la següent nota de l'escala? |      |       | |                   |                         |                                                |
| 421 | 387  | 4     | La cacofonia de l'Stradivarius. Coda "Sutoradibariusu no Fukyouwaon (Gosoukyoku)" (ストラディバリウスの不協和音(後奏曲)) Valencià: "La falta d'harmonia de l'Stradivarius (Postludi)"                                          | 473-474           | 31 de gener del 2005    | 2 d'octubre del 2007 3 d'octubre del 2012      |
| En Conan ha deduït que els suposats accidents de casa de la Hasuki en realitat són assassinats en sèrie planejats amb molta intel·ligència. Però... i el mòbil dels crims? Doncs de vegades és una mica difícil trobar el mòbil d'un crim, sobretot si es remunta a coses que van passar fa més de trenta anys. Però segur que un stradivarius falsificat i un accident desafortunat hi tenen alguna cosa a veure... |      |       | |                   |                         |                                                |
| 422 | 388  | 5     | Un Kogoro borratxo de sake genuí (I) "Satsuma ni You Kogorou (Zenpen)" (薩摩に酔う小五郎(前編)) Valencià: "Kogoro borratxo de sake (1a part)"                                                                                  | Original          | 7 de febrer del 2005    | 3 d'octubre del 2007 3 d'octubre del 2012      |
| En Kogoro serà el convidat especial del desè aniversari de Nichiuri TV, i la Ran i en Conan l'acompanyen al programa. Allà, per quedar bé, en Kogoro fa propaganda del sake genuí que s'elabora a Kagoshima, el "Satsuma". En Kogoro està tan entusiasmat que l'endemà, la gent de Kagoshima el convida a visitar la destil·leria on es fa el famós licor. Un cop allà, però, comencen a passar coses estranyes... |      |       | |                   |                         |                                                |
| 423 | 389  | 6     | Un Kogoro borratxo de sake genuí (II) "Satsuma ni You Kogorou (Kōhen)" (薩摩に酔う小五郎(後編)) Valencià: "Kogoro borratxo de sake (2a part)"                                                                                  | Original          | 14 de febrer del 2005   | 4 d'octubre del 2007 4 d'octubre del 2012      |
| A la destil·leria de Kagoshima, en Conan, en Kogoro i la Ran hi coneixen el director, en Shiraishi, la seva dona, la Fumiko, i el gestor, en Tatsumura. Justament llavors, algú segresta en Tatsumura, i al cap de dos dies el troben mort. Qui pot haver estat l'assassí? En Conan disposa d'una pista: en Tatsumura s'havia anat a fer una revisió mèdica just el dia abans. |      |       | |                   |                         |                                                |
| 424 | 390  | 7     | La història d'amor dels investigadors de la policia metropolitana 6 (I) "Honchou no Keiji Koimonogatari 6 (Zenpen)" (本庁の刑事恋物語6(前編)) Valencià: "Història d'amor a la comissaria (1a part)"                            | 450-451           | 21 de febrer del 2005   | 5 d'octubre del 2007 4 d'octubre del 2012      |
| Els inspectors Takagi i Sato viuen una història d'amor i ara sembla que envien en Takagi a fer una investigació a la prefectura de Tottori, on la policia persegueix uns lladres que han comès robatoris per tot el país. Però just llavors, un home mor apunyalat, i els inspectors Takagi i la seva estimada Sato han d'anar immediatament a resoldre el cas... |      |       | |                   |                         |                                                |
| 425 | 391  | 8     | La història d'amor dels investigadors de la policia metropolitana 6 (II) "Honchou no Keiji Koimonogatari 6 (Kōhen)" (本庁の刑事恋物語6(後編)) Valencià: "Història d'amor a la comissaria (2a part)"                            | 451-452           | 28 de febrer del 2005   | 8 d'octubre del 2007 5 d'octubre del 2012      |
| En Tagaki té temptacions de trigar força a resoldre el cas que li han encomanat perquè així no caldrà que se separi de la Sato, però al final supera la temptació i fa el que hauria de fer qualsevol bon policia: resoldre el cas al més aviat possible. I en Conan l'ajudarà a fer-ho perquè ves per on, la coartada del sospitós depèn d'un programa de televisió, i en Conan sap del cert que s'emet en dos horaris diferents... |      |       | |                   |                         |                                                |
| 426 | 392  | 9     | La misteriosa discrepància dels 20 centímetres "Nazomeku Shinchousa 20 cm" (謎めく身長差20cm) Valencià: "La misteriosa diferència dels vint centímetres"                                                                       | Original          | 7 de març del 2005      | 9 d'octubre del 2007 5 d'octubre del 2012      |
| En Conan i la Ran troben l'inspector Tagaki, que investiga l'assassinat d'en Katsugoro Kitamura, el director d'una fàbrica de la ciutat, que ha estat apunyalat. La policia va arrestar el sospitós immediatament, però en Tagaki està desconcertat, perquè l'angle de les ferides de l'arma permet deduir que l'assassí tenia una alçada de... un metre i deu centímetres! Com pot ser, doncs, que el sospitós faci més de metre vuitanta? |      |       | |                   |                         |                                                |
| 427 | 393  | 10    | El cas que semblava un segrest "Yuukai...Rashii Jiken" (誘拐...らしい事件) Valencià: "El cas del segrest simulat" | Original          | 14 de març del 2005     | 10 d'octubre del 2007 8 d'octubre del 2012     |
| En un cotxe que acaba de tenir un accident, en Conan i en Kogoro hi troben un munt de diners i una carta que diu: "aquí teniu els 30 milions de iens. Torneu-me el meu pare de seguida". Tot indica que es tracta d'un segrest, i que la persona que ha mort en l'accident era un dels segrestadors. Però si el segrestador ha mort, ara no sabran on és la persona segrestada i la carta de qui ha pagat el rescat, a més, demana que donin a l'ostatge una certa medicació, perquè si no la pren aviat, morirà. |      |       | |                   |                         |                                                |
| 428 | 394  | 11    | La gran aventura a la mansió excèntrica. La incursió "Kibatsu na Yashiki no Daibouken (Fuuinhen)" (奇抜な屋敷の大冒険(封印編)) Valencià: "Aventura a l'estranya mansió (La incursió)"                                          | 475-476           | 11 d'abril del 2005     | 11 d'octubre del 2007 8 d'octubre del 2012     |
| En Conan, l'Ayumi, en Mitsuhiko, en Genta i l'Ai van de càmping amb el doctor Agasa. A la vora del lloc on acampen, en una mansió que sembla abandonada, hi troben el cos mort d'un cercador de tresors, en Teruhisa Tamai. Des de dins de la casa, una silueta sospitosa observa tot el que passa... A partir d'unes inscripcions que hi ha en una pedra, en Conan dedueix que a la mansió hi ha amagat un tresor... |      |       | |                   |                         |                                                |
| 429 | 395  | 12    | La gran aventura a la mansió excèntrica. Els muntatges "Kibatsu na Yashiki no Daibouken (Karakurihen)" (奇抜な屋敷の大冒険(絡繰編)) Valencià: "Aventura a l'estranya mansió (Les trampes)"                                     | 476-477           | 18 d'abril del 2005     | 12 d'octubre del 2007 9 d'octubre del 2012     |
| Mentre els nostres amics són a la mansió, han sabut que en Kaito Kid, un lladre que va al darrere de pedres precioses de grans dimensions, i que s'ha enfrontat diverses vegades a en Conan, podria estar embolicat en el cas del tresor amagat. En Genta decideix que pujarà fins a dalt de tot de la mansió a cercar el tresor, però en Conan l'avisa que ha d'anar molt amb compte perquè el constructor de la casa va ser el famós Kichiemon, el mestre dels titelles mecànics. A en Genta i als altres els espera més d'una sorpresa! |      |       | |                   |                         |                                                |
| 430 | 396  | 13    | La gran aventura a la mansió excèntrica. La solució "Kibatsu na Yashiki no Daibouken (Kaiketsuhen)" (奇抜な屋敷の大冒険(解決編)) Valencià: "Aventura a l'estranya mansió (El desenllaç)"                                       | 477-478           | 25 d'abril del 2005     | 15 d'octubre del 2007 9 d'octubre del 2012     |
| Les pistes que en Kichiemon va disposar a la mansió on va amagar el tresor tenen a veure amb els Tres Tresors Sagrats del Japó. En Conan i la colla ja han trobat una rèplica del mirall sagrat i de la llavor sagrada amb unes inscripcions, i ara han de trobar una rèplica de l'espasa sagrada. Quan finalment la localitzen, ja tenen completa la seqüència de paraules que els ha de permetre trobar el tresor: "eternitat", "flama" i "drac". En Conan resol el misteri, però quan arriben al lloc de tresor hi troben una nota d'en Kaito Kid dient que se l'ha emportat... |      |       | |                   |                         |                                                |
| 431 | 397  | 14    | Una de picant, una d'amargant i una de dolça "Karaku Nigaku Amai Shiru" (辛く苦く甘い汁) Valencià: "Un sabor coent, amargant i dolç"                                                                                           | Original          | 2 de maig del 2005      | 16 d'octubre del 2007 10 d'octubre del 2012    |
| El cos de la Fumie Ozawa, una dona que treballa en una institució financera, apareix al lavabo del seu pis. La primera persona que veu el cadàver és l'Etsuko Aikawa, la propietària de la botiga de dolços de la cantonada. La policia assegura que es tracta d'un suïcidi, però l'Etsuko insisteix que en Kogoro investigui el cas més a fons perquè està segura que es tracta d'un cas d'homicidi. En Kogoro, en Conan, l'inspector Megure i companyia decideixen investigar el cas. |      |       | |                   |                         |                                                |
| 432 | 398  | 15    | La petició d'una família estranya (I) "Kimyou na Ikka no Irai (Zenpen)" (奇妙な一家の依頼(前編)) Valencià: "La petició d'una família estranya (1a part)"                                                                       | 479-480           | 16 de maig del 2005     | 17 d'octubre del 2007 10 d'octubre del 2012    |
| En Conan i en Ran acompanyen en Kogoro a casa de la senyora Tomoko Kariya per ajudar-la a trobar el seu telèfon mòbil. Resulta que la Tomoko sap que el telèfon és a casa seva i també resulta que l'home amb qui té una aventura li ha d'enviar un missatge. I tot plegat no passaria res, si no fos que si els altres membres de la família saben que la Tomoko té una aventura, li farien la vida impossible. El cas s'acaba ben aviat perquè la mateixa Tomoko troba el telèfon, i en Conan i companyia se'n tornen tan tranquils cap a casa. O vaja, potser només sembla que s'ha acabat ben aviat, perquè de seguida sorgeix un petit problema: aquella mateixa nit, la senyora Tomoko apareix morta, apunyalada. |      |       | |                   |                         |                                                |
| 433 | 399  | 16    | La petició d'una família estranya (II) "Kimyou na Ikka no Irai (Kōhen)" (奇妙な一家の依頼(後編)) Valencià: "La petició d'una família estranya (2a part)"                                                                       | 481-482           | 23 de maig del 2005     | 18 d'octubre del 2007 11 d'octubre del 2012    |
| Els sospitosos de la mort de la senyora Tomoko són el cap de la família, el senyor Kariya, el segon fill, en Shigehide i el fill més gran i marit de la Tomoko, en Tsugutaka. De fet, el cas no seria difícil de resoldre si se sabés contestar aquesta senzilla pregunta: pot ser, que una persona s'hagi passat dotze anys amagada en un armari? Deu tenir un motiu molt gros per fer-ho, oi? Què li passaria, a la persona que el descobrís? |      |       | |                   |                         |                                                |
| 434 | 400  | 17    | Les sospites de la Ran "Giwaku wo Motta Ran" (疑惑を持った蘭) Valencià: "Les sospites de Ran" | 483               | 30 de maig del 2005     | 19 d'octubre del 2007 11 d'octubre del 2012    |
| La Ran sospita que potser en Conan és en Shinichi i decideix que comprovarà si el missatge que li va enviar a en Shinichi és al telèfon mòbil d'en Conan. Però en Conan té el telèfon mòbil bloquejat i a la Ran se li acudeix que segurament, la contrasenya deu estar basada en un joc de paraules amb els caràcters japonesos. Potser seria interessant provar "Holmes"? No és "Holmes". I "Sherlock"? Ostres, el telèfon es desbloqueja! Quins secrets descobrirà, la Ran? |      |       | |                   |                         |                                                |
| 435 | 401  | 18    | El cas del veritable atracament a la joieria (I) "Houseki Goutou Genkouhan (Zenpen)" (宝石強盗現行犯(前編)) Valencià: "El suïcidi de l'atracador de la joieria (1a part)"                                                      | 484-485           | 6 de juny del 2005      | 22 d'octubre del 2007 12 d'octubre del 2012    |
| L'inspector de policia Takagi passa per casualitat davant d'una joieria quan un home l'està atracant. En Tagaki el persegueix, però l'home puja al terrat de l'edifici, salta, cau damunt un camió de mudances, i es mata. Ves per on, la persona que feia servir el camió de mudances, era l'amo d'una empresa d'importació d'aliments que acabava de despatxar l'home que ha mort. Casualitat? |      |       | |                   |                         |                                                |
| 436 | 402  | 19    | El cas del veritable atracament a la joieria (II) "Houseki Goutou Genkouhan (Kōhen)" (宝石強盗現行犯(後編)) Valencià: "El suïcidi de l'atracador de la joieria (2a part)"                                                      | 485-486           | 13 de juny del 2005     | 23 d'octubre del 2007 12 d'octubre del 2012    |
| Resulta que el propietari de l'empresa d'importació d'aliments que havia despatxat feia poc l'atracador de la joieria, té el seu despatx... a l'edifici del costat mateix de la joieria! És prou evident que tot això no pot ser una casualitat però d'aquí a demostrar que l'atracador no ha mort en la caiguda sinó que ha estat assassinat, hi ha un bon tros. És clar que hi ha una pregunta clau: per quin motiu van despatxar l'atracador? |      |       | |                   |                         |                                                |
| 437 | 403  | 20    | La mansió dels àngels misteriosos (I) "Fushigi na Tenshi no Yakata (Zenpen)" (不思議な天使の館(前編)) Valencià: "El laberint de la mansió dels àngels (1a part)"                                                               | Original          | 20 de juny del 2005     | 24 d'octubre del 2007 15 d'octubre del 2012    |
| La Yuriko Matusnaka acudeix a la Lliga de Detectius Júnior perquè vol recollir informació del seu besavi, en Gozo Isegawa, un corredor de borsa llegendari conegut amb el sobrenom de "brau rampant". Abans de morir, va deixar aquest estrany missatge: "Quan les banyes del brau desapareixen i la seva cua es transforma en cap, l'àngel baixarà del cel i tocarà la flauta. A la seva melodia, hi trobarem el nostre tresor". La Lliga de Detectius Júnior decideix que ha de resoldre el misteri a la "Mansió dels Àngels", que en Gozo va construir. Fins ara, setze persones han intentat desfer el misteri sense èxit... |      |       | |                   |                         |                                                |
| 438 | 404  | 21    | La mansió dels àngels misteriosos (II) "Fushigi na Tenshi no Yakata (Kōhen)" (不思議な天使の館(後編)) Valencià: "El laberint de la mansió dels àngels (2a part)"                                                               | Original          | 27 de juny del 2005     | 25 d'octubre del 2007 15 d'octubre del 2012    |
| Si la Yuriko Matsunaka resol el misteri que el seu besavi va deixar abans de morir, tindrà dret a rebre'n tota l'herència. La Lliga de Detectius Júnior ha anat a la Mansió dels Àngels, que el difunt va construir, i en Conan hi resol la primera part del misteri a la Torre de l'Àngel del Sud. Per acabar de resoldre el misteri, els servirà d'alguna cosa l'ajuda d'un home molt estrany anomenat Tokei, àlies "rellotge"? |      |       | |                   |                         |                                                |
| 439 | 405  | 22    | L'home que va demanar l'ambulància "Kyuukyuusha wo Yobi ni Itta Otoko" (救急車を呼びに行った男) Valencià: "L'home que va avisar l'ambulància"                                                                                  | Original          | 4 de juliol del 2005    | 26 d'octubre del 2007 16 d'octubre del 2012    |
| En Conan troba un grup de persones que s'han aplegat al lloc on s'ha comès un assassinat. Resulta que la primera persona que ha descobert la víctima, ha desaparegut immediatament. Però sembla que no és del tot així, perquè al cap d'un moment, aquesta persona apareix amb una ambulància. Es diu Hiroshi Hiromatsu i assegura que la policia no li contestava, i que ha anat a cercar una ambulància personalment. No cal dir que el seu comportament és sospitós, però és que, a més, la víctima va morir en una situació ben estranya: somrient i formant la V de la victòria amb els dits... |      |       | |                   |                         |                                                |
| 440 | 406  | 23    | La màgia de les deduccions d'en Conan i en Heiji. Els trucs "Konan Heiji no Suiri Majikku (Shikakehen)" (コナン·平次の推理マジック(仕掛編)) Valencià: "La màgia de les deduccions de Conan i Heiji (1a part - Els trucs)"      | 487-488           | 11 de juliol del 2005   | 29 d'octubre del 2007 16 d'octubre del 2012    |
| En Heiji i la Kazuha visiten en Conan i la Ran per anar a veure junts l'espectacle d'un mag famós, en Dogo Hoshikawa. Resulta que en Conan i la colla coneixen uns amics del mag, i acabat l'espectacle, aquests amics els conviden a sopar a casa del seu mestre, el senyor Masakage, un mag llegendari que avui fa justament deu anys que va desaparèixer. Com era d'esperar, el senyor Masakage no és a casa, però la seva dona els rep molt hospitalàriament. Quins trucs de màgia tindran lloc durant el sopar? Seran capaços de superar el seu model, els alumnes que s'han reunit a casa del mestre desaparegut? |      |       | |                   |                         |                                                |
| 441 | 407  | 24    | La màgia de les deduccions d'en Conan i en Heiji. La casa "Konan Heiji no Suiri Majikku (Yakatahen)" (コナン·平次の推理マジック(館編)) Valencià: "La màgia de les deduccions de Conan i Heiji (2a part - La casa)"             | 488-489           | 18 de juliol del 2005   | 30 d'octubre del 2007 17 d'octubre del 2012    |
| De moment, la primera sorpresa del sopar a casa del senyor Masakage no és cap truc de màgia, sinó un fet completament real: la Tanko, una de les deixebles del senyor Masakage, apareix morta al final del passadís del segon pis. La dona del senyor Masakage creu que l'àlbum de fotografies del seu marit pot aportar alguna pista sobre l'autor del crim. En una de les fotos, el senyor Masakage fa un truc de màgia amb un arbre de Nadal que és exactament al lloc on han trobat la Tanko assassinada... |      |       | |                   |                         |                                                |
| 442 | 408  | 25    | La màgia de les deduccions d'en Conan i en Heiji. La solució "Konan Heiji no Suiri Majikku (Kaiketsuhen)" (コナン·平次の推理マジック(解決編)) Valencià: "La màgia de les deduccions de Conan i Heiji (3a part - El desenllaç)" | 489-490           | 25 de juliol del 2005   | 31 d'octubre del 2007 17 d'octubre del 2012    |
| Sembla que l'assassí de la Tanko és una persona de fora del cercle del senyor Masakage, però en Conan i en Heiji són més vius que tot això, i s'adonen que tot plegat només és un truc per despistar. De fet, ¿qui va robar fa deu anys el quadern de notes d'en Masakage amb els seus millors trucs de màgia? I... ¿no podria ser a casa del gran mag Masakage, justament les coses estiguin preparades perquè un bon truc de màgia doni una coartada perfecta a un assassí? |      |       | |                   |                         |                                                |
| 443 | 409  | 26    | Un segrest i una funció de teatre al mateix temps (I) "Douji Shinkou Butai to Yuukai (Zenpen)" (同時進行舞台と誘拐(前編)) Valencià: "Una funció de teatre i un segrest al mateix temps (1a part)"                              | Original          | 8 d'agost del 2005      | 1 de novembre del 2007 18 d'octubre del 2012   |
| En Tamasonuke Ito i la seva companyia de teatre tornen a ser a la ciutat. Hi representen "El tallador de bambú", i el paper de la princesa Kaguya el fa una actriu guapíssima, la Renge Kataoka. En Conan, la Ran i la Sonoko van a veure els assajos i resulta que el pare de l'actriu que fa de princesa Kaguya, en Hansiro, que és director d'una gran empresa, es presenta a cercar-la juntament amb el seu secretari, en Soichi Onuki perquè la Renge... s'havia escapat de casa seva! Què faran, ara si a la protagonista no la deixen arribar a temps per l'estrena? Potser hauran de convèncer la Ran de les seves aptituds teatrals? |      |       | |                   |                         |                                                |
| 444 | 410  | 27    | Un segrest i una funció de teatre al mateix temps (II) "Douji Shinkou Butai to Yuukai (Kōhen)" (同時進行舞台と誘拐(後編)) Valencià: "Una funció de teatre i un segrest al mateix temps (2a part)"                              | Original          | 15 d'agost del 2005     | 2 de novembre del 2007 18 d'octubre del 2012   |
| De fet, no és que la Renge se n'hagi tornat a casa seva, sinó que resulta... que l'han segrestat! En Conan i els altres han sabut que en realitat la Renge havia fugit de casa seva perquè no es volia casar amb cap dels tres homes de negocis que la pretenien. Després de pensar-hi una mica, en Conan s'adona que el segrest l'ha muntat la mateixa Renge però... al final, la persona que ha ajudat la noia a simular el segrest l'ha segrestat de debò! |      |       | |                   |                         |                                                |
| 445 | 411  | 28    | L'enigma sorprenent de l'arcada del temple (I) "Jinja Torii Bikkuri Angou (Zenpen)" (神社鳥居ビックリ暗号(前編)) Valencià: "El sorprenent enigma de l'arc del temple (1a part)"                                                | 491-492           | 22 d'agost del 2005     | 5 de novembre del 2007 19 d'octubre del 2012   |
| En Conan, en Genta en Mitsuhiko, l'Ayumi i el doctor Agasa van al bosc a cercar insectes, sense gens d'èxit. Llavors, el doctor Agasa els ha amagat un tresor, que trobaran si són capaços de desxifrar un enigma: "una tenda de campanya en un crustaci". Déu n'hi do! I, de moment, una sorpresa: en Conan és incapaç de desxifrar l'enigma! De fet, tots es rendeixen al cap de poc, però en Conan és dur de pelar i no desisteix. Però de sobte, la Ran l'interromp amb una trucada: han assassinat un home que es deia Miyama, que s'estava al mateix hotel que ella i la Sonoko i que li havia pispat la bossa a la Sonoko feia només un moment. I això no és tot: a la finestra de l'hotel, la víctima hi ha deixat un missatge estrany escrit amb pintallavis. Ara ja n'hi ha dos, d'enigmes! |      |       | |                   |                         |                                                |
| 446 | 412  | 29    | L'enigma sorprenent de l'arcada del temple (II) "Jinja Torii Bikkuri Angou (Kōhen)" (神社鳥居ビックリ暗号(後編)) Valencià: "El sorprenent enigma de l'arc del temple (2a part)"                                                | 492-493           | 29 d'agost del 2005     | 6 de novembre del 2007 19 d'octubre del 2012   |
| En Miyama, la víctima trobada morta a l'hotel on s'estan la Sonoko i la Ran, havia quedat justament per anar a sopar amb tres amics seus. I la Ran i la Sonoko precisament s'han fet molt amigues d'un d'aquests tres personatges, en Kano, un noi guapíssim. En Conan filosofa que els enigmes més fàcils, de vegades són els més difícils de resoldre. Tot i això, de moment es nega a rendir-se. I fa bé de no rendir-se perquè... entre tots acaben aclarint el misteri que els havia plantejat el doctor Agasa. I quin era el tresor? Doncs allò que més cercaven: insectes! Però... i la Ran? La Ran quedarà fora de perill si en Conan desxifra l'altre enigma. Després de treballar-hi una bona estona s'adona que la resposta és... el nom de l'assassí! Serà possible que la Ran i la Sonoko justament estiguin fent una passejada amb ell? |      |       | |                   |                         |                                                |
| 447 | 413  | 30    | El misteri d'un assassinat mig perfecte "Kanzen Hanbun Hanzai no Nazo" (完全半分犯罪の謎) Valencià: "El misteri de l'assassinat mig perfecte"                                                                                  | Original          | 5 de setembre del 2005  | 7 de novembre del 2007 22 d'octubre del 2012   |
| En Kogoro té un client nou. És el famós productor televisiu Ryoko Inoue. Li ha demanat a en Kogoro que parli de la seva experiència a dos guionistes d'una sèrie de televisió molt popular que es diu "Magré, el gran detectiu". En Conan, que és un gran fan de la sèrie, també hi vol ser present. Quina situació més fantàstica! Si no fos, és clar, que el mateix dia de l'entrevista, el productor els truca per avisar-los que un dels dos guionistes... ha mort enverinat! I la clau del cas es troba en una consideració molt senzilla: és possible realitzar un crim perfecte que beneficiï un assassí tant si mor una persona com si en mor una altra? |      |       | |                   |                         |                                                |
| 448 | 414  | 31    | La lliga de detectius júnior darrere l'ocell blau "AoiTori wo Ou Tanteidan" (青い鳥を追う探偵団) Valencià: "La Lliga dels Xiquets Detectius en el cas de l'ocell blau"                                                         | Original          | 12 de setembre del 2005 | 8 de novembre del 2007 23 d'octubre del 2012   |
| La Yuka, una companya de l'escola, convida en Conan i tota la colla a casa seva per ensenyar-los un periquito blau que es diu Xic-Xic, i que ja diu algunes paraules. Pel camí, la Yuka els explica que la diferència entre els mascles i les femelles dels periquitos blaus és que l'apèndix de damunt del bec dels mascles és blau, i el de les femelles, marró. I resulta que, tot i que en Xic-Xic és mascle, l'apèndix del bec se li està tornant marró. Què ho deu fer? Hi pot tenir alguna cosa a veure en Sakaguchi, un amic de la mare de la Yuka que fa investigacions a la universitat? I com és, que en Xic-Xic ja no parla com abans? En Conan i companyia segur que no es quedaran sense resoldre aquest misteri. |      |       | |                   |                         |                                                |
| 449 | 415  | 32    | L'esperit que apareix el dia de la mort de Buda. El cas "Butsumetsu ni Deru Akuryou (Jikenhen)" (仏滅に出る悪霊(事件編)) Valencià: "L'esperit malvat que apareix el dia de la mala sort (El cas - 1a part)"                    | 494-495           | 3 d'octubre del 2005    | 9 de novembre del 2007 24 d'octubre del 2012   |
| En Conan, la Ran i en Kogoro els conviden a casa de la família Kunitomo perquè resolguin el misteri de tot de coses molt estranyes que hi passen. A part d'accidents de cotxe, vaixelles senceres trencades i altres situacions que fan molt mala espina, resulta que la família ha rebut una targeta on hi diu: "Abans que despertem tornaràs a lamentar el teu pecat. Som els cinc esperits". Per acabar-ho d'adobar, l'home que va organitzar el sistema de seguretat de la casa, en Toshimichi Sekiguchi, apareix penjat en un dels balcons de la casa amb una nota que diu: "aquesta és la recompensa pel pecat comès fa tretze anys". |      |       | |                   |                         |                                                |
| 450 | 416  | 33    | L'esperit que apareix el dia de la mort de Buda. Les sospites "Butsumetsu ni Deru Akuryou (Giwakuhen)" (仏滅に出る悪霊(疑惑編)) Valencià: "L'esperit malvat que apareix el dia de la mala sort (El cas - 2a part)"             | 495-496           | 10 d'octubre del 2005   | 12 de novembre del 2007 25 d'octubre del 2012  |
| Per acabar de complicar les coses a casa dels Kunitomo, l'Atsuhiro, el cap de la família, es tanca a l'habitació entristit per la mort del seu amic Sekiguchi, i hi mor d'un atac de cor. La porta de l'habitació només s'obre amb un identificador d'empremtes, i ningú hi pot entrar, però en Conan hi entra enfilant-se per la corda que encara penja del balcó. A la corda i al flascó de les pastilles de l'Atsuhiro hi ha unes empremtes, però no coincideixen amb les de ningú de la casa. Encara serà veritat que tot plegat és obra d'uns esperits malignes? |      |       | |                   |                         |                                                |
| 451 | 417  | 34    | L'esperit que apareix el dia de la mort de Buda. La solució "Butsumetsu ni Deru Akuryou (Kaiketsuhen)" (仏滅に出る悪霊(解決編)) Valencià: "L'esperit malvat que apareix el dia de la mala sort (La solució)"                   | 497-498           | 17 d'octubre del 2005   | 13 de novembre del 2007 26 d'octubre del 2012  |
| No hi ha cap dubte que les morts que han tingut lloc a casa de la família Kunitomo tenen a veure amb un accident de vaixell que va passar fa tretze anys, en què van morir uns amics de la família perquè els van abandonar en un vaixell que s'enfonsava. Es tracta doncs d'una venjança? Hi té a veure alguna cosa, que en Watabiki, un dels supervivents, tingui un germà bessó? I encara queden per contestar tot de preguntes força importants: Qui va causar que el vaixell s'enfonsés? Què hi havia a la misteriosa bossa que es va enredar amb l'hèlix? Qui l'havia tirat al mar? |      |       | |                   |                         |                                                |
| 452 | 418  | 35    | Una casa molt bufona a la ciutat de Beika "Beikachō Gurunie no Ie" (米花町グルニエの家) Valencià: "Una casa nova amb un átic en Beika"                                                                                         | Original          | 24 d'octubre del 2005   | 14 de novembre del 2007 29 d'octubre del 2012  |
| A prop d'on viu en Conan hi han construït una caseta nova, petita i molt bufona i, de tornada cap a casa, ell i tota la colla passen a veure-la. I quina cosa més curiosa, des de les golfes d'aquesta casa nova es veu l'agència de detectius Mouri! Però és que encara hi ha una cosa més curiosa: només al cap de dos dies, una parella d'avis es trasllada a viure a la caseta en qüestió. Però en Conan troba aquella parella d'avis molt sospitosos. Poden ser agents dels "Homes de Negre"? En Conan no s'ho espera, però amb aquesta parella d'avis -o no tan avis- ell hi té una relació d'allò més estreta... |      |       | |                   |                         |                                                |
| 453 | 419  | 36    | L'espasa de Yamata-No-Orochi (I) "Yamata Oorochi no Ken (Zenpen)" (八岐大蛇の剣(前編)) Valencià: "L'espasa de Yamata No Oorochi (1a part)"                                                                                     | Mystery Tour 2005 | 7 de novembre del 2005  | 15 de novembre del 2007 30 d'octubre del 2012  |
| En Conan, la Ran i en Kogoro van al bressol de les llegendes, a Izumo. Allà topen amb un cas d'homicidi: el d'en Koji Wanibuchi. Wanibuchi era un empresari que duia al damunt una espasa de deu milions de iens que feia d'aval d'uns diners que havia deixat en préstec. Justament és l'espasa amb què l'han assassinat. El crim té un munt de sospitosos: l'Eiko Esumi, a qui havien obligat a casar-se amb la víctima, l'amant de l'Eiko, en Ryosuke Fukama, i en Takehiko Fujie i en Kazuya Ishitobi, dos socis que tenien un restaurant de fideus que en Wanibuchi els estava a punt de prendre. Per acabar de complicar les coses, l'assassinat recorda molt la llegenda d'en Susano-O-No-Mikoto, que va salvar una princesa amb l'espasa Yamata-No-Orochi... |      |       | |                   |                         |                                                |
| 454 | 420  | 37    | L'espasa de Yamata-No-Orochi (II) "Yamata Oorochi no Ken (Kōhen)" (八岐大蛇の剣(後編)) Valencià: "L'espasa de Yamata No Oorochi (2a part)"                                                                                     | Mystery Tour 2005 | 14 de novembre del 2005 | 16 de novembre del 2007 31 d'octubre del 2012  |
| En Kogoro descobreix que l'Eiko i en Ryosuke han estat mentint per protegir-se mútuament perquè resulta que cadascun pensava que l'assassí era l'altre! En Kogoro s'empipa amb ells de mala manera perquè han complicat el cas, però la cosa també té una part bona: ara només queden dos sospitosos. En Takehiko Fujie té una coartada molt sòlida: la seva firma al llibre de visitants demostra que, a l'hora del crim, era al castell de Matsue. Perquè... un llibre de visites és impossible de falsificar, oi? |      |       | |                   |                         |                                                |
| 455 | 421  | 38    | Un primer amor del color dels gingkos (I) "Ichou Iro no Hatsukoi (Zenpen)" (イチョウ色の初恋(前編)) Valencià: "Un primer amor del color de les fulles de gingko (1a part)"                                                     | 410-411           | 21 de novembre del 2005 | 19 de novembre del 2007 1 de novembre del 2012 |
| En Conan i els membres de la Lliga de Detectius Júnior troben una antiga postal adreçada al doctor Agasa. És del primer amor del doctor, una noia a qui ell va ajudar a superar la por als animals. Un bon dia ella va desaparèixer i li va deixar una postal a la bústia. És, justament, la postal que tenen a les mans, i que diu: "Sóc molt feliç d'haver-te conegut. D'aquí a deu anys ens trobarem al lloc dels nostres records. Si no ens hi poguéssim trobar, ens veurem al cap de deu anys més. Encara que em torni una àvia, sempre t'esperaré allà". Ara fa quaranta anys justos d'aquella data, però el doctor Agasa no sap a quin "lloc dels nostres records" es refereix la seva amiga. Seran capaços de trobar-lo entre tots? |      |       | |                   |                         |                                                |
| 456 | 422  | 39    | Un primer amor del color dels gingkos (II) "Ichou Iro no Hatsukoi (Kōhen)" (イチョウ色の初恋(後編)) Valencià: "Un primer amor del color de les fulles de gingko (2a part)"                                                     | 411-412           | 28 de novembre del 2005 | 20 de novembre del 2007 2 de novembre del 2012 |
| Les deduccions dels nostres amics per trobar el primer amor del doctor Agasa els porten al zoo. Però allà, cap de les dues persones que hi troben és la que busquen. El doctor Agasa està disposat a abandonar-ho tot plegat, però en Conan i companyia no es desanimen i després de rumiar-hi molt i molt, i de desxifrar un codi molt enrevessat, arriben a la conclusió que el lloc de la cita és... el parc de l'escola, a sota dels gingkos. Hi trobarà el seu primer amor, el doctor Agasa, finalment? I quina serà la reacció de tots dos? Tindrà un final feliç, aquesta història d'amor? |      |       | |                   |                         |                                                |
| 457 | 423  | 40    | La lliga de detectius juniors i els quatre germans eruga "Tantei-dan to Aomushi Yon-kyoudai" (探偵団と青虫4兄弟) Valencià: "La lliga dels xiquets detectius i els quatre germans eruga"                                        | Original          | 5 de desembre del 2005  | 10 de gener del 2009                           |
| La Lliga de Detectius Juniors va a veure un arbre ple d'erugues que ha descobert l'Ayumi. Estant allí, es troben a la policia: un home ha estat assassinat a casa seva i l'únic testimoni sembla un nen que viu als voltants ... però el nen ha desaparegut i la Lliga de Detectius l'haurà de trobar abans que sigui massa tard. |      |       | |                   |                         |                                                |
| 458 | 424  | 41    | El fotomissatge del pallasso "Piero kara no Shashin Meeru" (ピエロからの写真メール) | Original          | 12 de desembre del 2005 | 10 de gener del 2009                           |
| Kogoro, Ran i Conan estan en una botiga de disfresses on es troben amb 3 joves llogant disfresses per una festa de compromís. Quan van de camí a casa, tornen a trobar-se amb ells, però aquesta vegada alguna cosa terrible ha succeït: s'han trobat a l'amiga que organitzava la festa assassinada a casa i disfressada de pallasso. |      |       | |                   |                         |                                                |